# 電子遊戲機

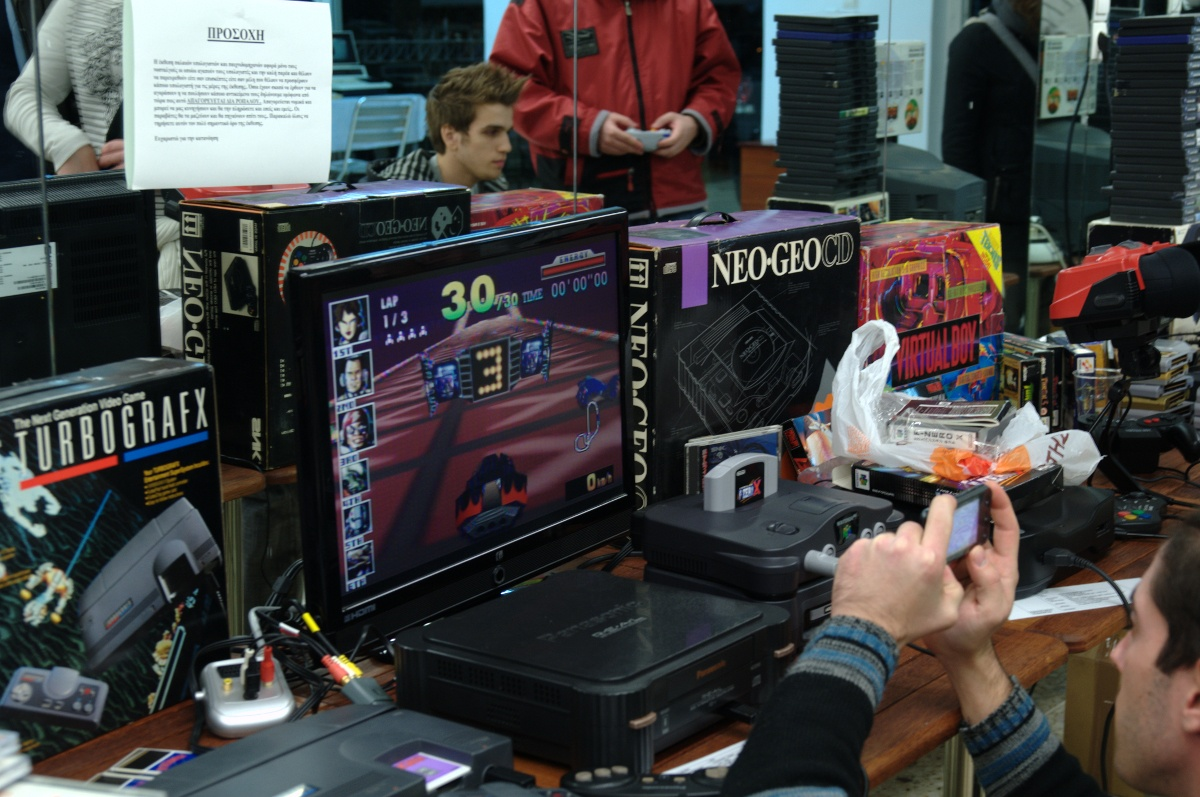
電子遊戲機

電子遊戲機是運行游戏软件並透過螢幕輸出訊號，提供娛樂功能的一種消費電子產品。該詞大多數情況下，是指為消費者設計、專司運行電子遊戲一職的裝置，且通常沒有自帶螢幕，與個人電腦或街機有很大不同：个人电脑除了娛樂外，還具備了其他各式各樣的功能，並不局限於遊戲領域；街機則是螢幕、搖桿、按鍵及主機本體一體化的遊戲機。
廿一世紀，電競電腦的興起，使得電子遊戲機的角色開始模糊。此類電腦較一般電腦更適於執行遊戲，甚至比起電子遊戲機通常具同級或更佳的效能，而且還能執行一般電腦的日常用途，但是價格遠貴於電子遊戲機。但因為不少廠商都推出專為電子遊戲機的獨佔版、先行版遊戲，加上操作系统與遊戲機相異，因此一般不會視其為遊戲機的一種。電子遊戲機的主要組成元件包括CPU、記憶體、儲存媒體、影音輸出設備、訊號輸入設備等。其中，遊戲機的訊號輸入設備又被稱為控制器、手把或搖桿。
電子遊戲機與採用較開放標準的其他消費電子產品不同，多年來皆採用特殊、獨立規格，以與其他競爭對手做出區別。電子遊戲機根據大小、用途不同，可分為家用游戏机、掌上游戏机、微型遊戲機及專用遊戲機等。隨著時代演進，電子遊戲機不再像過去一般單一，漸漸兼具了CD播放機、DVD播放機、藍光光碟播放機、聯網用裝置及數位視訊轉換盒等多元化功能。

## 歷史

### 時間軸
|      |                                                 |
| 附註 | [ a ] [ b ] [ c ] [ d ] [ e ] [ f ] [ g ] [ h ] |

### 第一世代

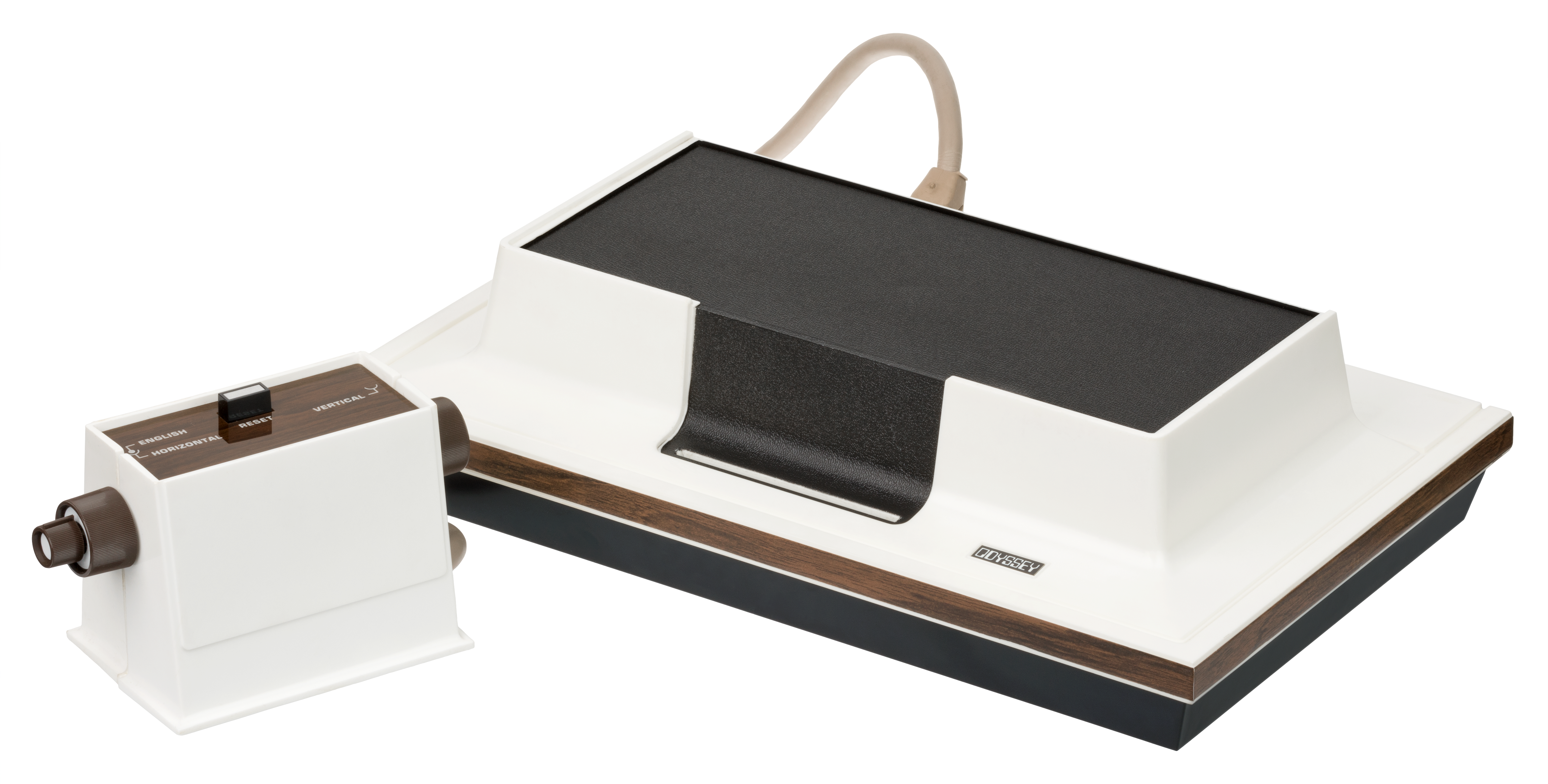
Magnavox Odyssey
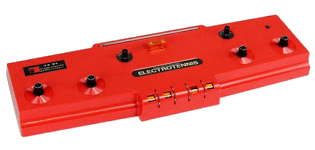
TV Tennis
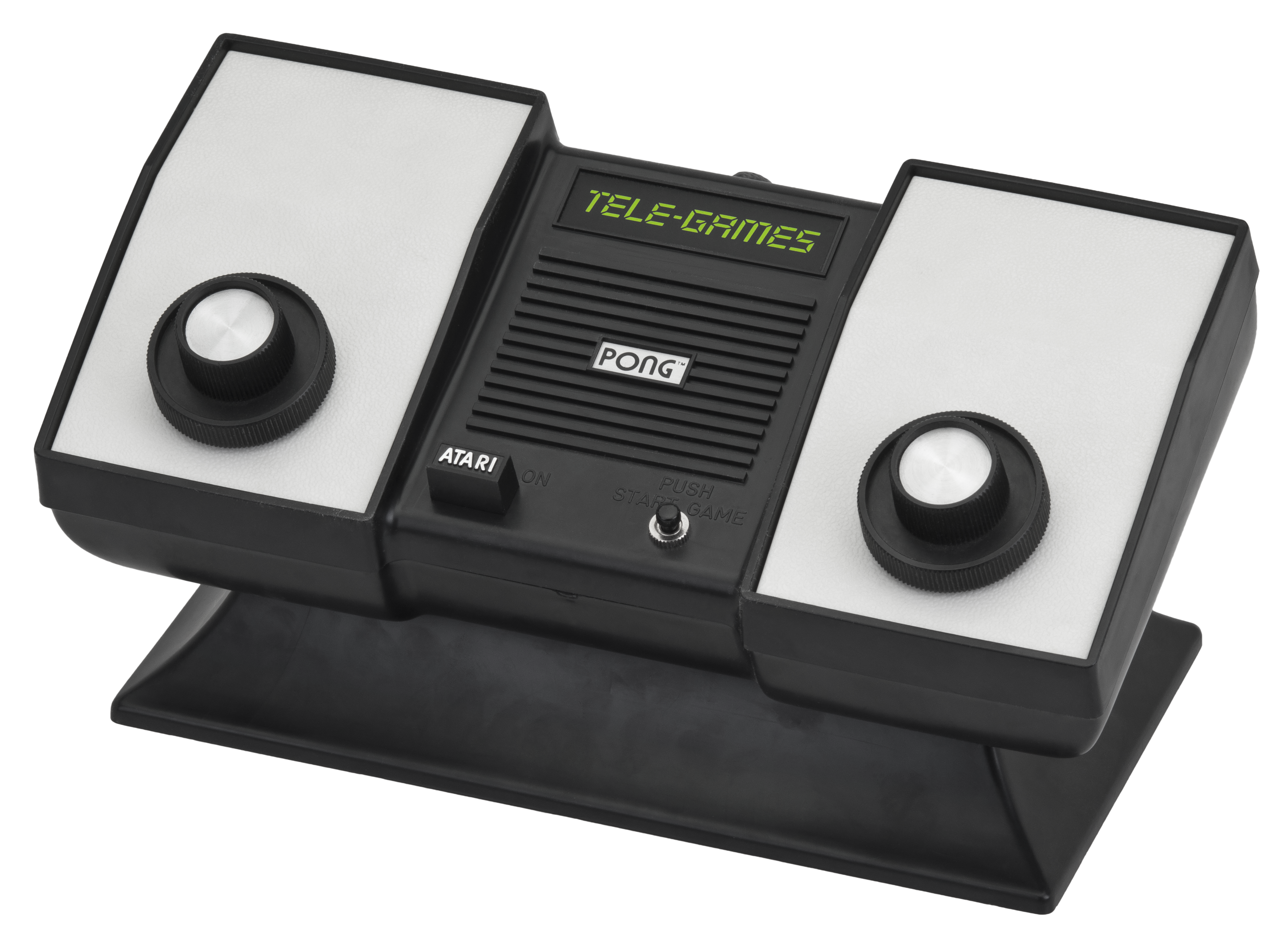
雅達利.乓
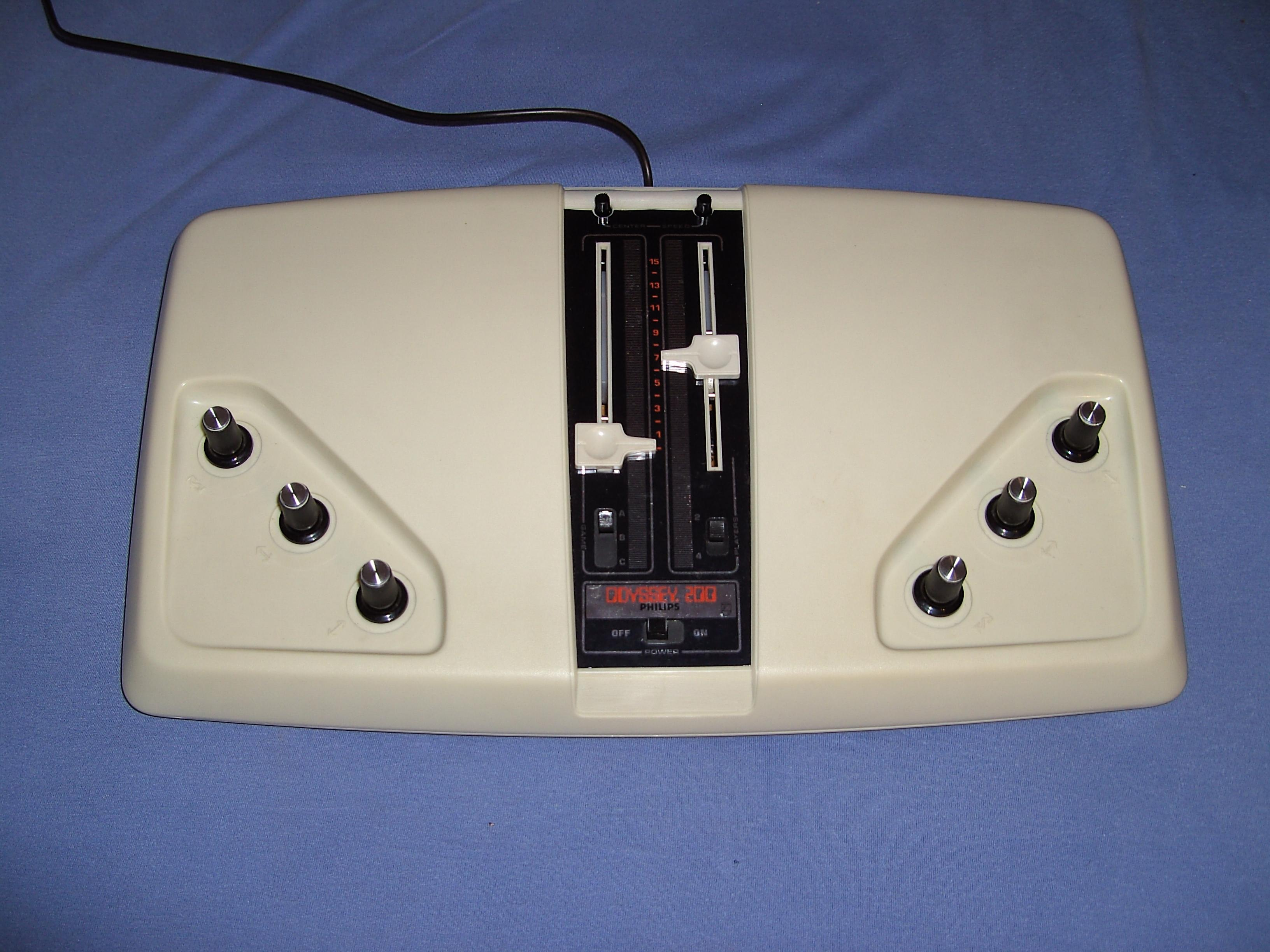
飛利浦Odyssey200
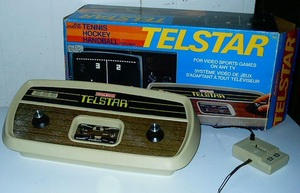
Coleco Telstar
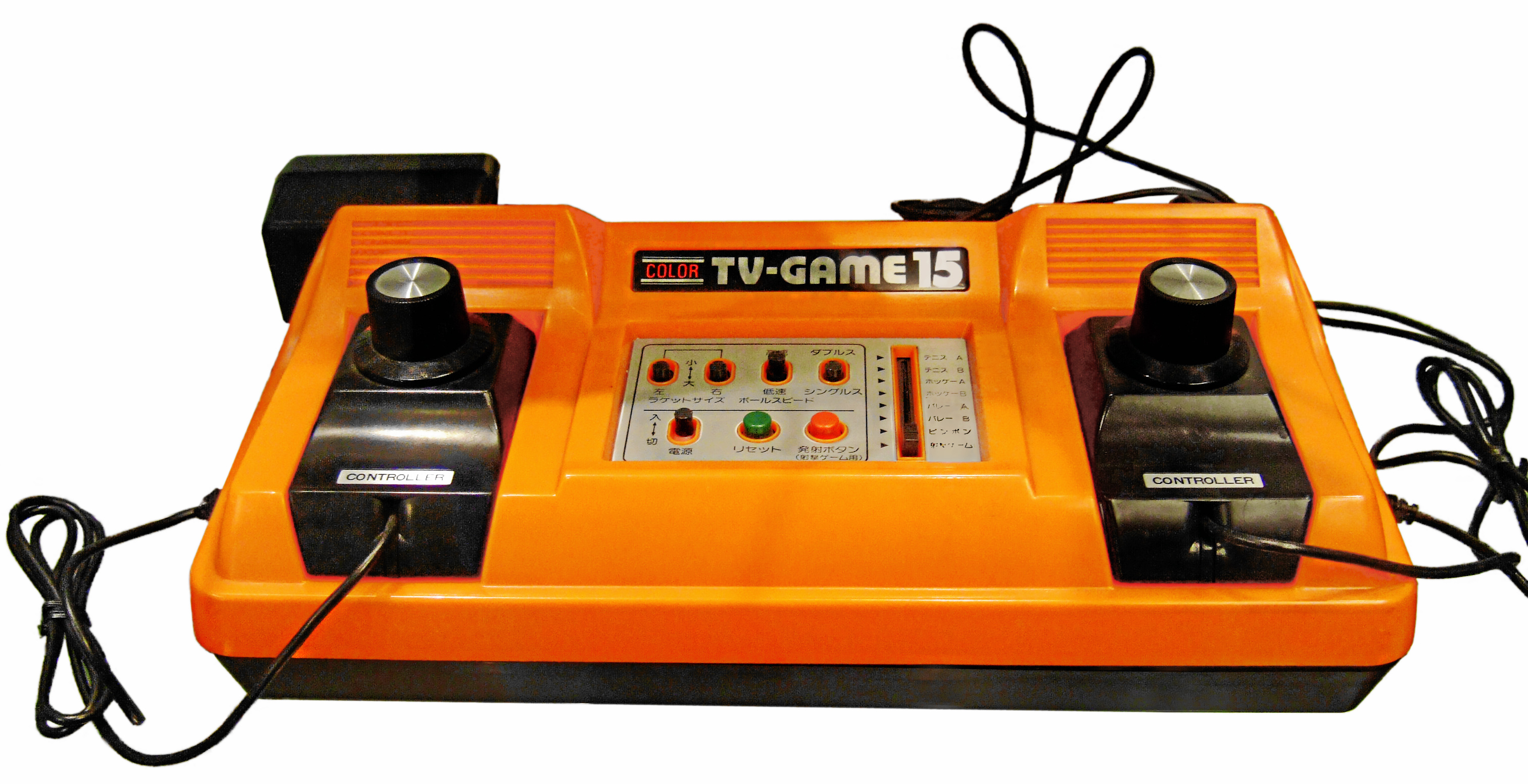
任天堂ColorTV-Game15

第一世代開始於1972年，由美格福斯發售第一款家用遊戲機，稱為美格福斯奧德賽。雖然奧德賽在銷量上可以稱為成功，但是真正令大眾對電子遊戲機產生注視是於同年推出，雅達利的街機遊戲乓（Pong）。1975年，由於兵大受歡迎，美格福斯決定分別推出奧德賽100及奧德賽200，同時雅達利亦推出家用遊戲機版本的兵。而這三款家用遊戲機都使用比原本的奧德賽更簡單的設計，但在遊戲數目都較少，亦沒有任何配件及卡帶。
之後，很多公司都生產相似的家用遊戲機並推出於市場。加上通用儀器稍後時間研發出更便宜的微型晶片，令更多小型發展商推出大量表面上相異但都只是包含相同遊戲的電子遊戲機。當中以Coleco的Coleco Telstar及任天堂的Color TV-Game都是運行晶片的遊戲機，都在當代取得較佳的銷售成績。
而此世代大部分電子遊戲機都是專用遊戲機，正式來說只能稱呼為電子遊戲。由於雅達利、美格福斯及Coleco等公司大量推出相似的電子遊戲機，令整個市場都充斥著簡單及相似的電子遊戲。

### 第二世代

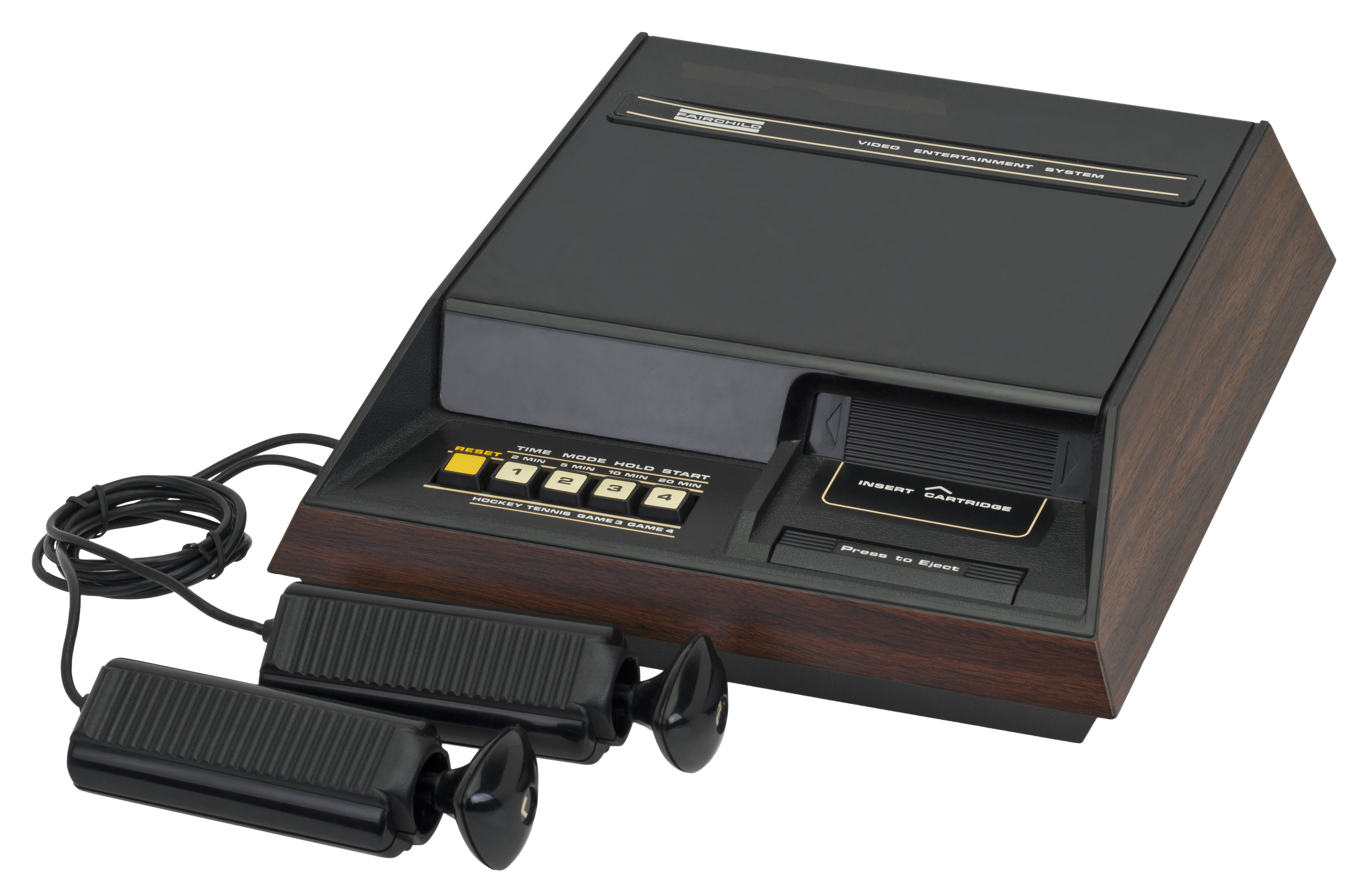
Fairchild Channel F
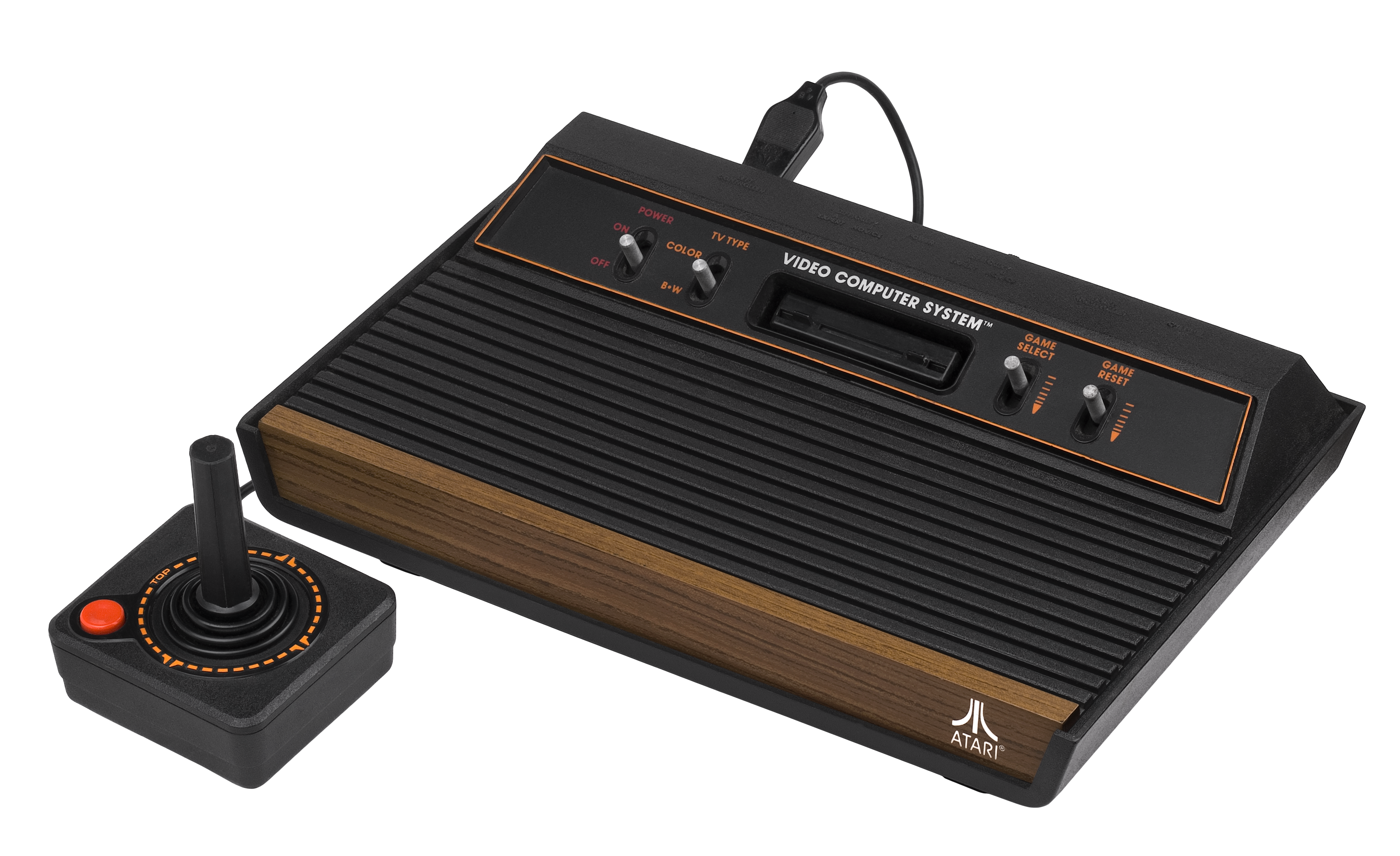
雅達利2600
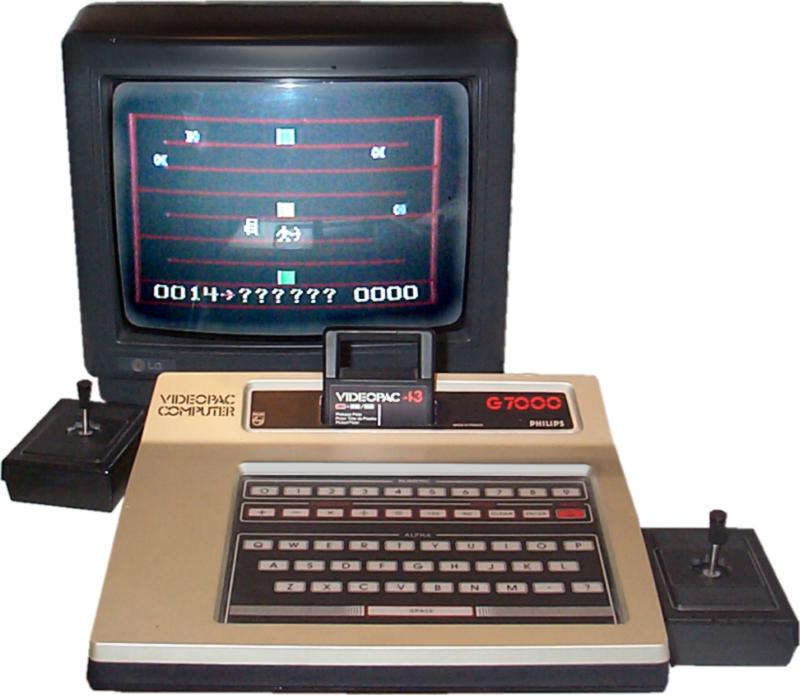
Magnavox Odyssey²
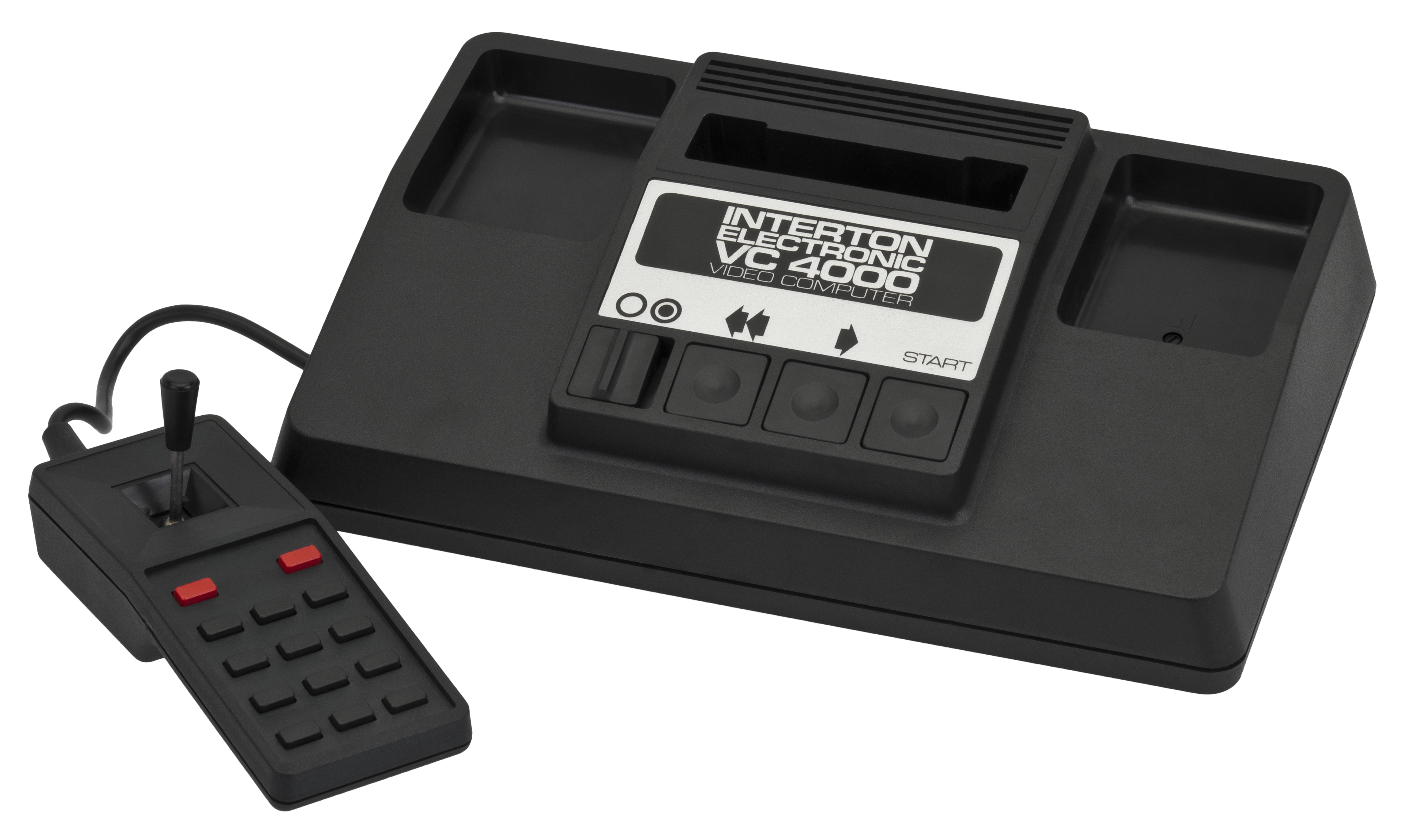
VC 4000
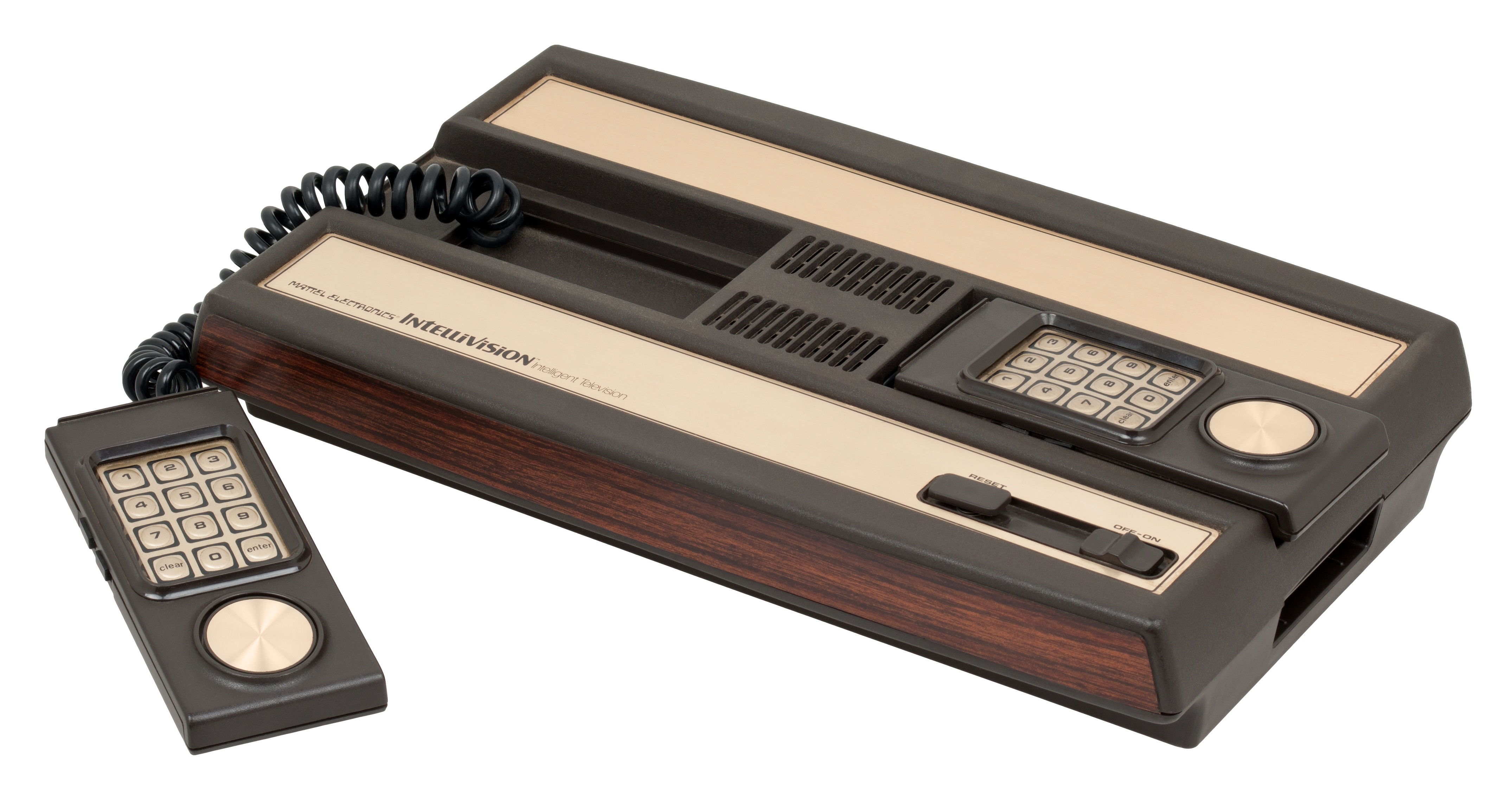
Intellivision
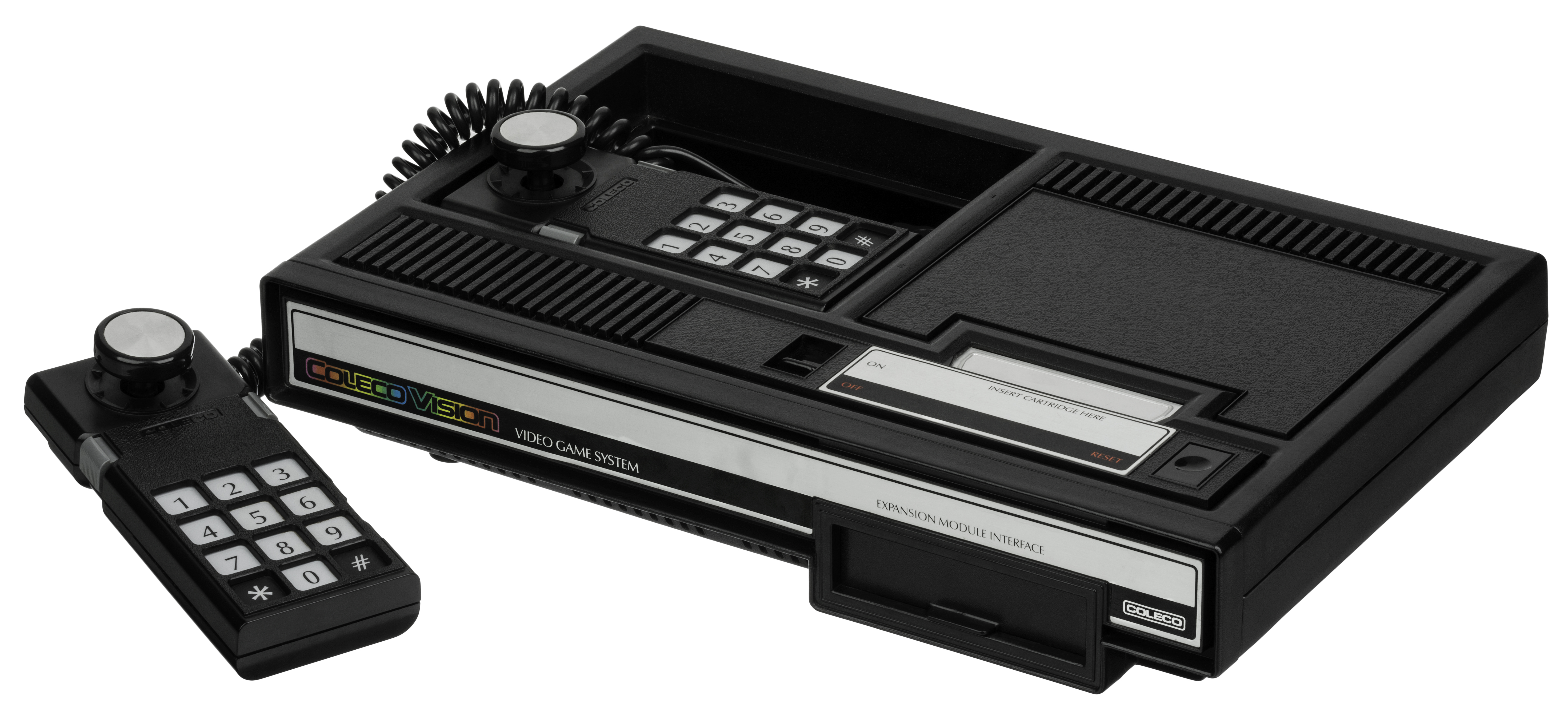
ColecoVision

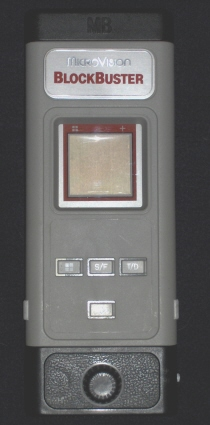
Milton Bradley Microvision
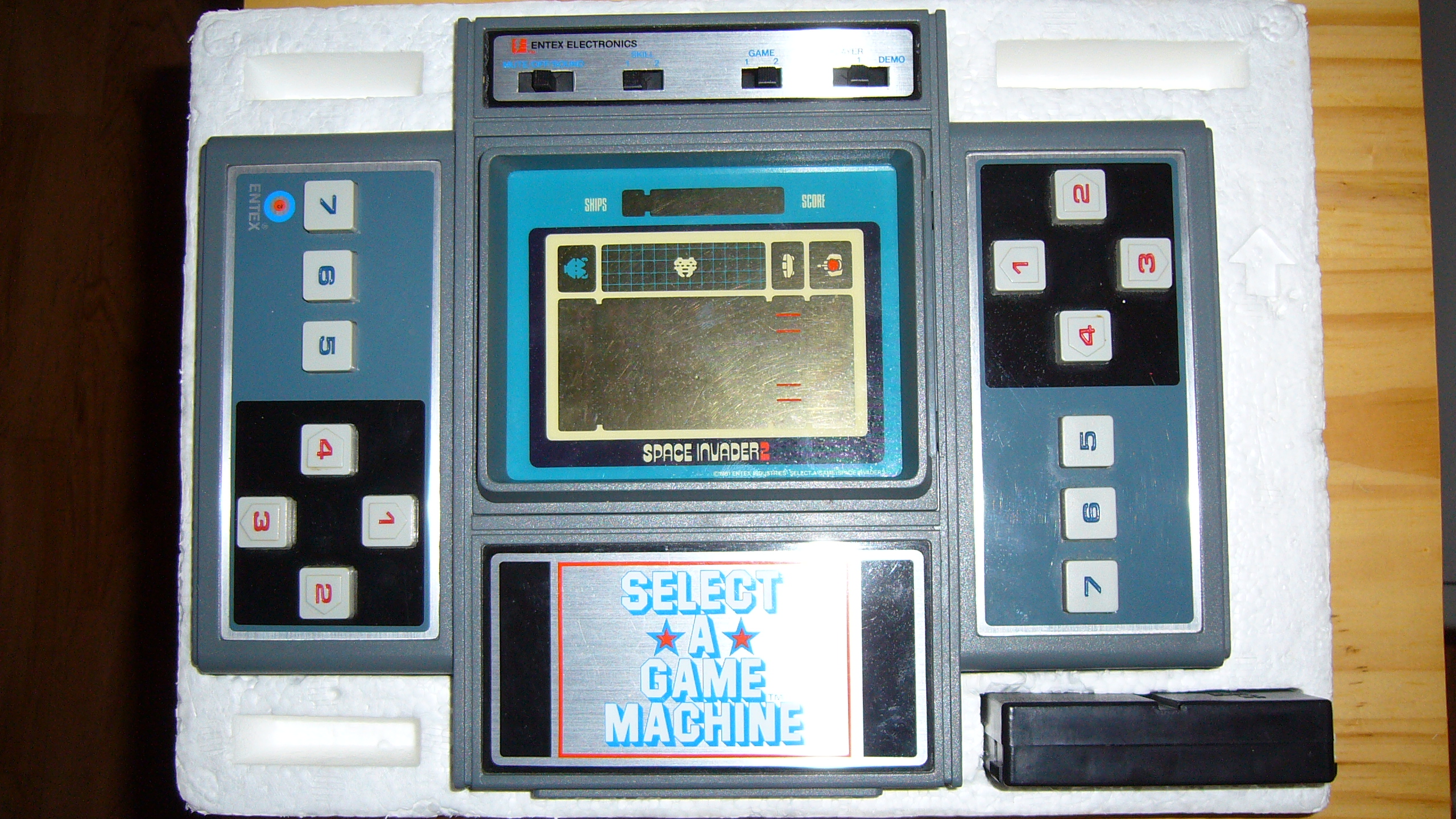
Entex Select-A-Game
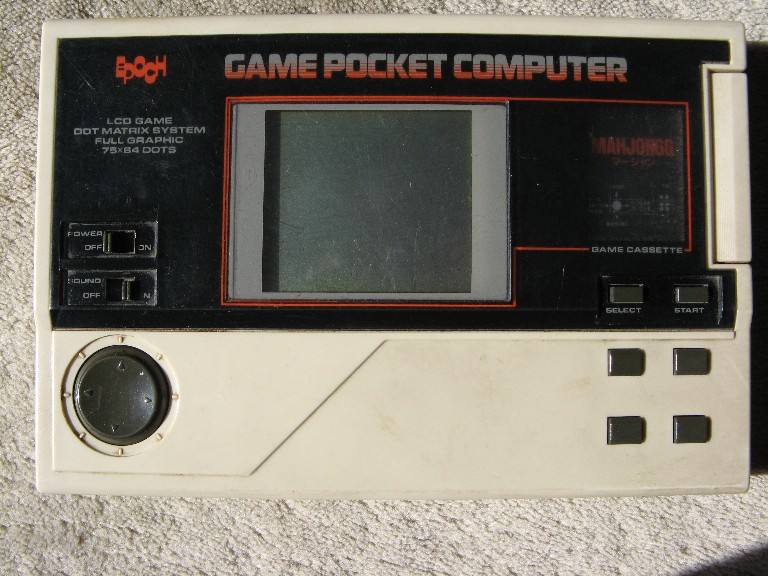
Epoch Game Pocket

第二世代（有时被认为是早期8位世代，或者从更短的范围来看也可以说是4位世代）开始于1976年Fairchild Channel F和的Radofin 1292 Advanced Programmable Video System推出。
在这一世代的前段时间，各大厂商争相为进入电子游戏这一市场而推出了若干主机，而到了后期，推出的游戏主机则大多是前一阶段的改良。雅达利2600是在第二世代中比较有优势的机型，而类如Intellivision、奥德赛2和ColecoVision也占有一定的市场。
在第二世代亦開始發展掌上遊戲機，這代的掌上遊戲機都是各自每一款內置專門運行指定遊戲，例如Entex Industries的Entex Select-A-Game有一款對應遊戲為太空侵略者。其中任天堂的Game & Watch整個系列在掌上遊戲機市場中脫穎而出，更帶動令其公司獲得可觀的收益效果，在市場受到關注。
电子游戏的第二世代在1984年由于雅達利引起的1983年美国游戏业萧条事件戛然而止。

### 第三世代

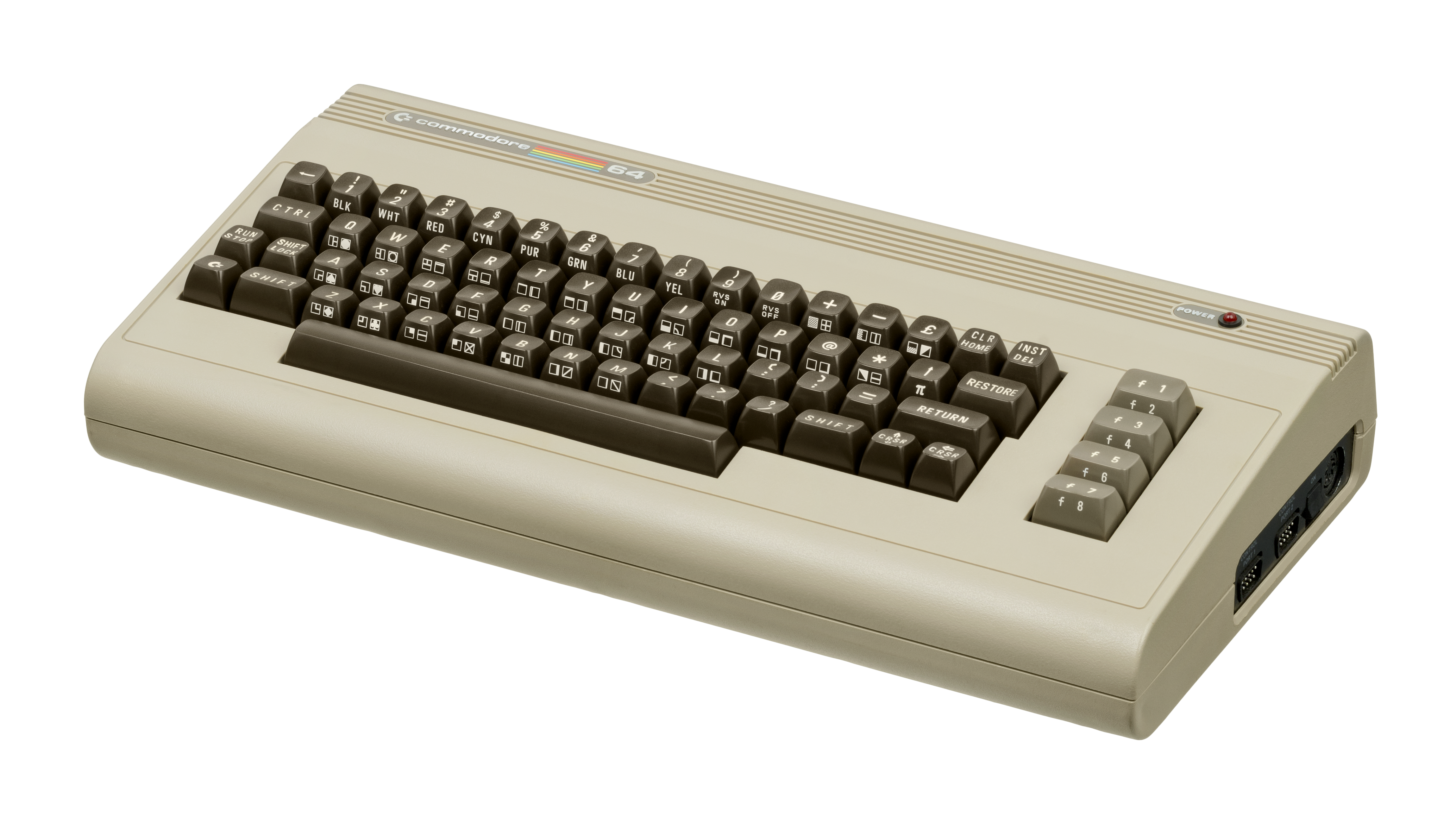
Commodore 64
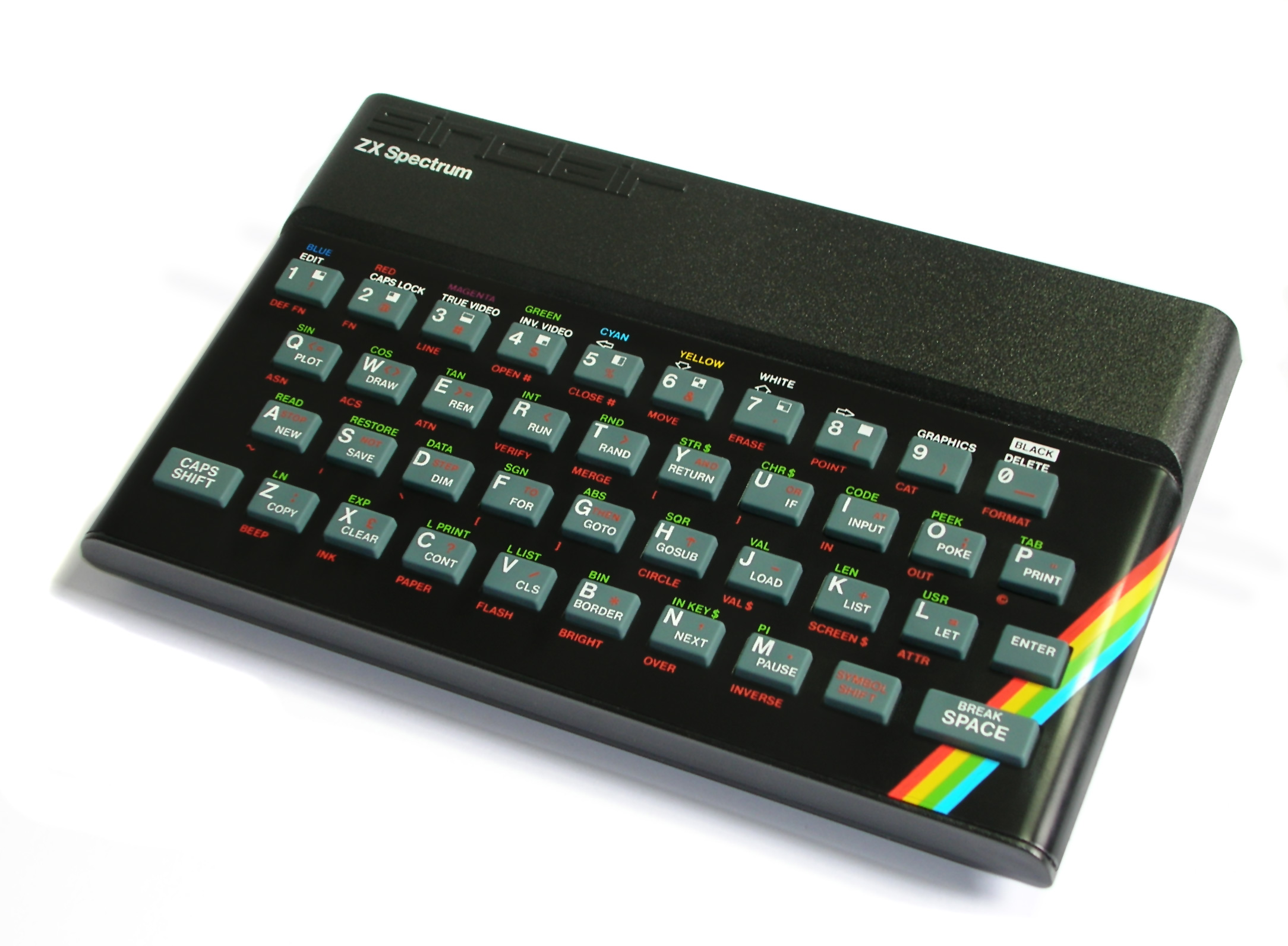
ZX Spectrum
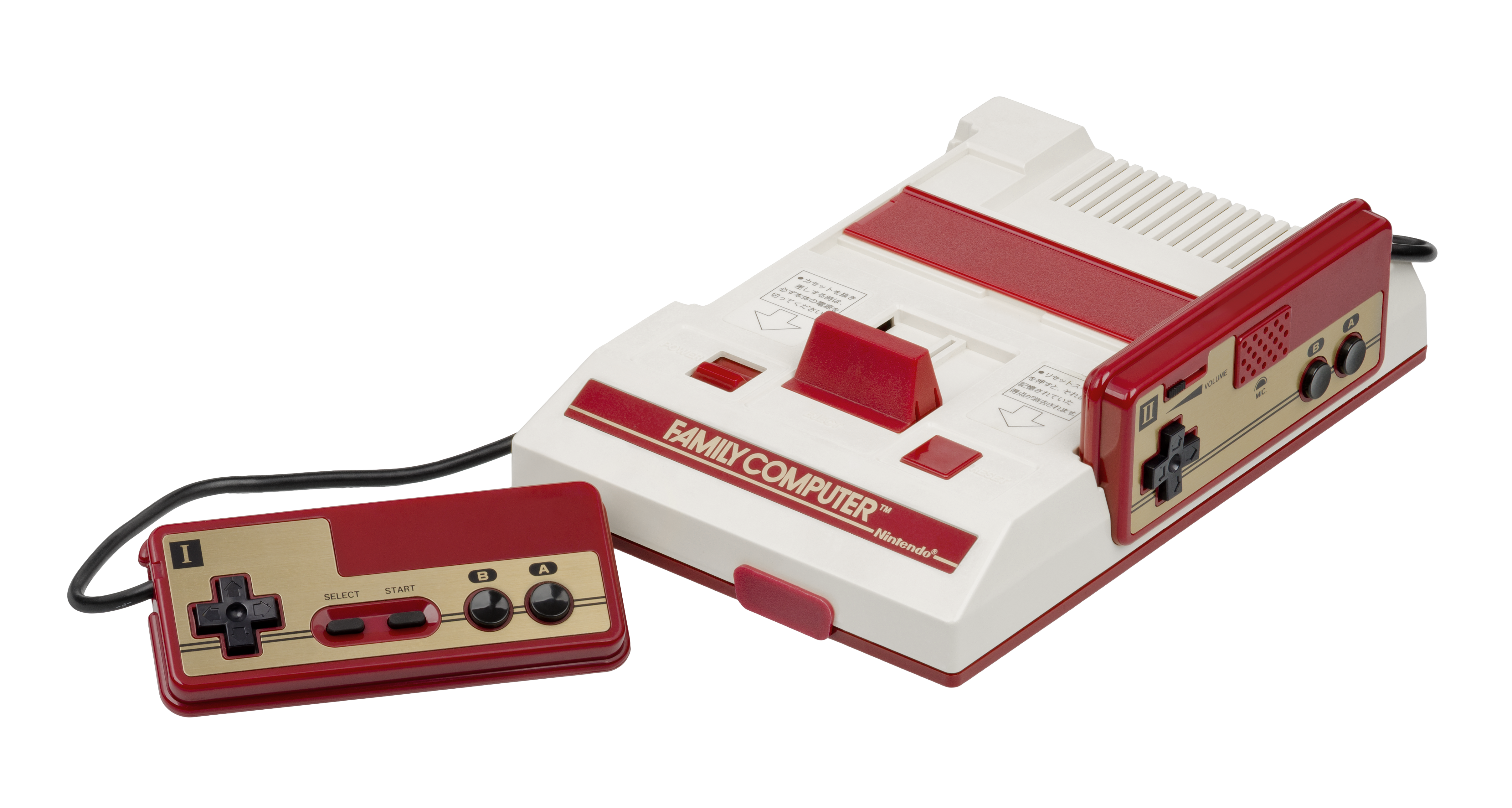
任天堂紅白機 (日版遊戲機)
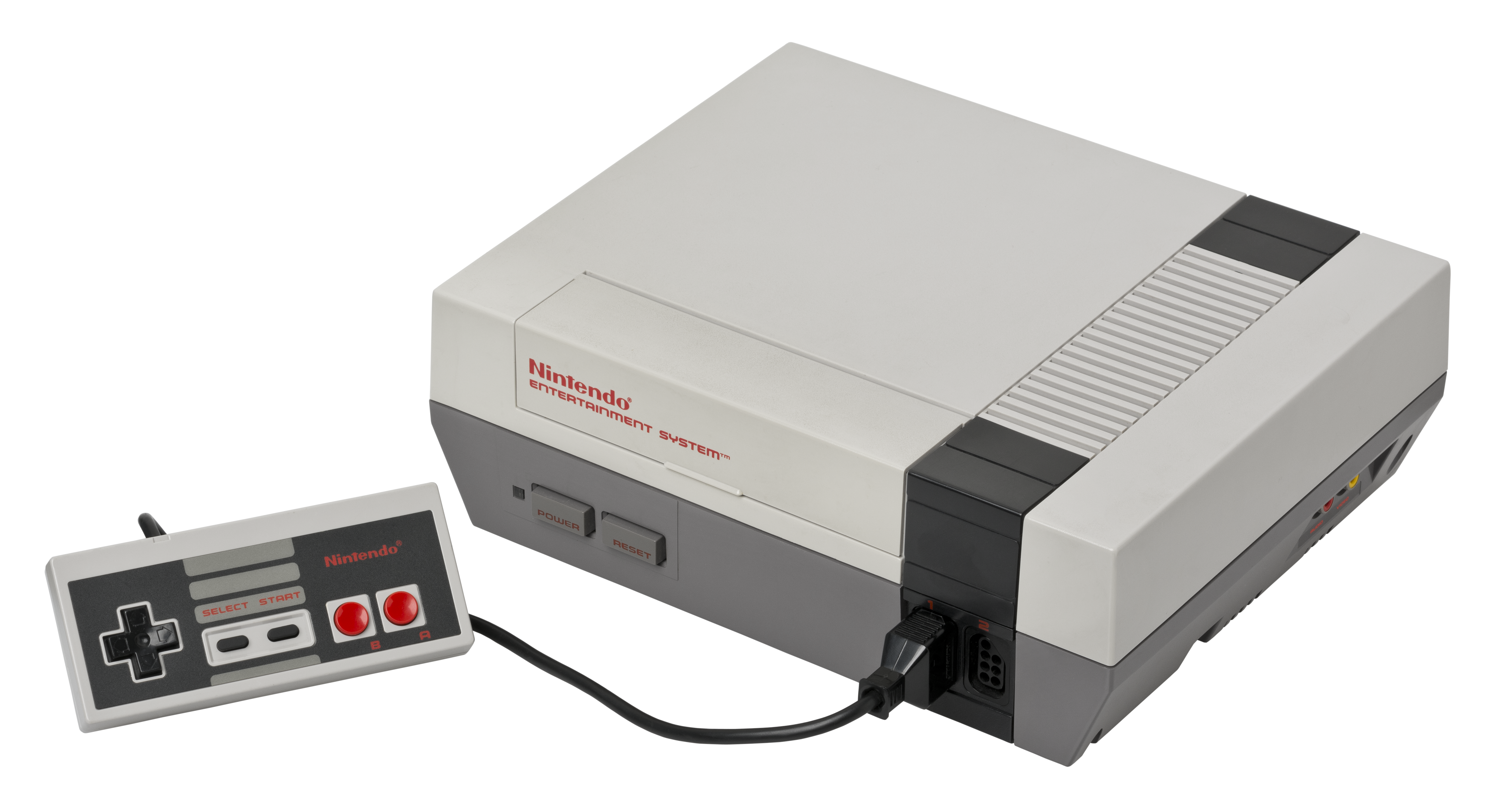
任天堂NES (美版遊戲機)
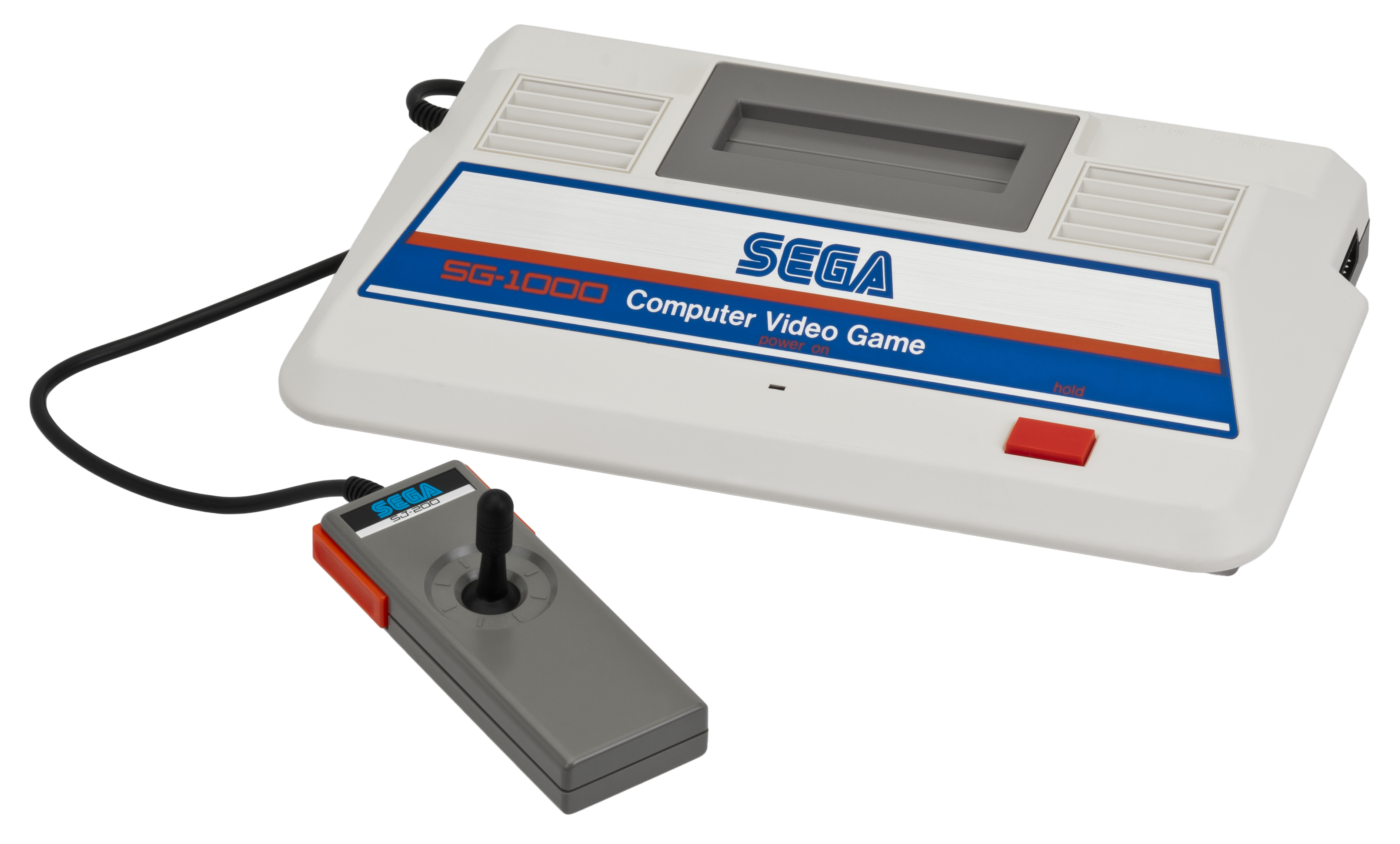
世嘉SG-1000 (Sega SG-1000)
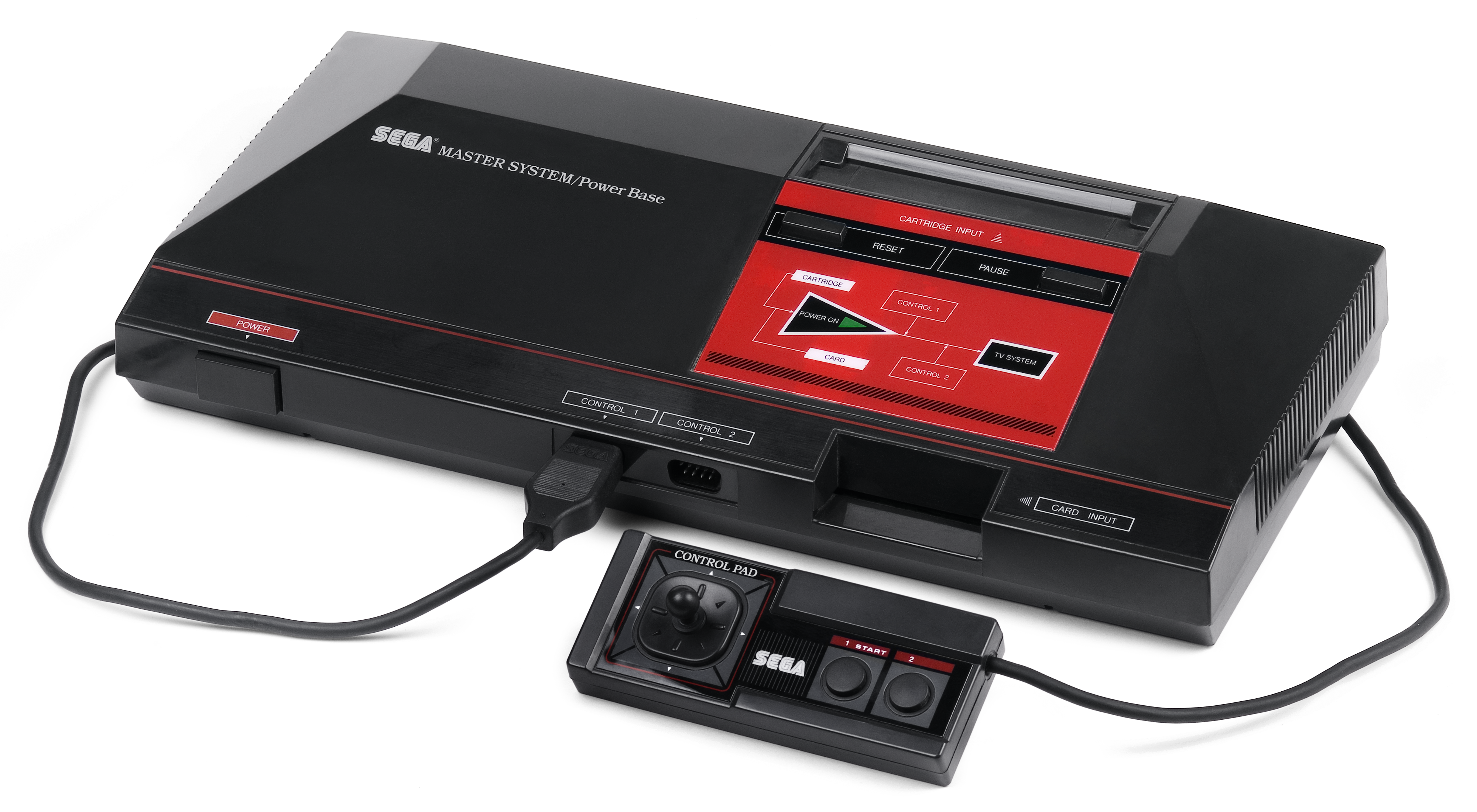
Sega Master System

第三世代一般认为是以1983年7月15日在日本发售的FC即Family Computer（后来也称为Famicom或NES，即Nintendo Entertainment System）起始的。虽然在上一世代的主机也有使用8-bit位处理器，但在末期时才开始明确使用bit位来为主机进行标识。在这一世代中，这种以bit位来对主机进行区分的形式也开始成为一种潮流，就像Mega Drive/Genesis以16-bit为卖点一样。在美国，NES（FC）在此世代中拥有主导地位。
在這個世代經歷了雅達利震蕩令遊戲業大蕭條後，隨著任天堂的遊戲推出，帶動大眾走出因為雅達利對遊戲產業的負面印象，逐漸走出上世代對遊戲的陰霾對遊戲接觸與接受程度得到遞進提升。

### 第四世代

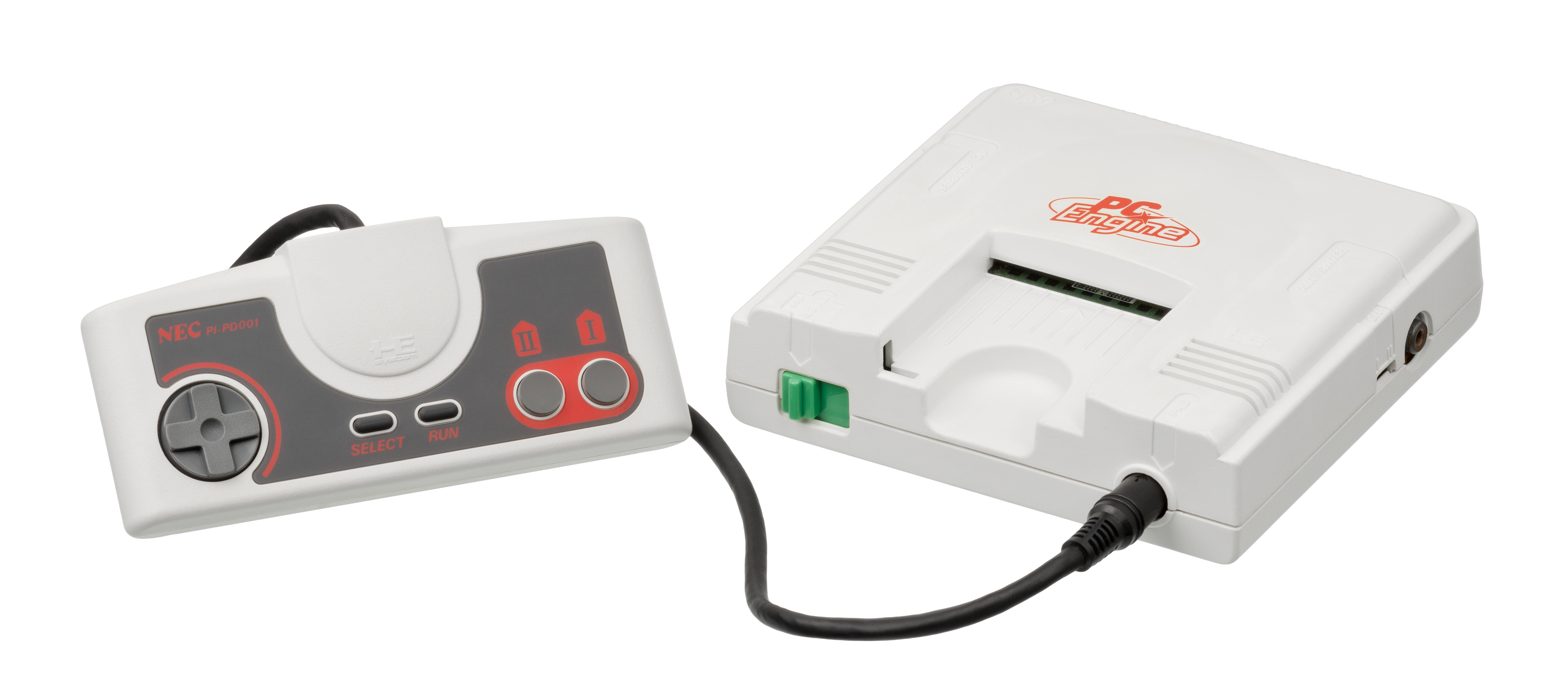
PC Engine
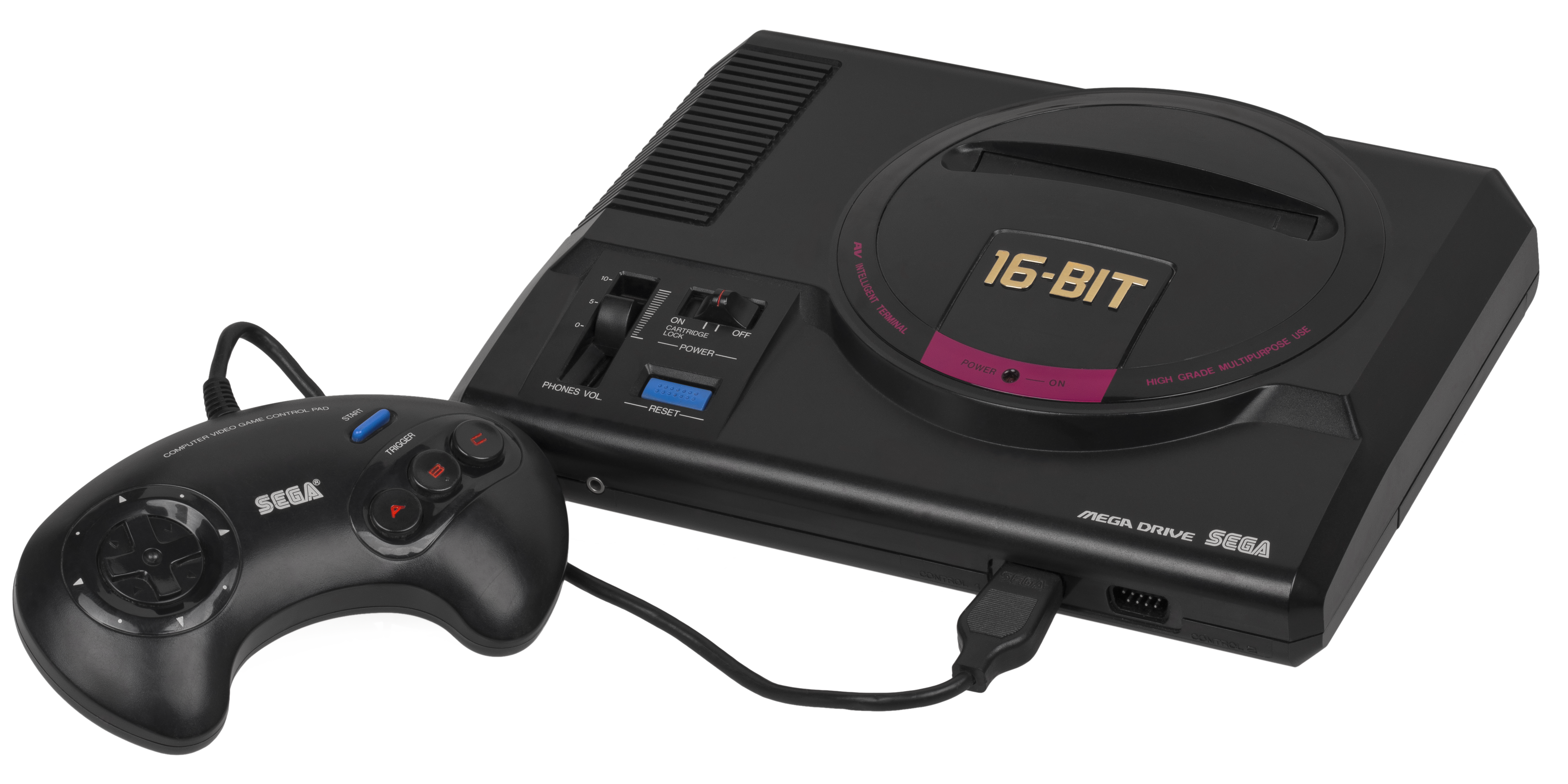
世嘉Mega Drive
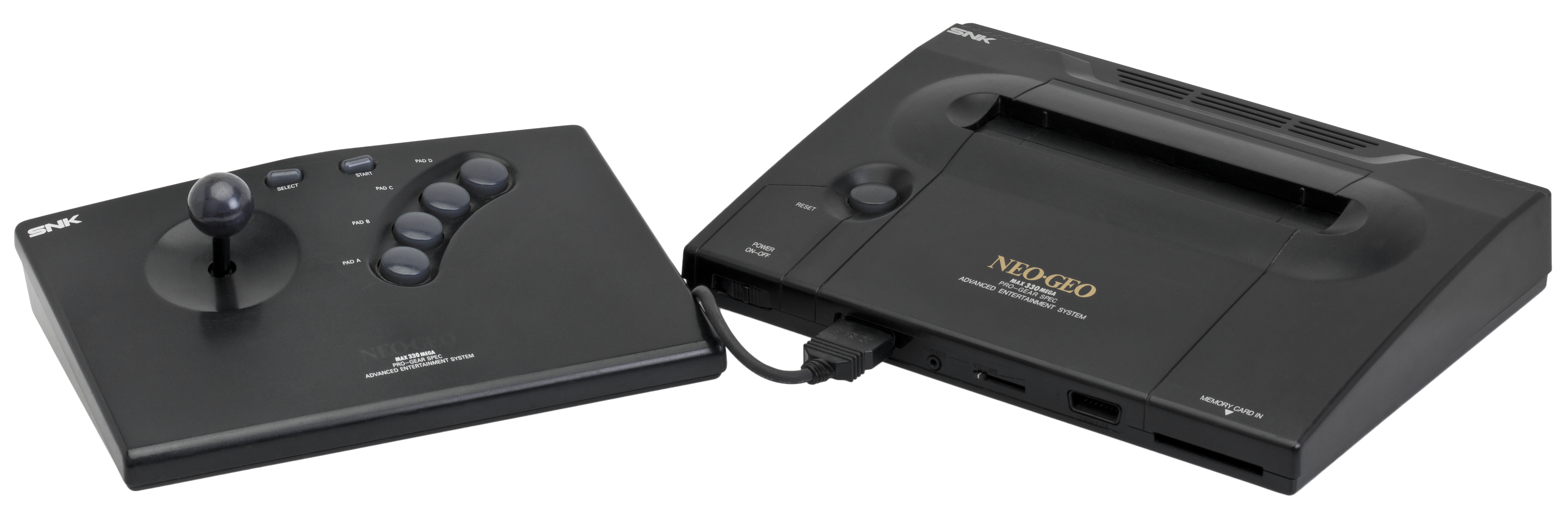
Neo Geo
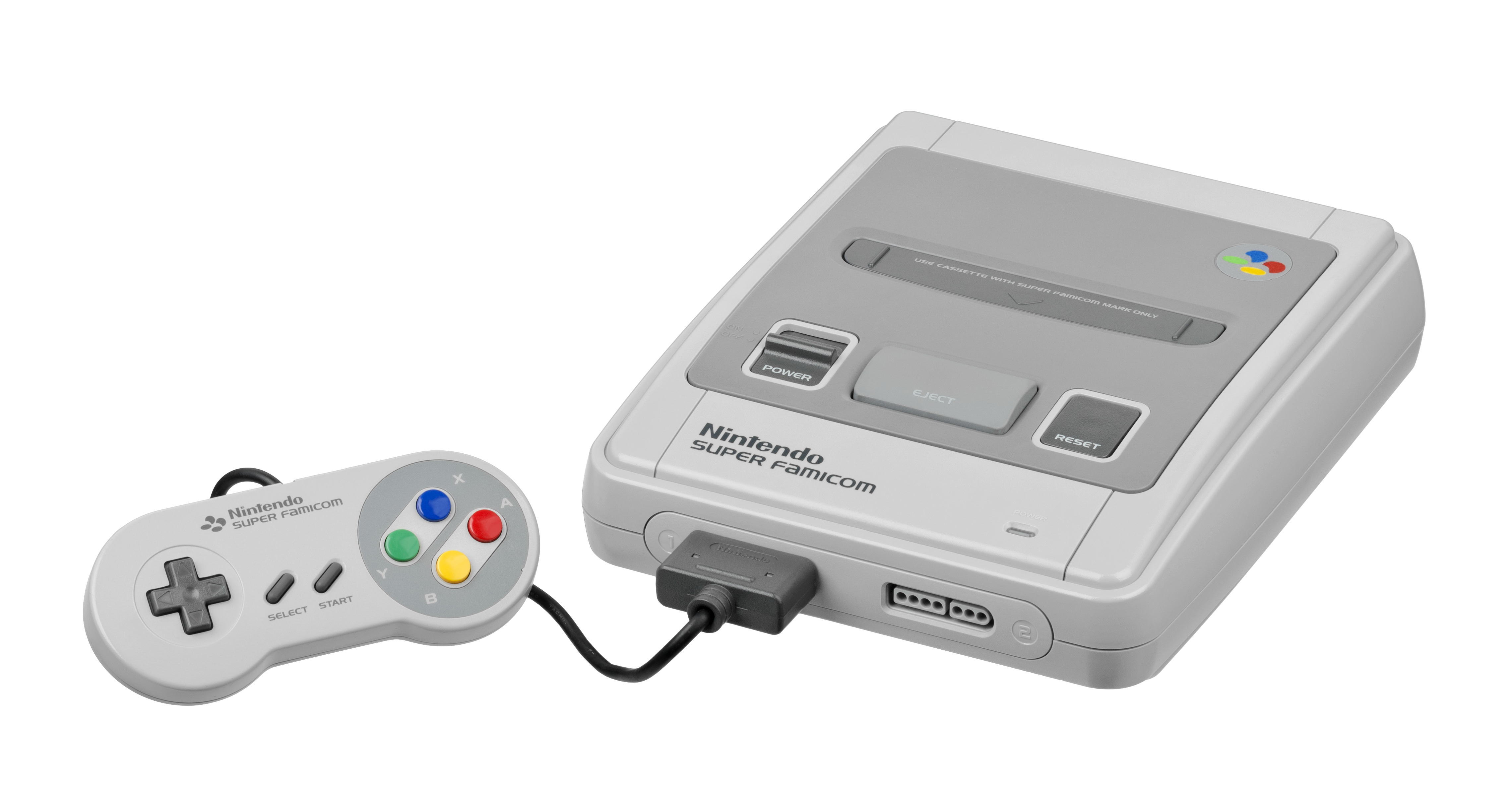
超級任天堂
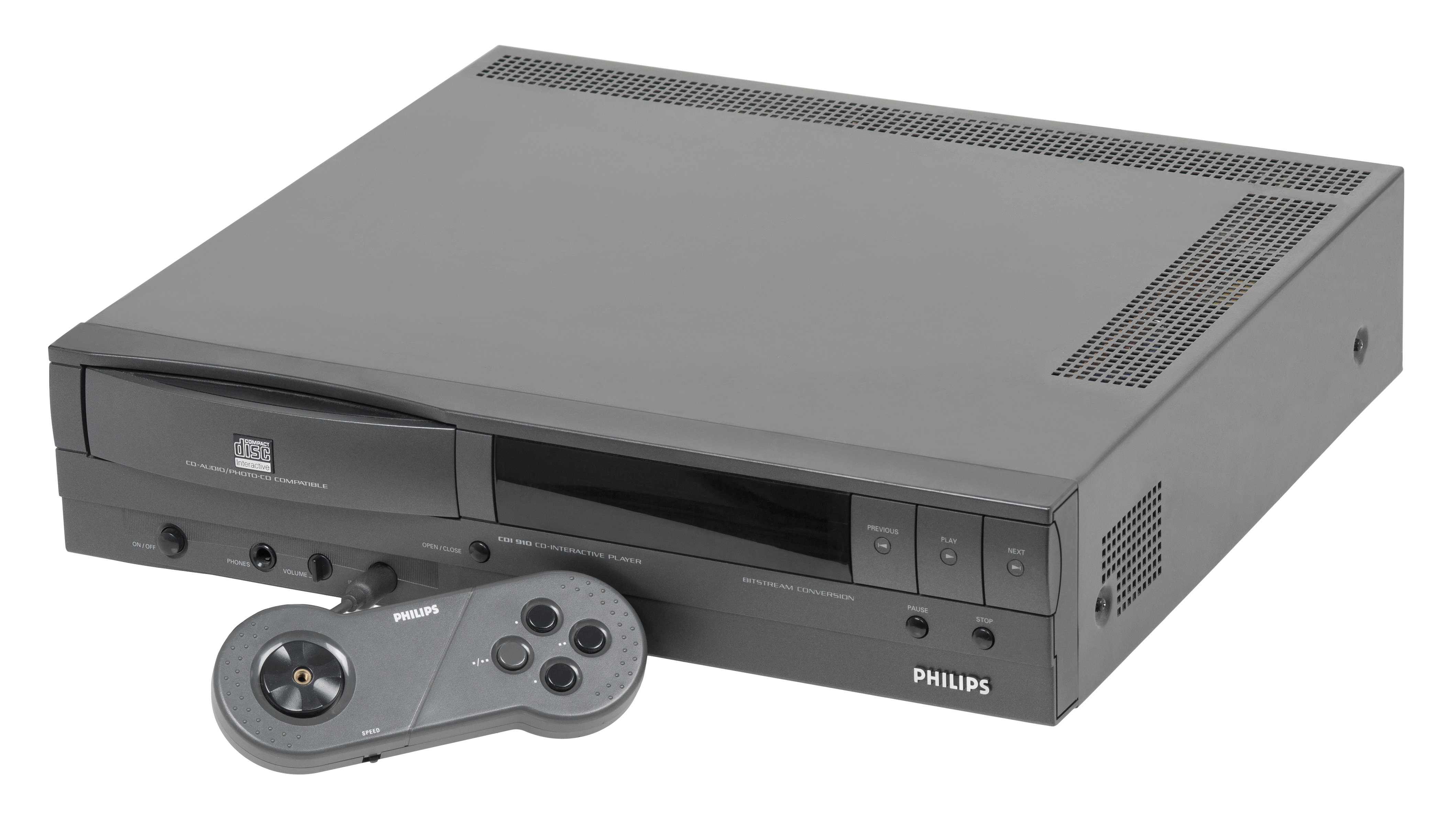
飛利浦CD-i
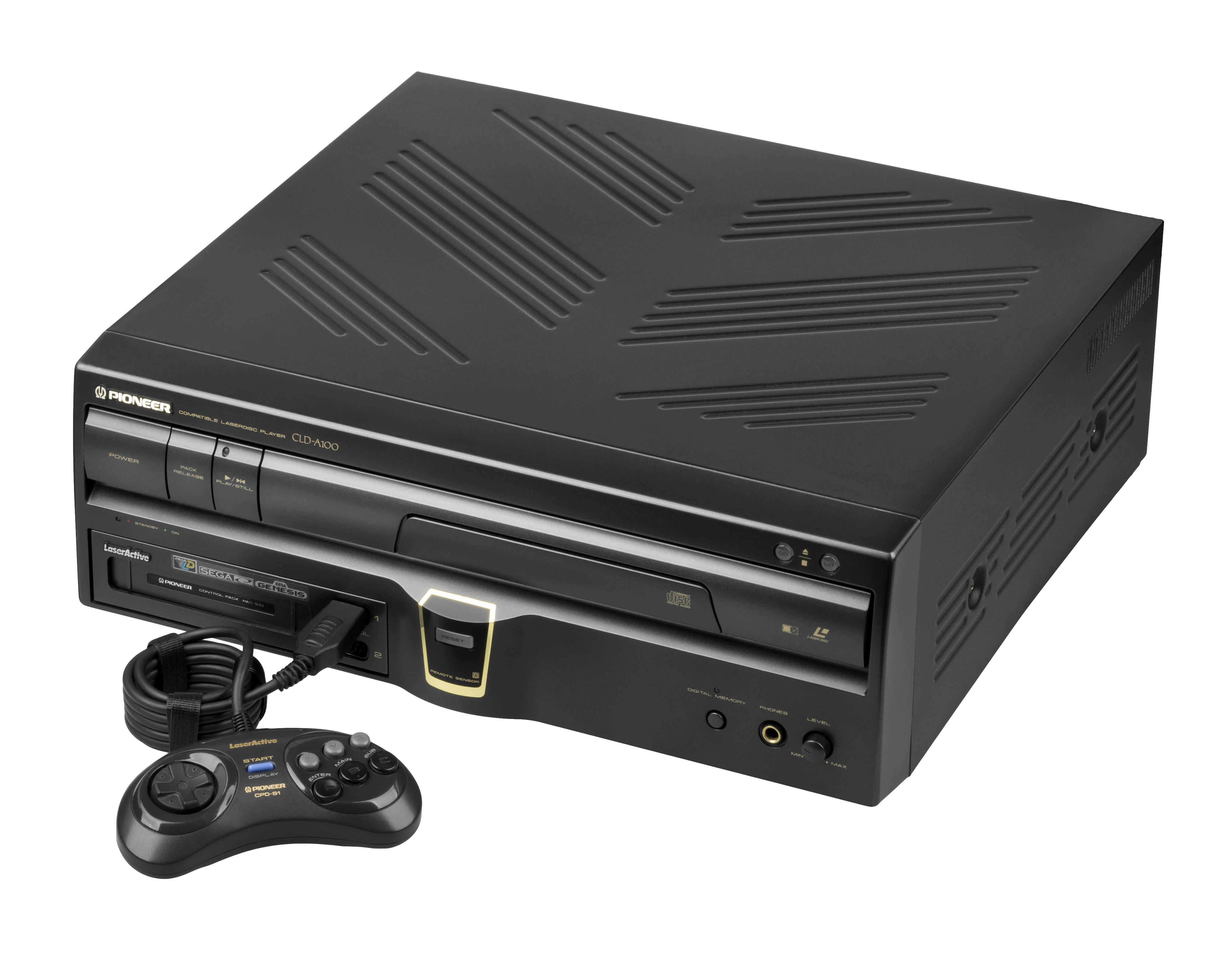
Pioneer LaserActive

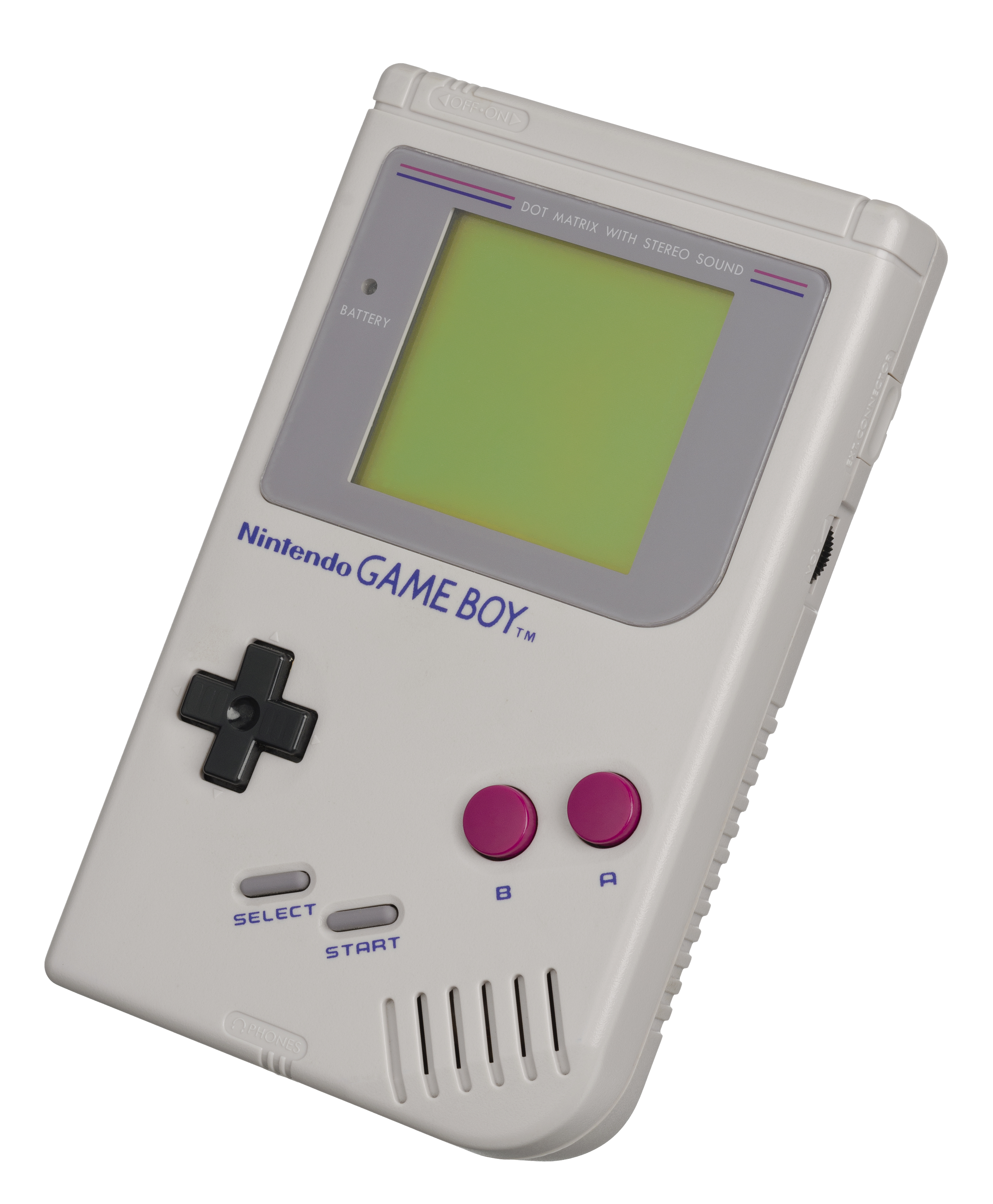
Game Boy
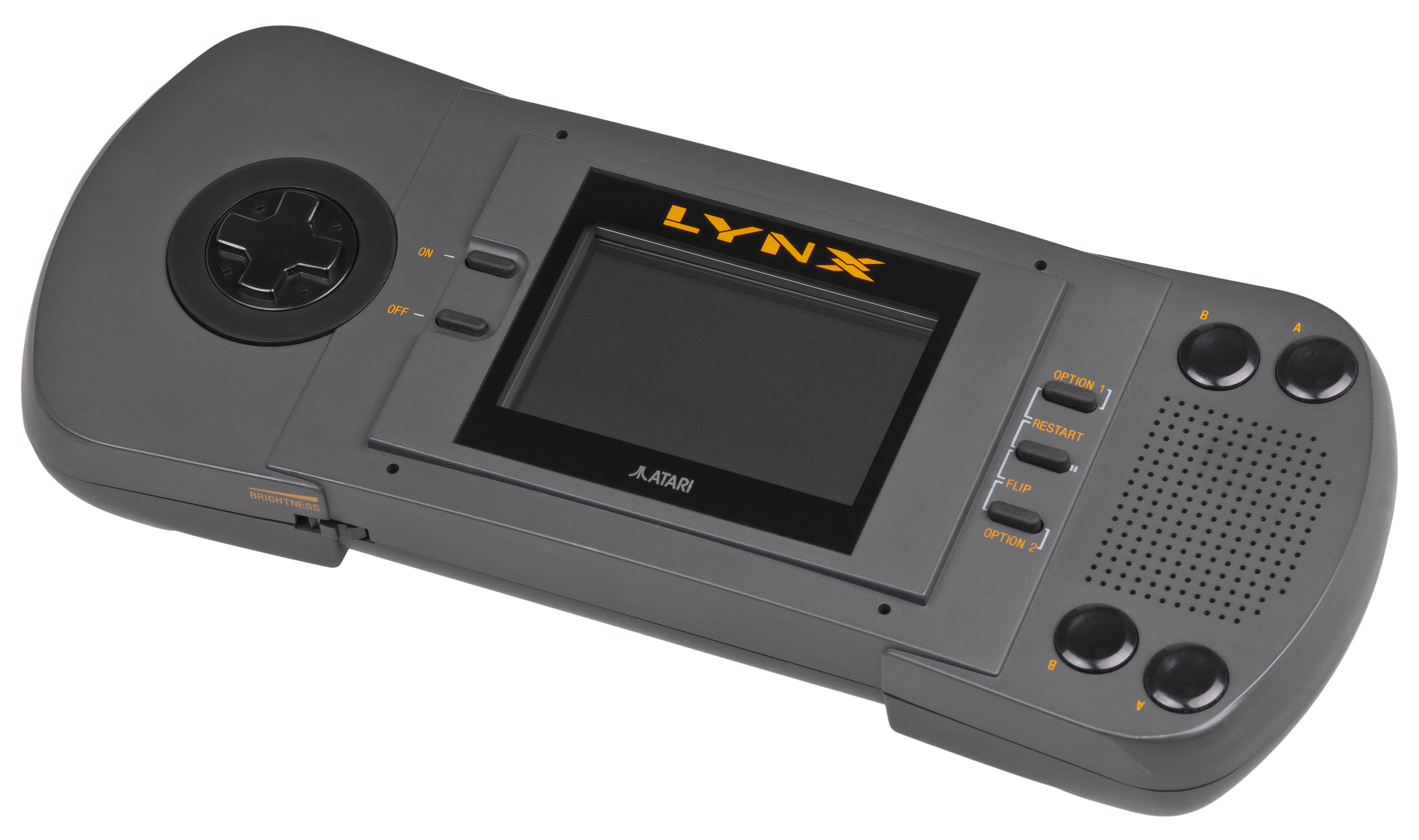
Atari Lynx
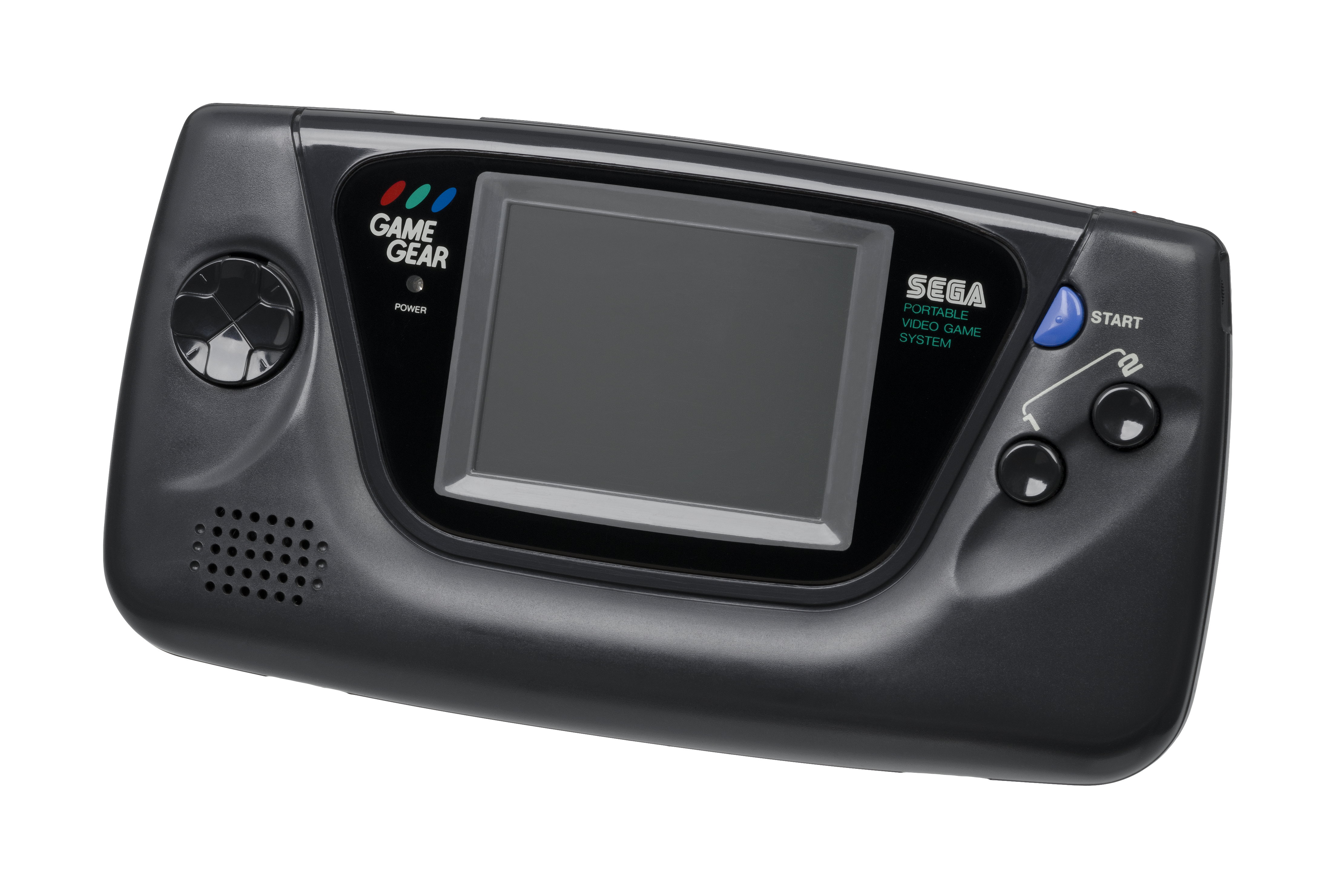
Game Gear
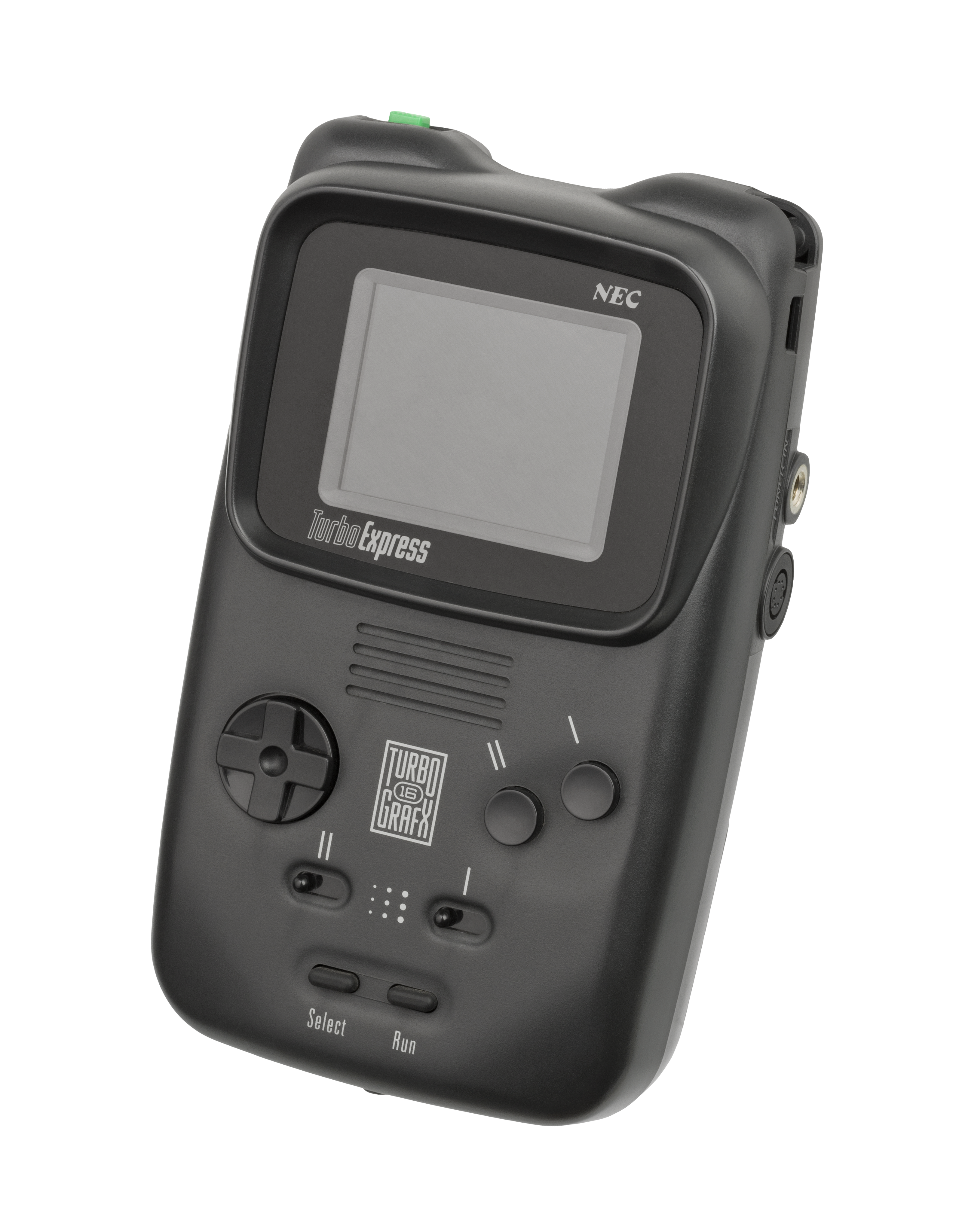
PC Engine GT

第四世代（或普遍稱為「16位元時代」）是以1987年10月30日在日本發售，由日本電氣（NEC）研發的PC Engine（北美版稱為TurboGrafx-16）作為開始。雖然PC Engine是第一部發售的第四世代遊戲機，在日本銷量亦只是僅次於超級任天堂（Super Famicom，北美版稱為Super Nintendo Entertainment System，簡稱「SNES」）。但在北美洲，遊戲機的銷量主要為任天堂的超級任天堂與世嘉（Sega）的Mega Drive（北美版稱為Sega Genesis）之爭。任天堂成功繼承在第三世代建立的基業，而SNES亦成為第四世代銷量最高的遊戲機。而世嘉亦在此世代發得重大成功，並創造出能夠與任天堂的吉祥物瑪利歐競爭的角色——索尼克。除此之外，雖然有不少公司推出其他種類的遊戲機，但沒有一款獲得成功。但同時亦有不少公司認為遊戲機市場已經逐漸成熟，並計劃在將來推出自家研發的遊戲機。
在經歷第二世代的掌上遊戲機起始發展後，部份廠商自第三世代起退出掌上遊戲機研發。與此同時亦有部份家用遊戲機廠商加入競爭，這一代同時出現多家廠商開始開發掌上遊戲機，如雅達利、日本電氣、世嘉、萬代等廠家陸續投入研發，同時令第四世代踏入展開掌上遊戲的競爭市場。世嘉的Game Gear為這世代全彩遊戲機的代表，對比其他廠家的色彩顯示更為多變，成為下世代掌上遊戲機的指標。這世代任天堂的Game Boy與其他競爭者相比，以獲得大幅擴大差距的市場佔有率，達至歷史上破億銷量成為當代市場的優勝者。

### 第五世代

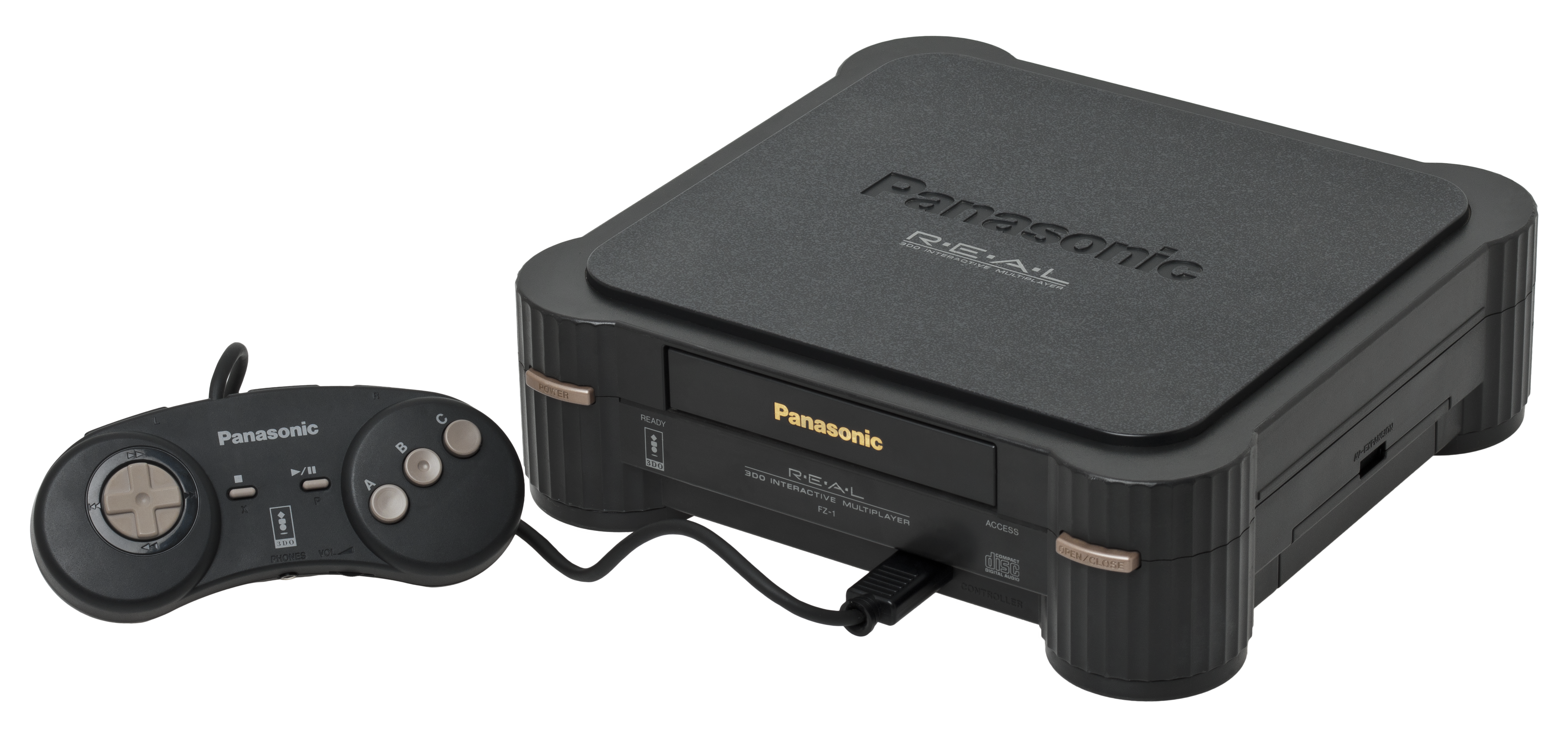
3DO (Panasonic FZ-1)
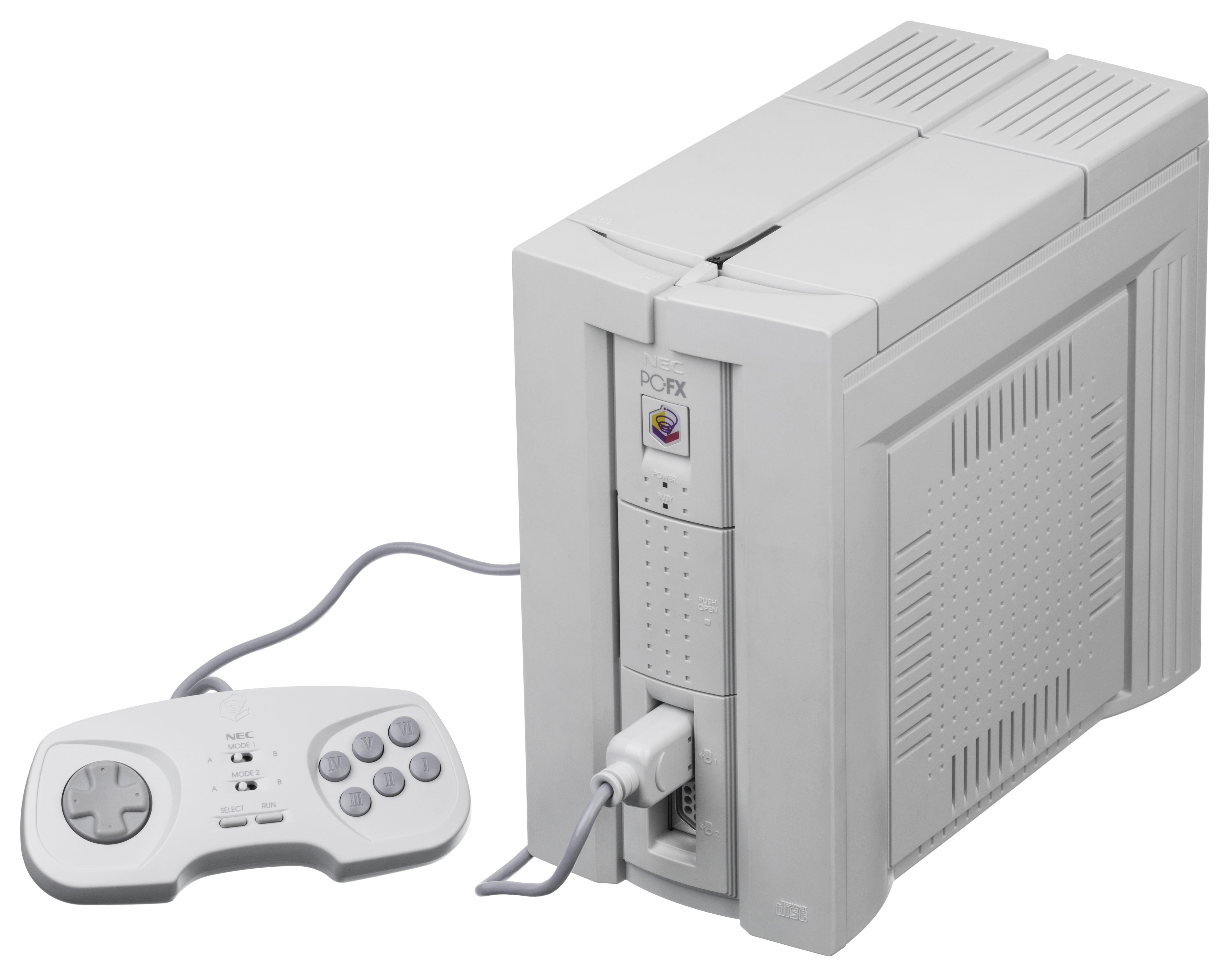
PC-FX
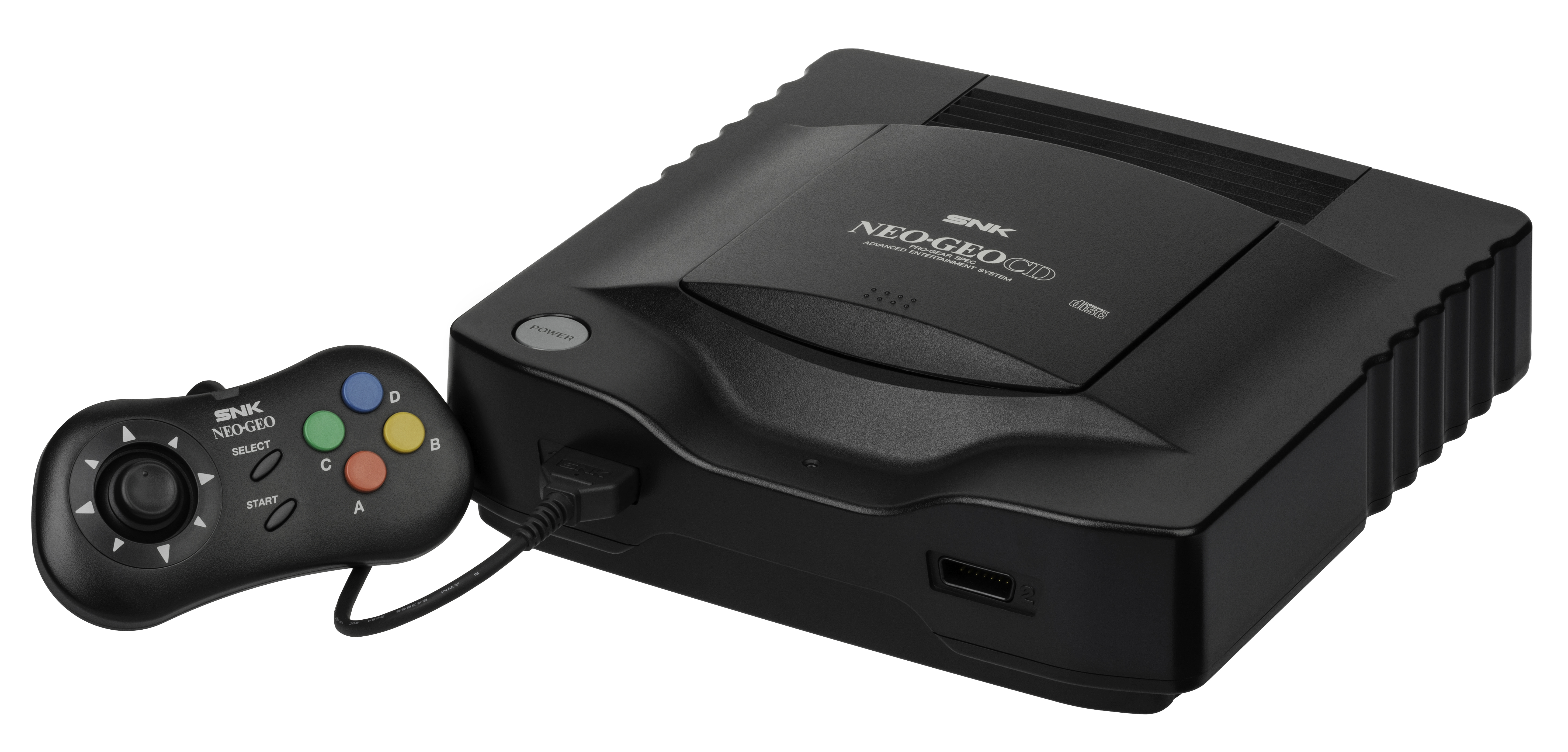
Neo Geo CD
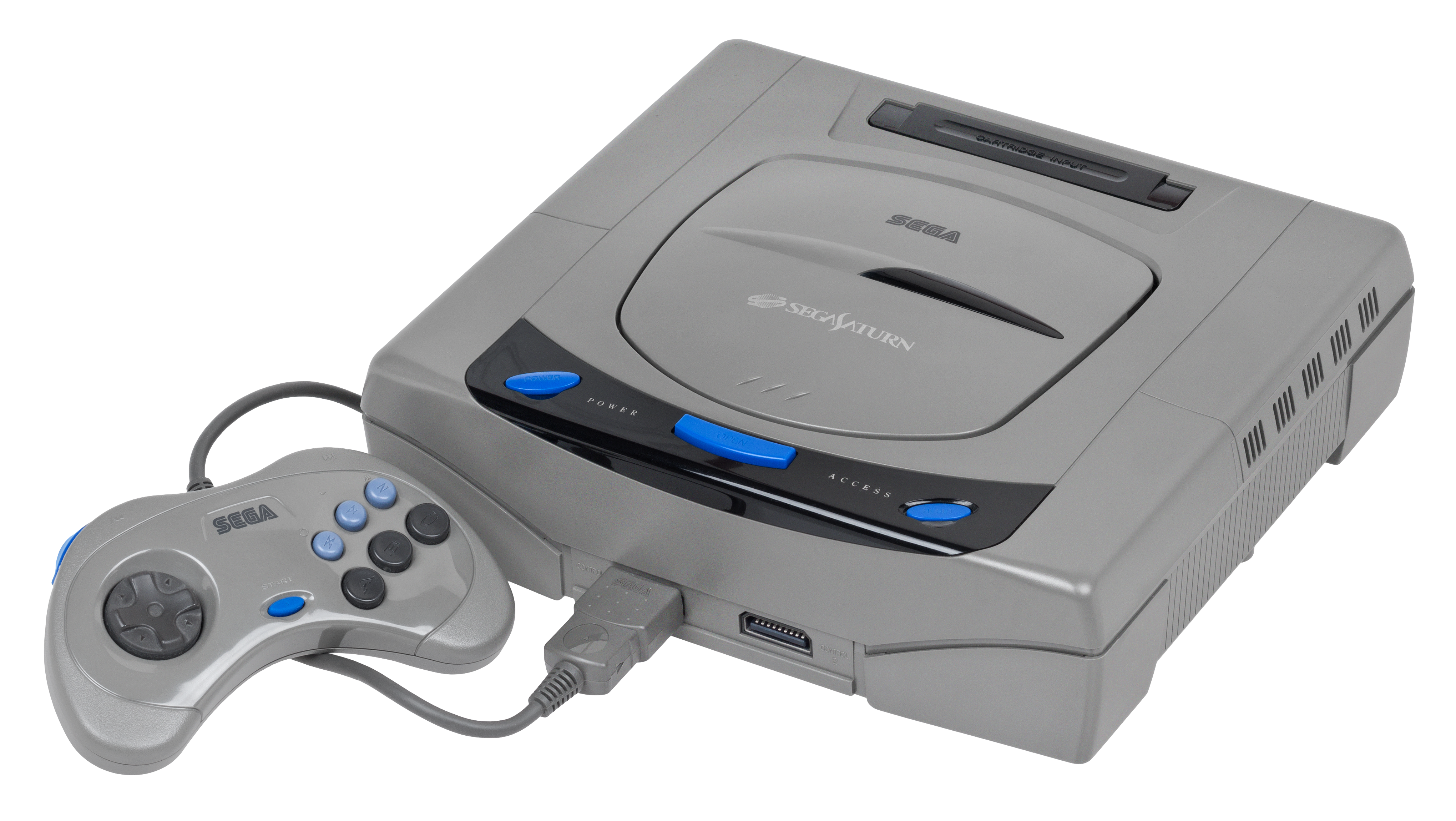
世嘉Saturn (Sega Saturn)
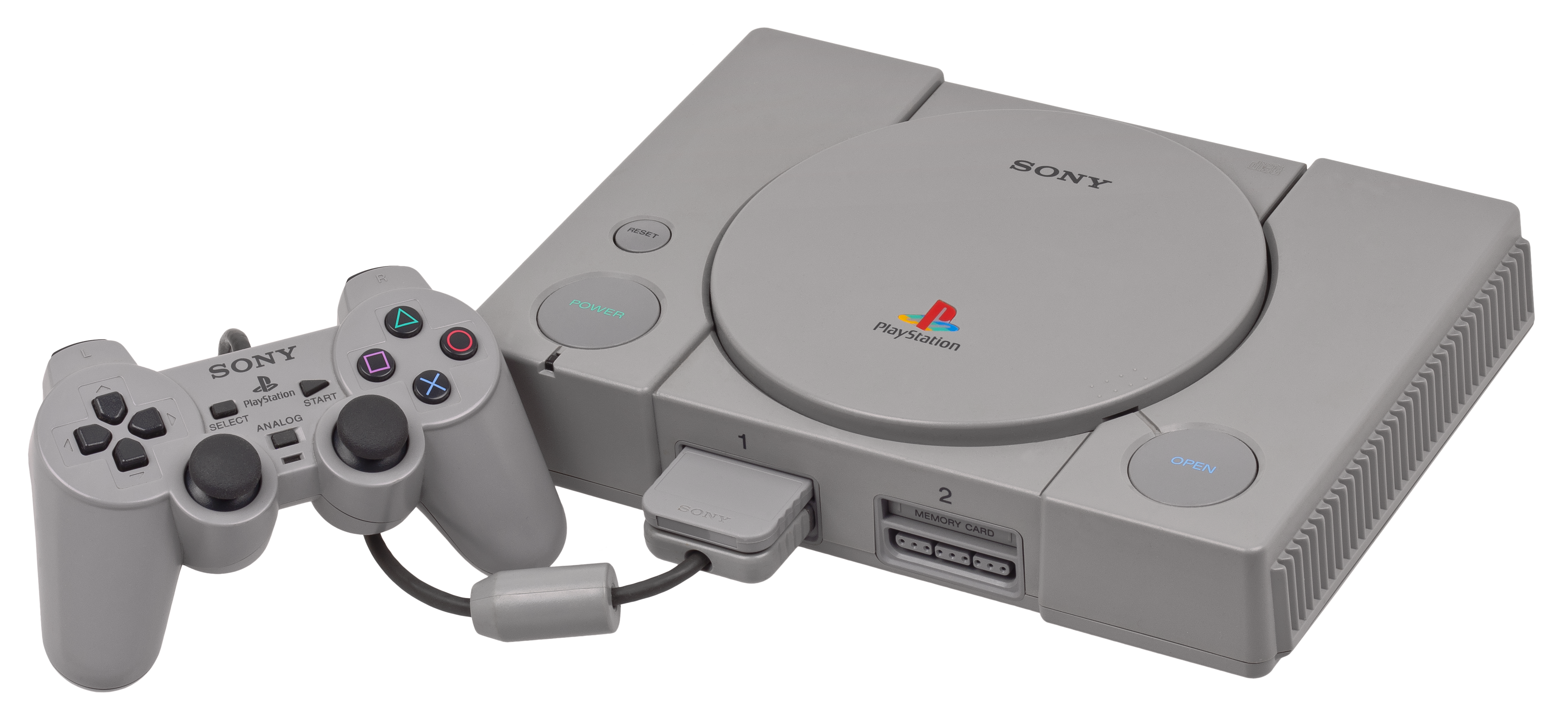
PlayStation
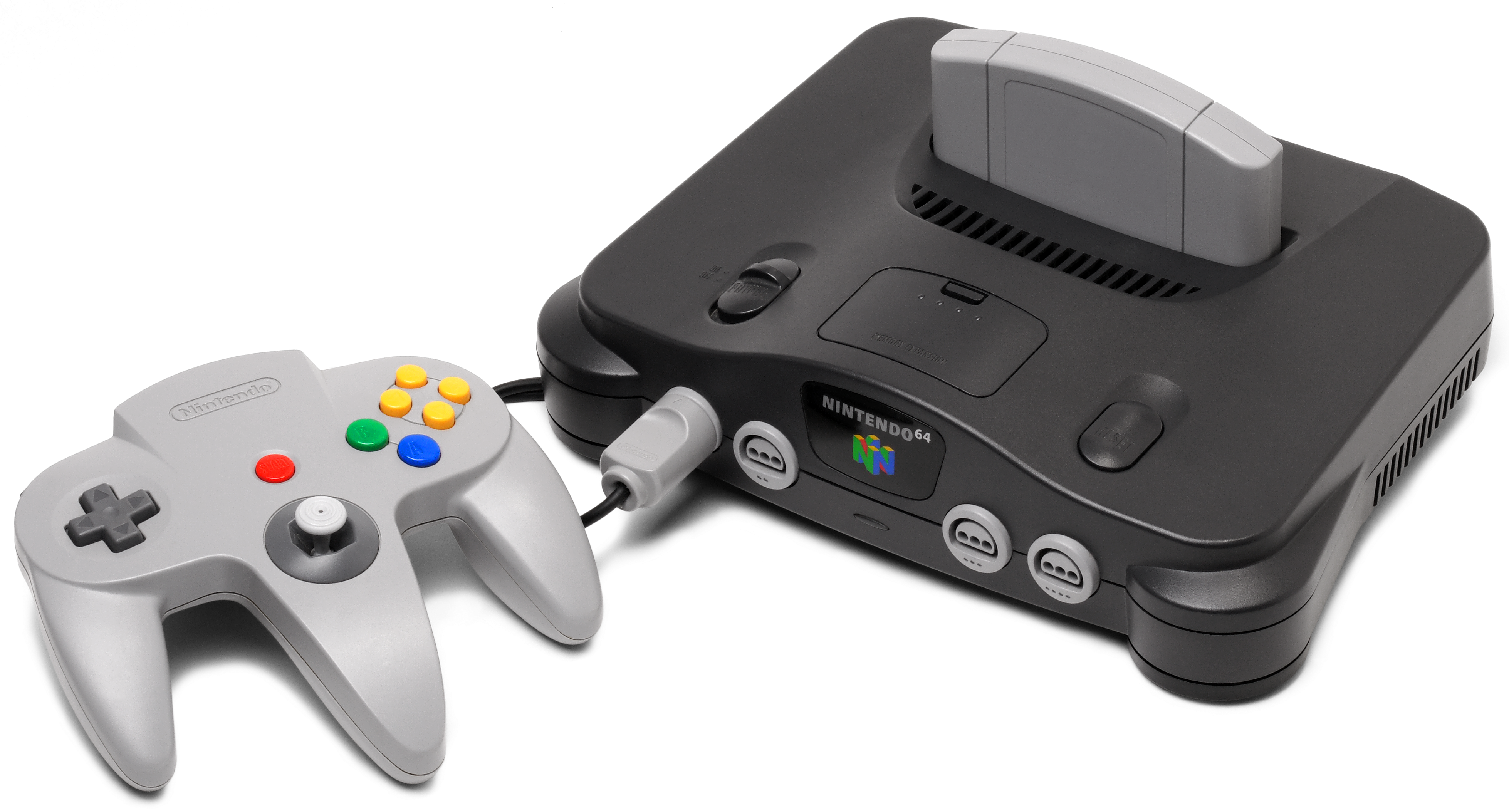
任天堂64 (N64/NINTENDO64)

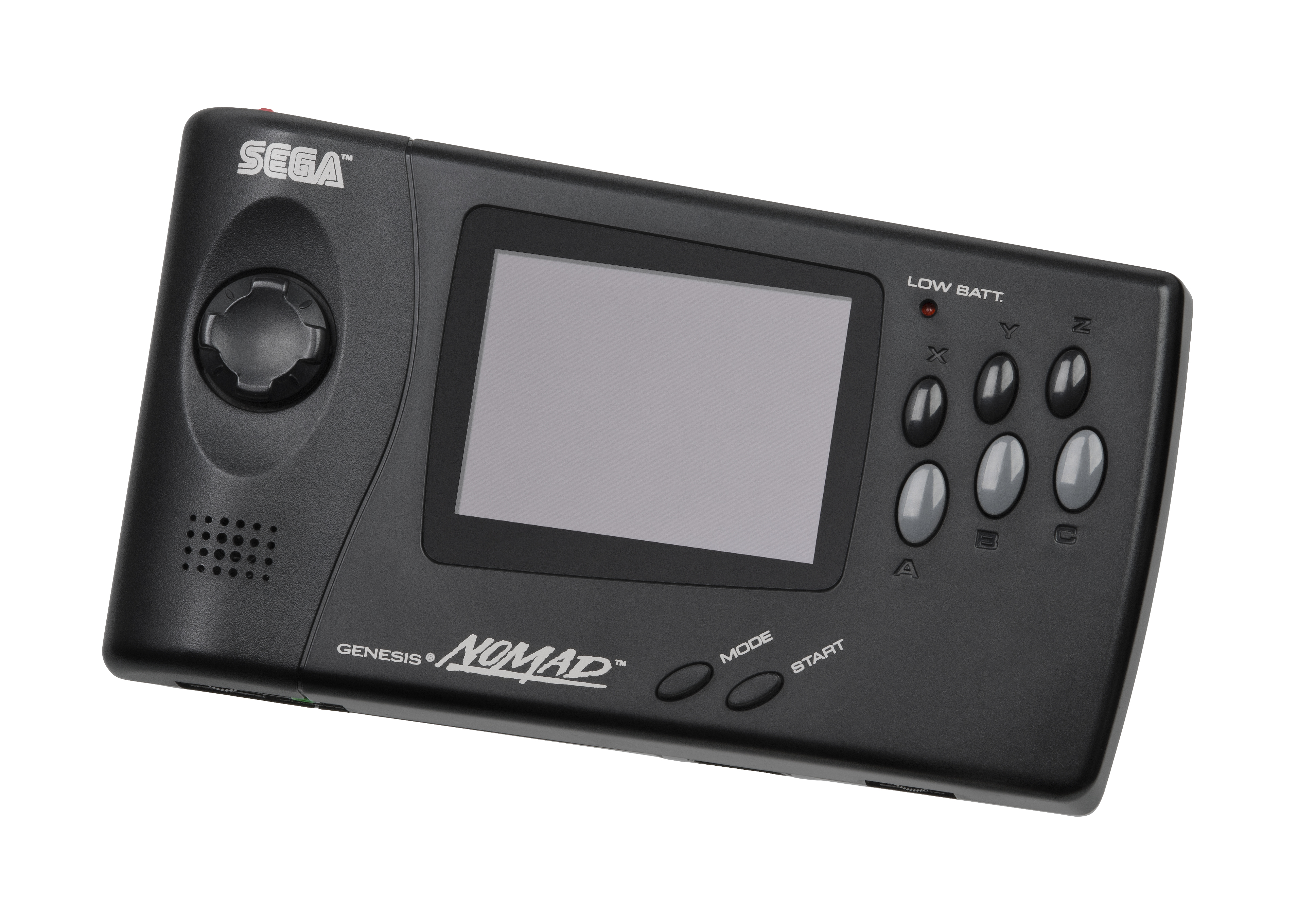
Genesis Nomad (Sega Nomad)
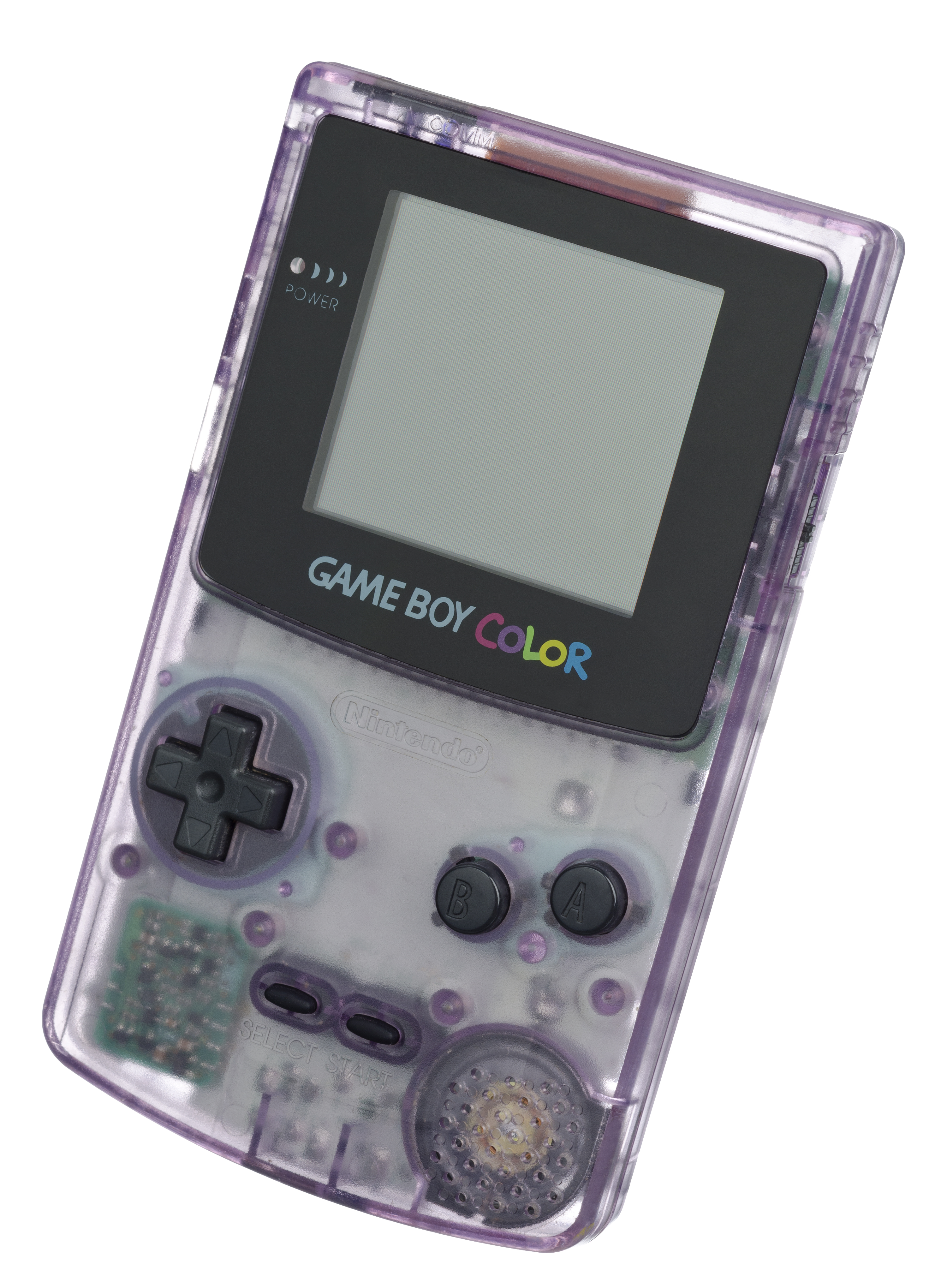
Game Boy Color
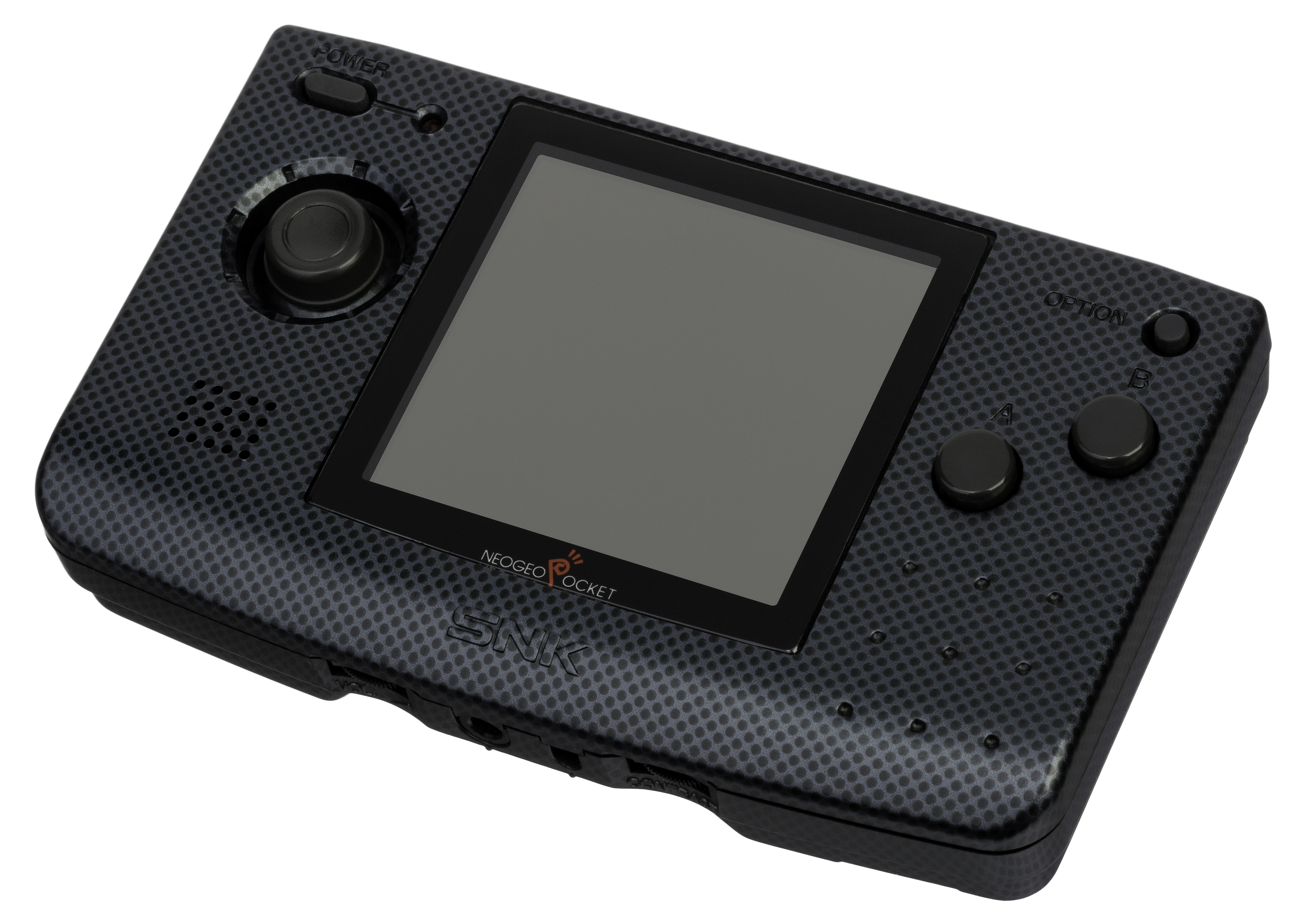
Neo Geo Pocket
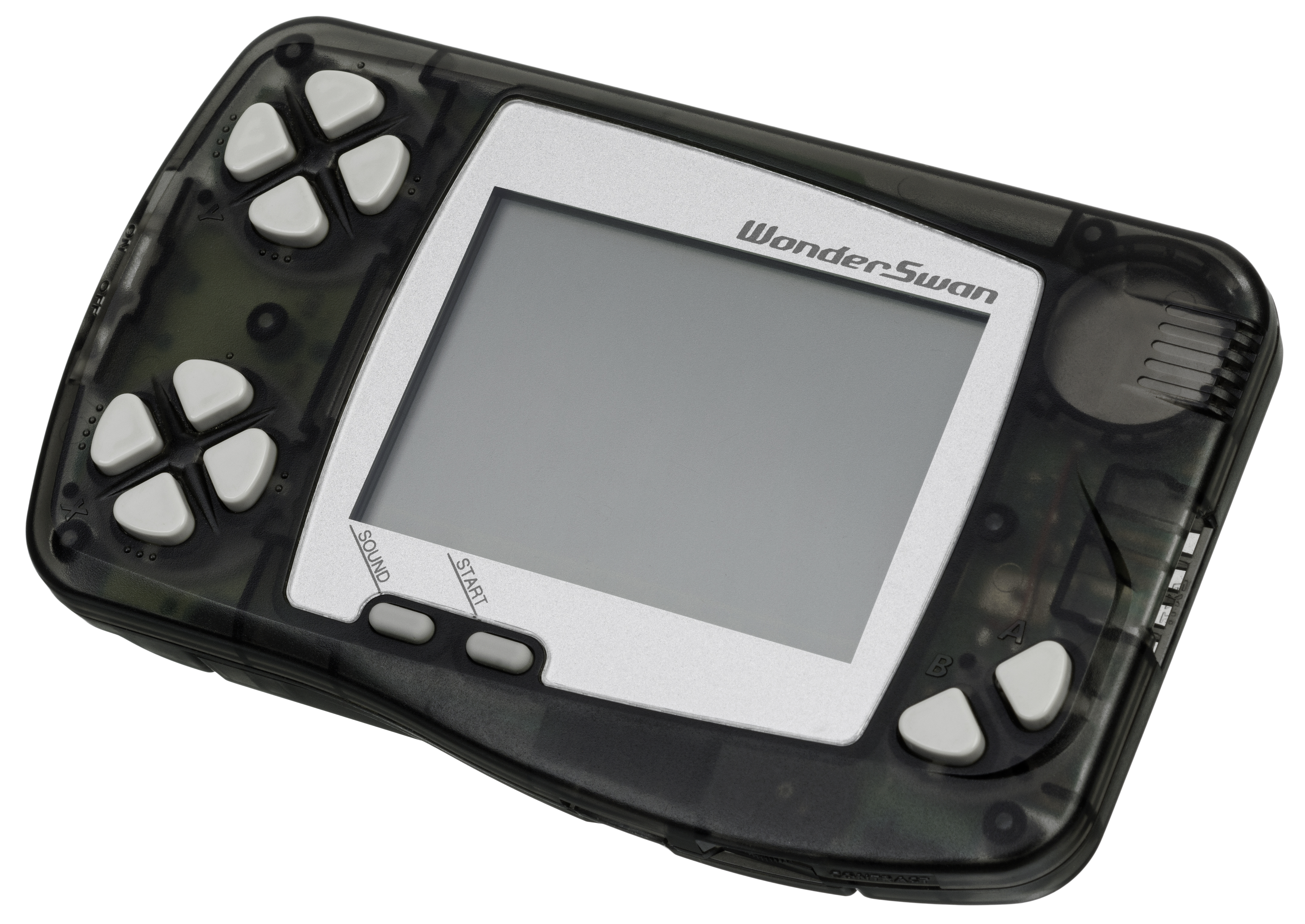
WonderSwan
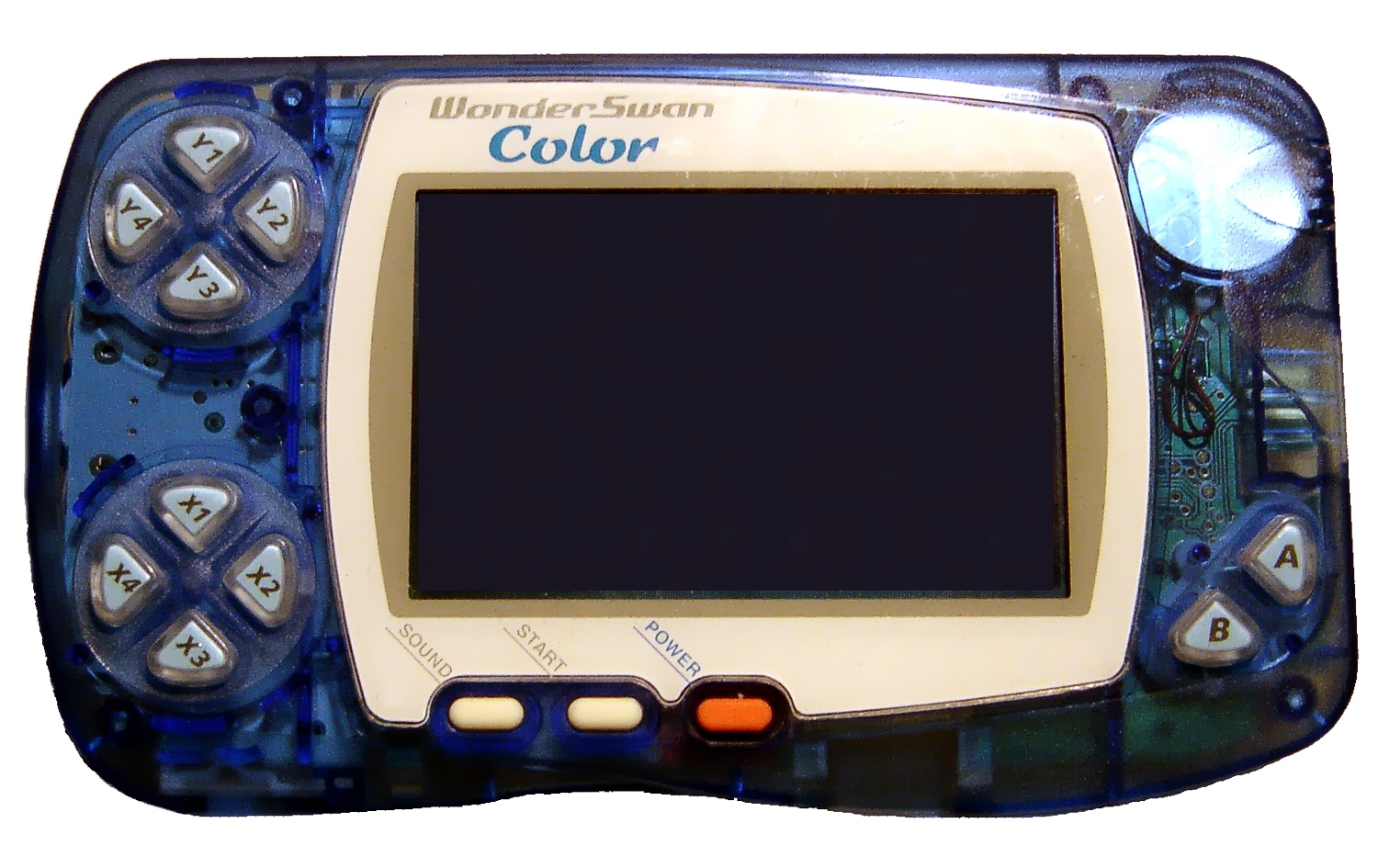
WonderSwan Color

第五世代是以1993年10月4日在北美發售的3DO遊戲機作為開始。一开始索尼原打算与任天堂合作推出带有光盘的Super NES CD-ROM，但任天堂看出索尼在合作開發的細節帶有隱憂後中止了計劃，轉為跟飛利浦另議合作，之后索尼为报复任天堂便推出了具有對於家用遊戲機歷史上具有新时代意义的Playstation。Playstation采用了造价低廉而容量可观的CD-ROM，即使任天堂其後推出的N64拥有在当时非常出众的3D运算效果，其市場策略使索尼轻松击败了任天堂原有的市场版图，在全球范围内逐步地占有垄断地位。任天堂和世嘉分别于1996年和1994年11月推出了他们的主机N64和SATURN（索尼PlayStation遊戲機於世嘉 SATURN發售兩個禮拜後在也日本發售），但前者的卡带式设计影响了遊戲的发挥，后者则缺乏第三方游戏厂商的有力支持，最终都落败于PS；N64最后在美国依旧占据了较大的市场份额，而世嘉 SATURN则僅在日本国内有足夠的影响力。除任天堂与世嘉外，SNK及3DO等游戏公司也推出了他们自己的游戏主机，虽然其中不乏精品，但都最终都属于昙花一现的产品，很快便退出了市场。随着2006年Playstation的停产，第五世代落下了帷幕。
在第五世代掌上遊戲機開始踏入彩色時代，多家廠商都投入研發多位元色彩的遊戲機，SNK和萬代正式加入競爭。除了上世代獲得優異成績的任天堂，這世代的主要競爭者為世嘉的Genesis Nomad(Sega Nomad)、SNK的Neo Geo Pocket、萬代的WonderSwan。最終在掌機市場多家加入激烈競爭下，任天堂穩固了在掌上遊戲機市場的領前位置，繼Game Boy後Game Boy Color在第五世代同樣獲得銷售佳績，在掌上遊戲機市場的地位穩定下來。

### 第六世代

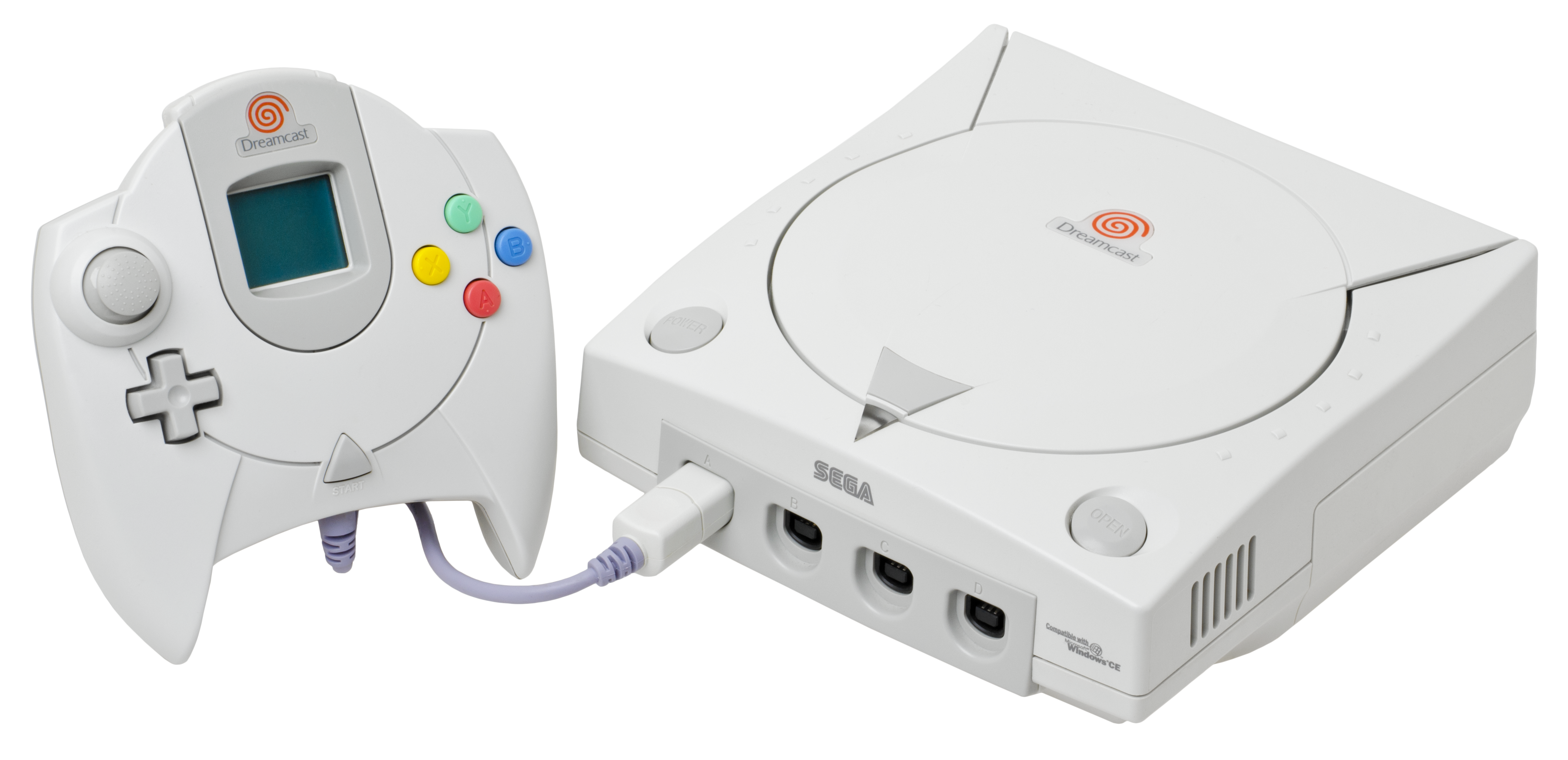
世嘉Dreamcast
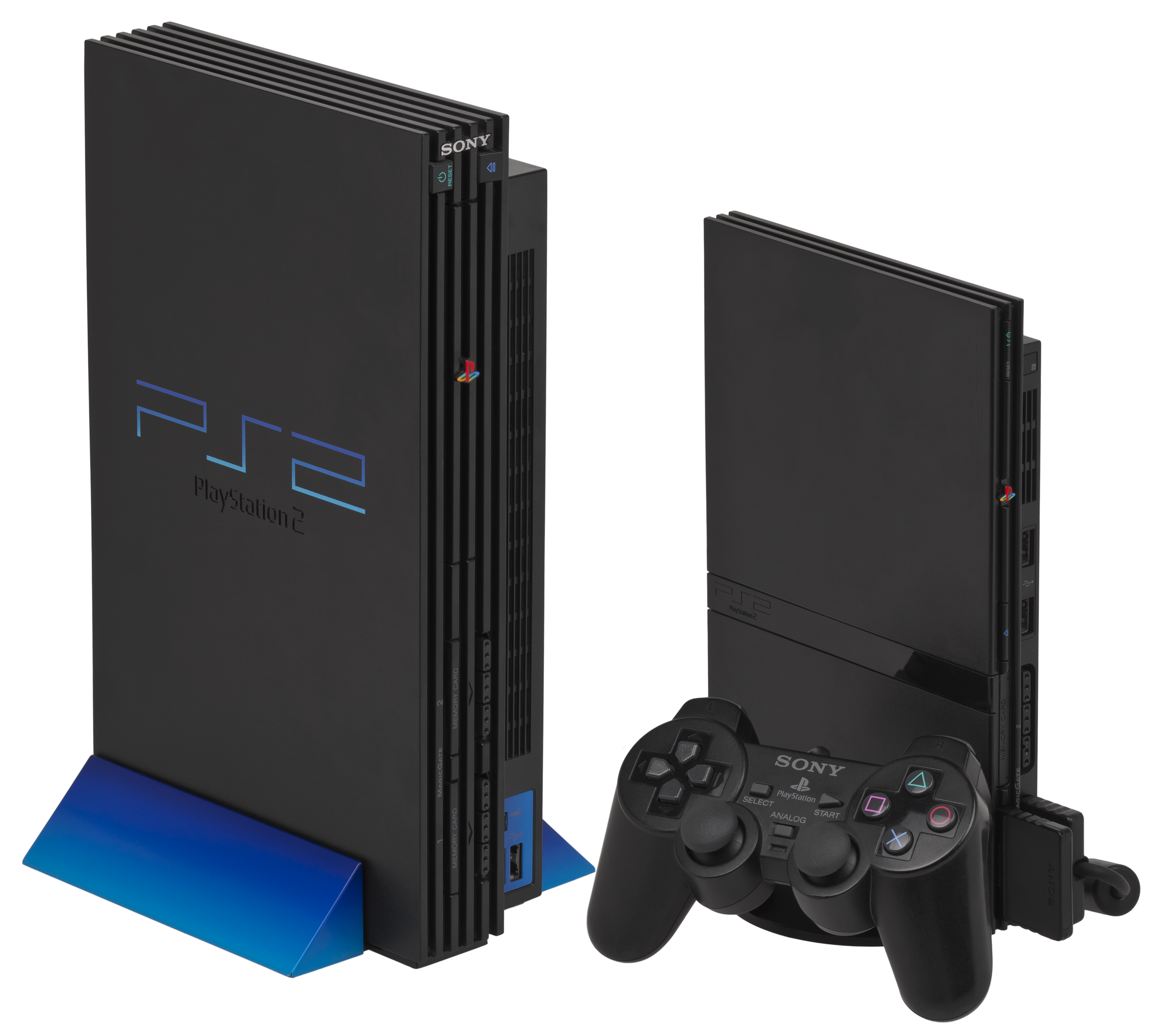
PlayStation 2
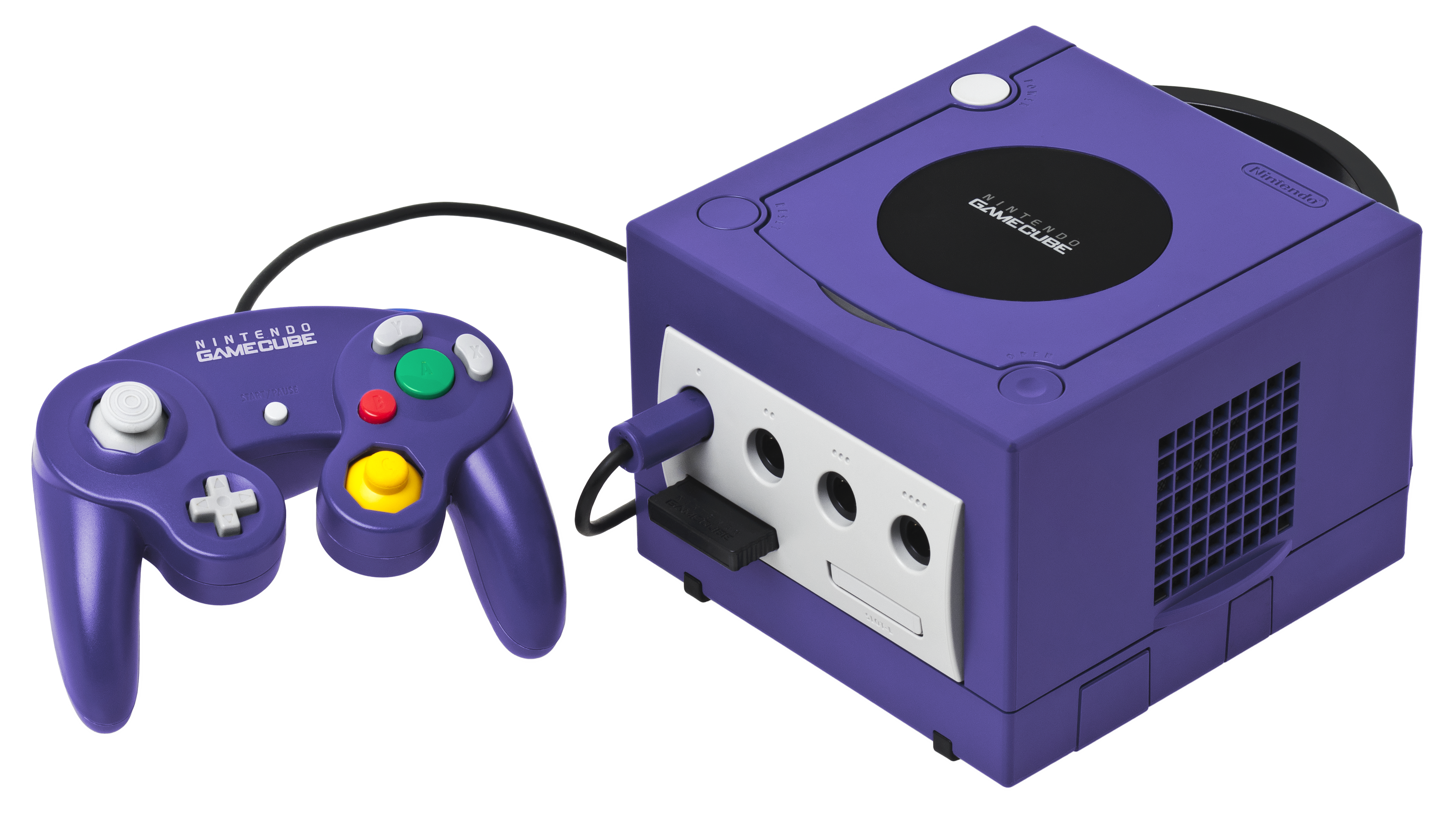
任天堂GameCube (NGC)
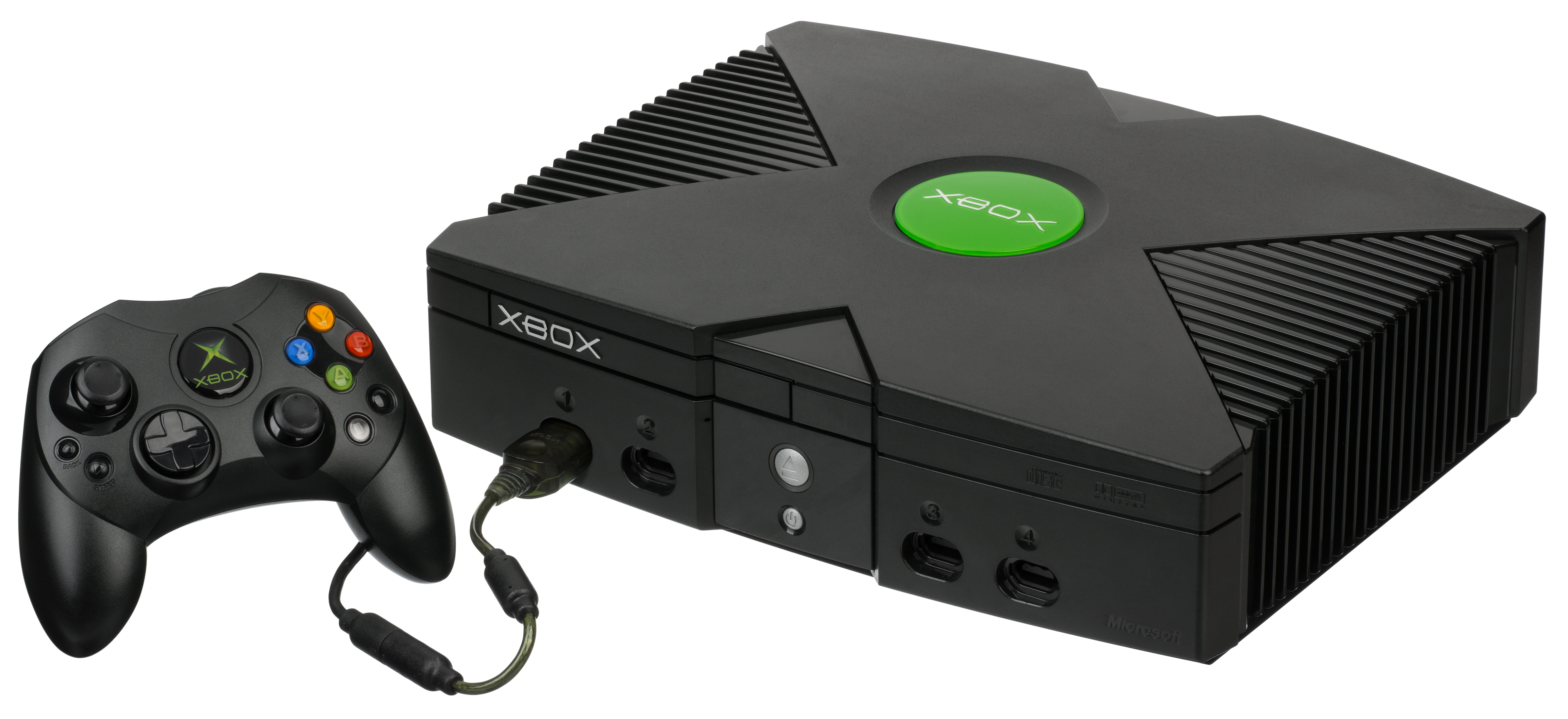
Xbox

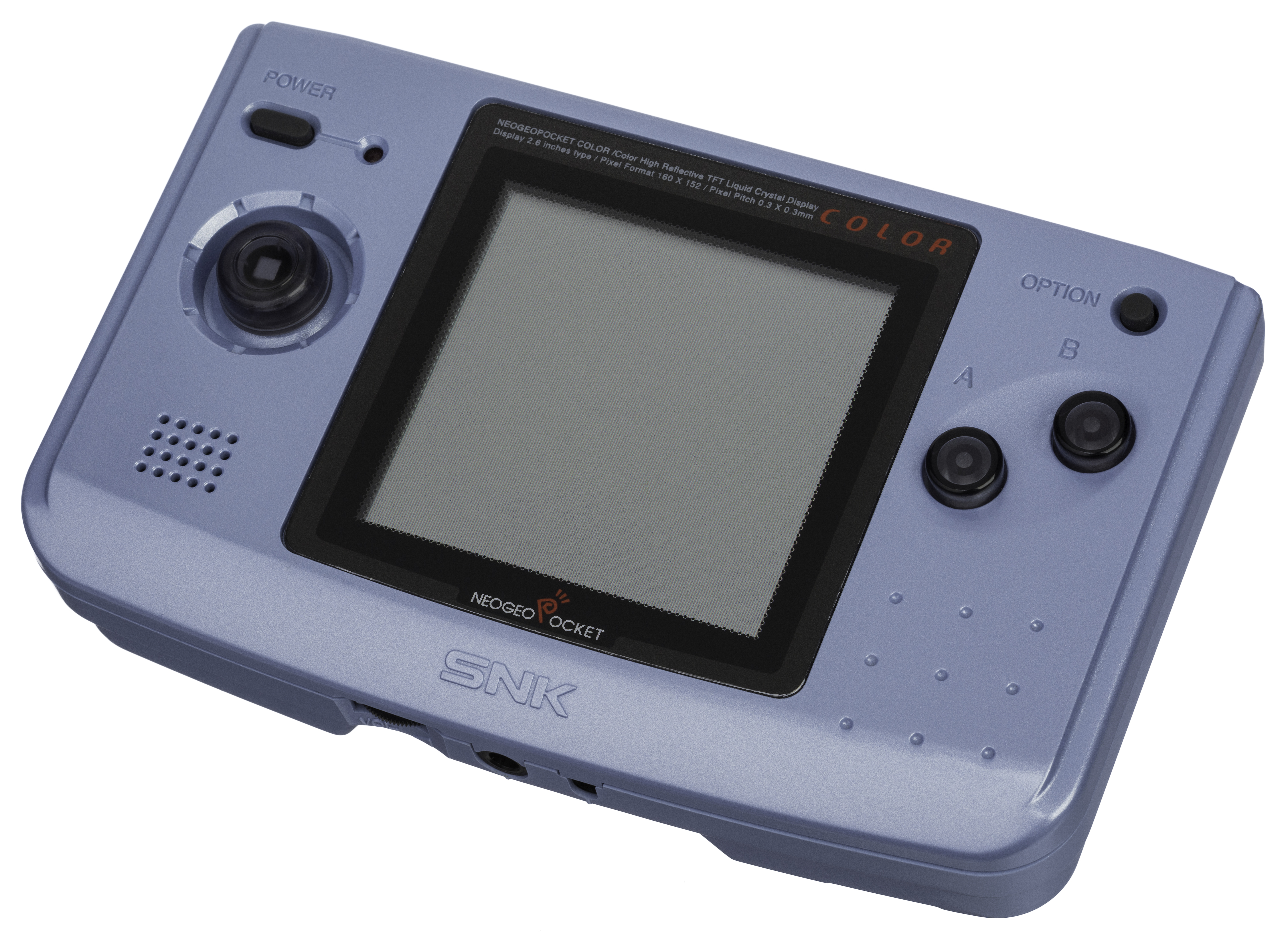
Neo Geo Pocket Color
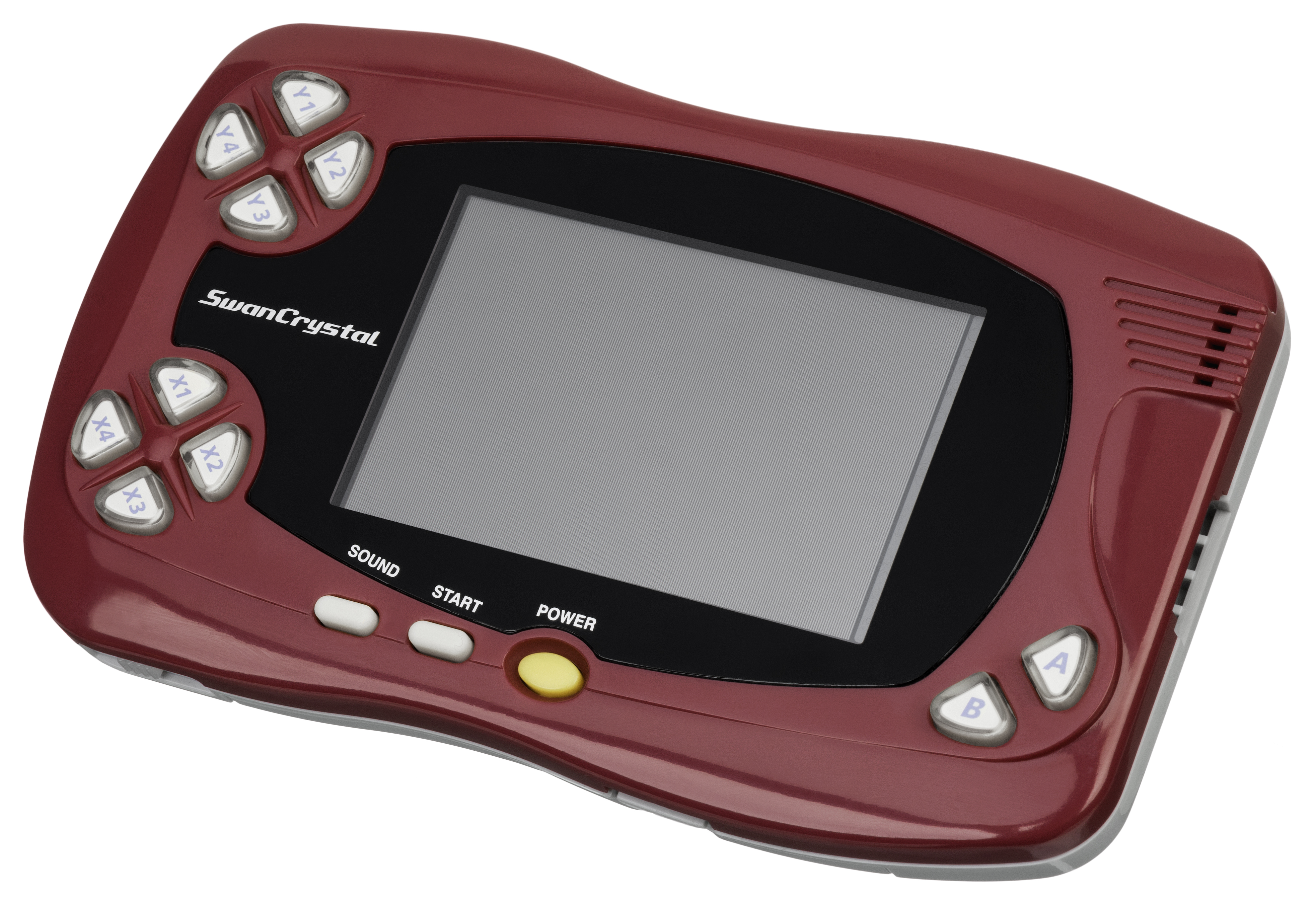
SwanCrystal
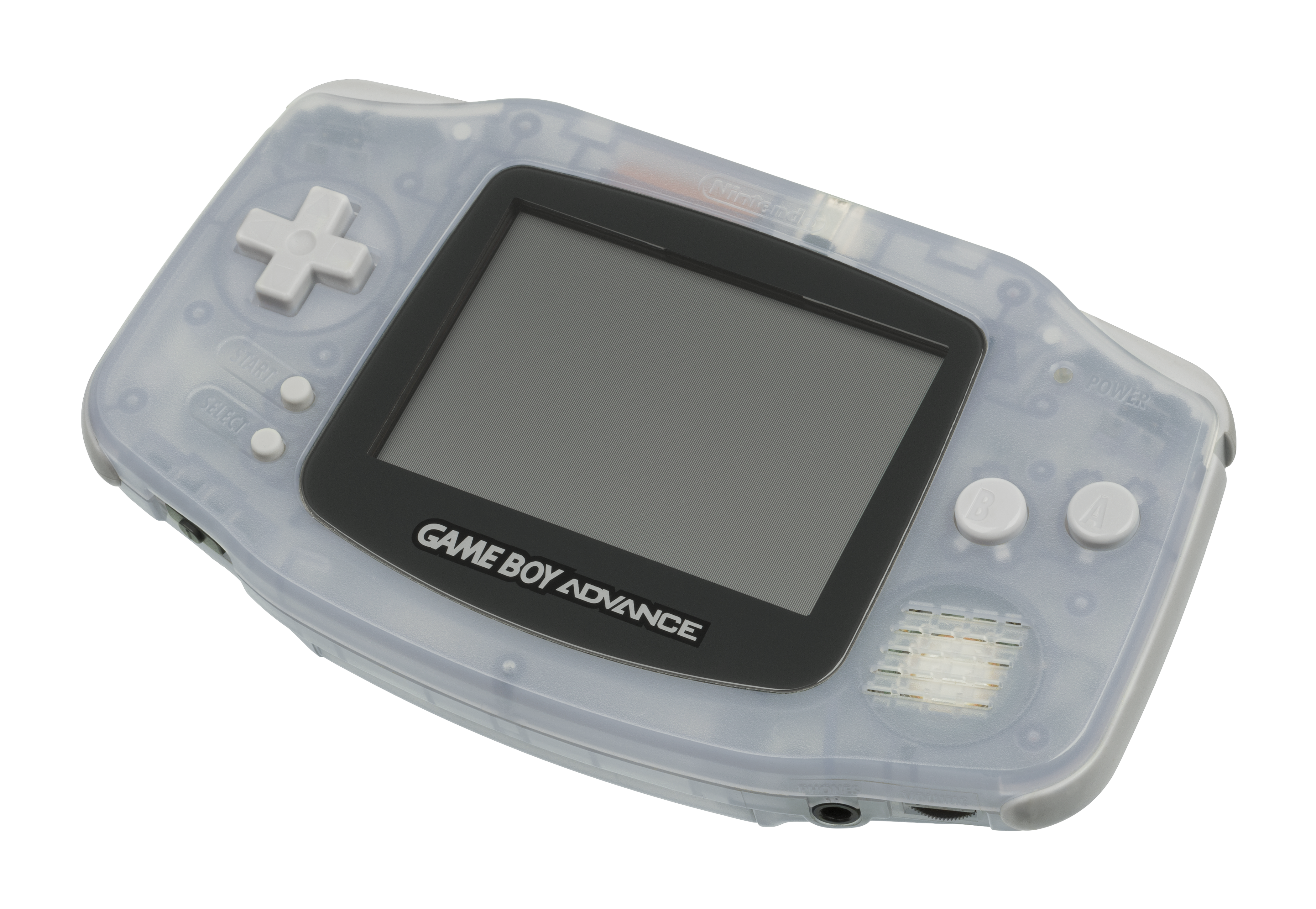
Game Boy Advance
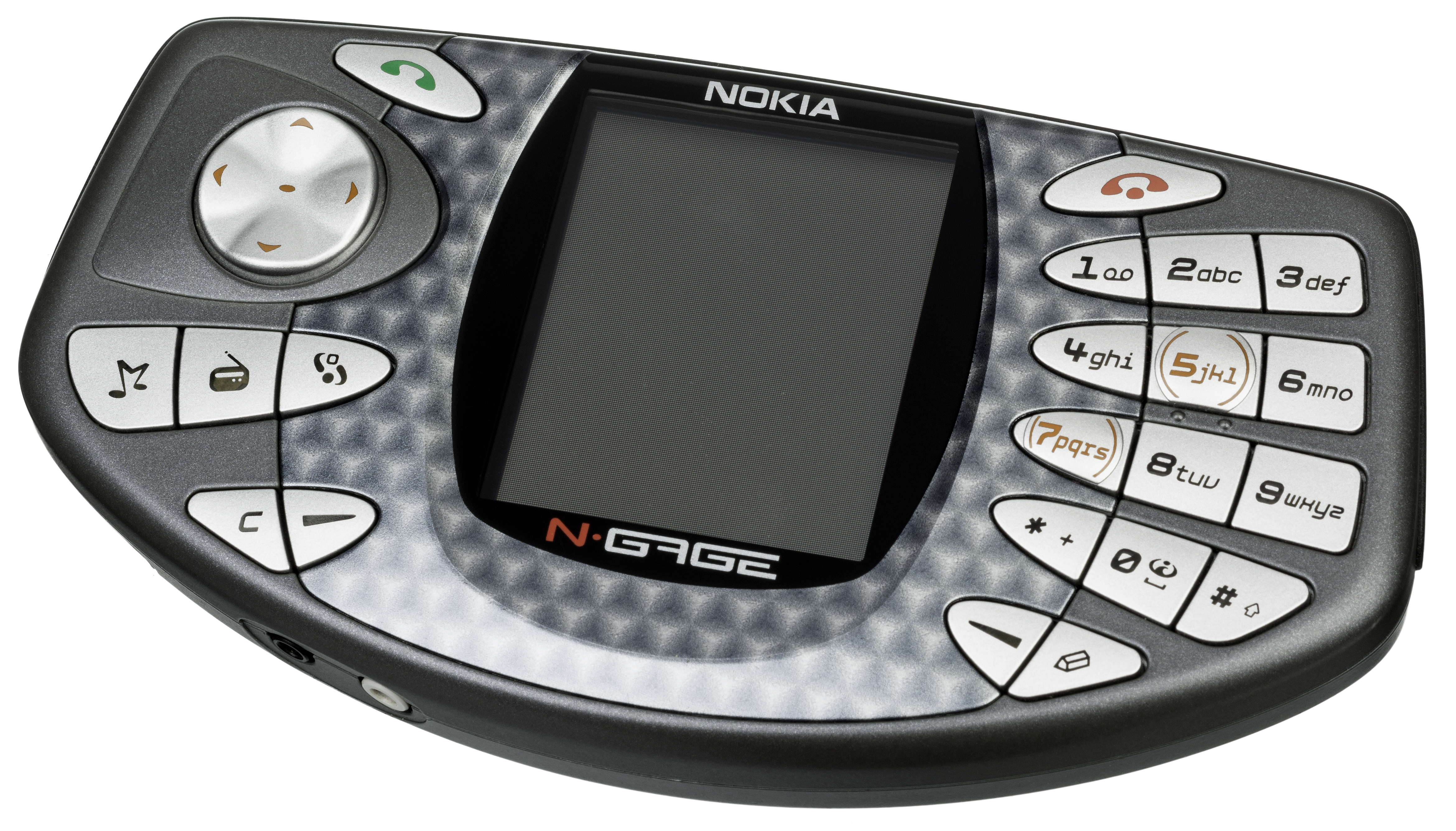
N-Gage

第六世代是以1998年11月27日，由世嘉DC的发售作为起始的游戏主机的黄金时代。本世代的特点是DVD和网络的导入。为挽回颓势，世嘉于世嘉Saturn推出的第四年便推出了第六世代的世嘉Dreamcast，因不能向下兼容Saturn而使得玩家们大为不满，之后又因为所采用的GD-ROM容量问题和缺乏第三方游戏厂商的的支持而最终落败，并直接导致了世嘉完全退出游戏主机市场；虽然第三方游戏厂商的响应寥寥无几，但世嘉DC上依旧不乏经典的大手笔作品，其中則以《莎木》曾被日本玩家评为最希望出续作游戏排行的第二名，其续作并创下了20亿日元天价开发费的世界纪录，且其记录直到2008年才被Rockstar Games的《GTAIV》所打破。随后，索尼于1999年推出了Playstation的后继机种Playstation2。索尼PS2向下兼容上一代的Playstation,并依靠强大的DVD光驱而轻松击败了世嘉DC后又面临着来自微软XBOX和任天堂Game Cube的威胁，其中微软XBOX的性能为本世代最强，但最终都被PS2的丰富的游戏数量和极高的性价比所击败；PS2截止至2012年的全球销量达到了史无前例的1.55亿台，并且还保持着三个世界之最的记录，即世界上销售时间最长（11年）、公司支持时间最长、游戏最多的游戏机。即使随着2005年微软Xbox360的发售游戏机进入了第七世代，但PS2依旧在长时间内保持了旺盛的生命力，直到2012年索尼才宣布在日本地区停止生产PS2主机，而在东欧、北非和东南亚地区则依旧畅销。
在第六世代掌上遊戲機是多位元色彩時代，在這世代定調掌上遊戲機的定位去向。在本世代為掌上遊戲機最後一次的多家競爭，多家廠商如SNK、萬代等在本世代後陸續退出研發掌上遊戲機。世嘉則因為Dreamcast的發展問題，上世代的Genesis Nomad(Sega Nomad)為最後一代的掌上遊戲機。在上世代同樣獲得優異成績的任天堂，面對同樣的競爭者如SNK的Neo Geo Pocket Color、萬代的SwanCrystal，亦有新挑戰者諾基亞的N-Gage。最終任天堂繼Game Boy Color後Game Boy Advance以銷售量大幅拋離對手的佳績，正式殿定往後在掌上遊戲機市場的主導地位。

### 第七世代

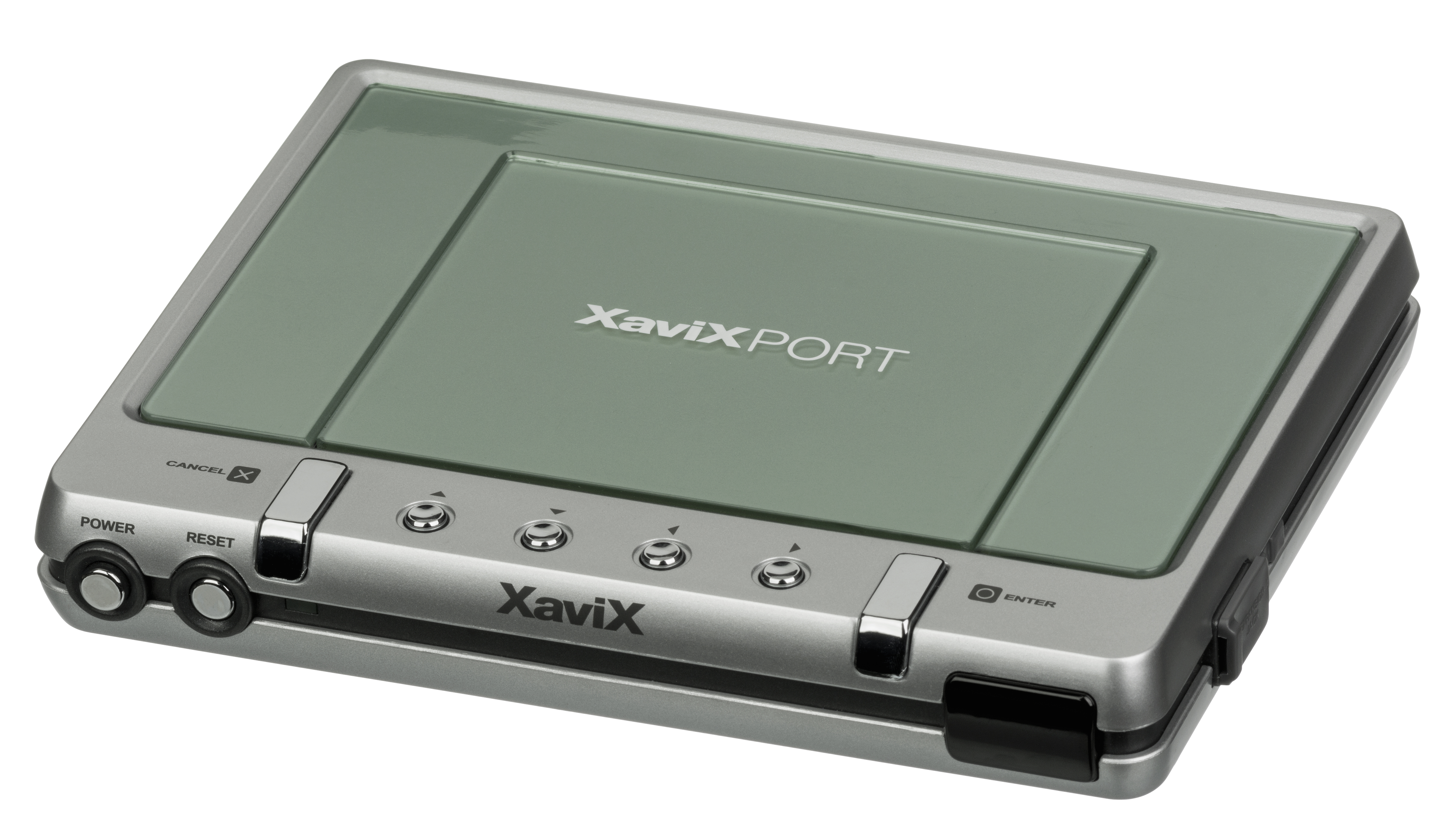
XaviX PORT
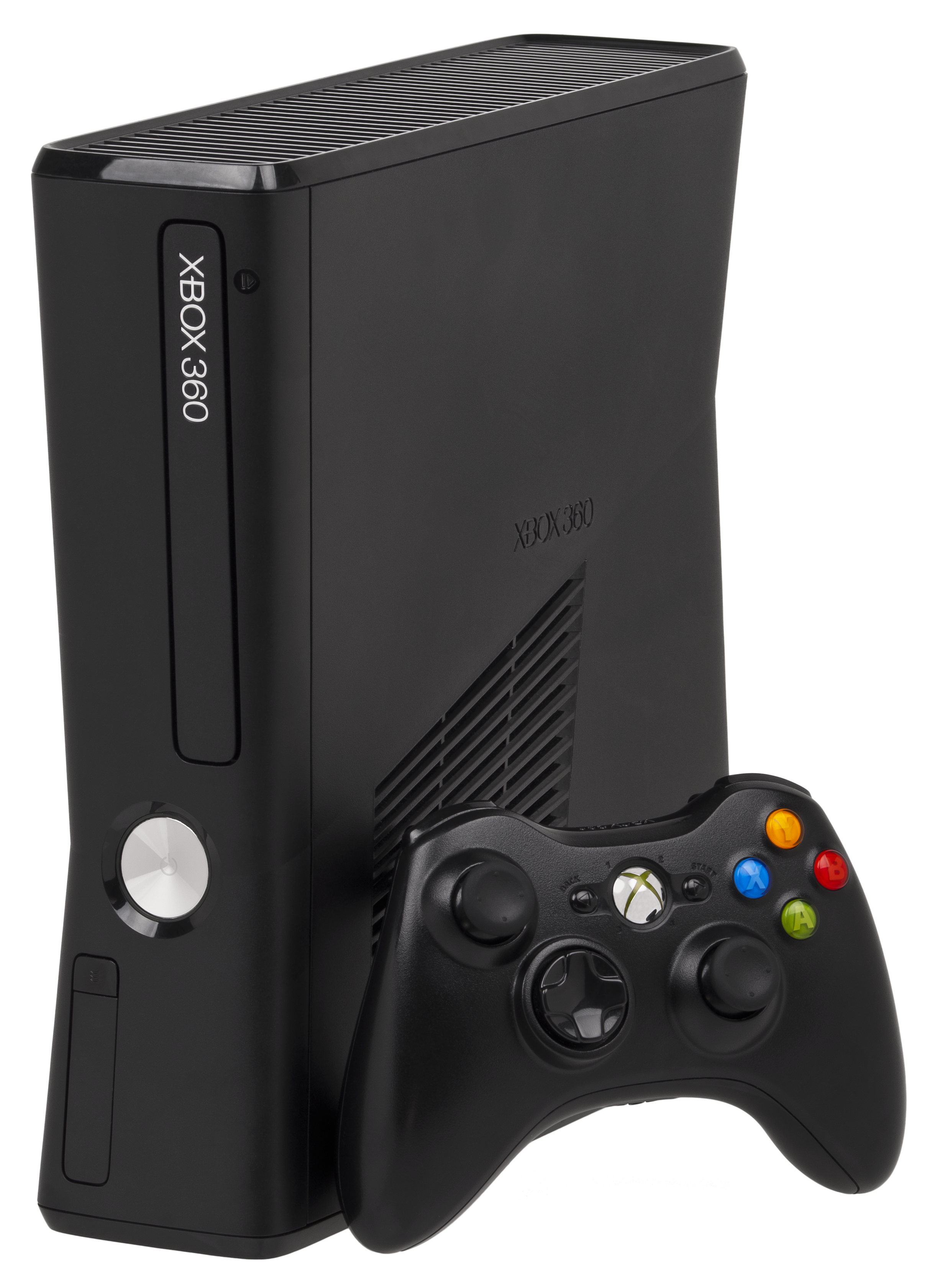
Xbox 360
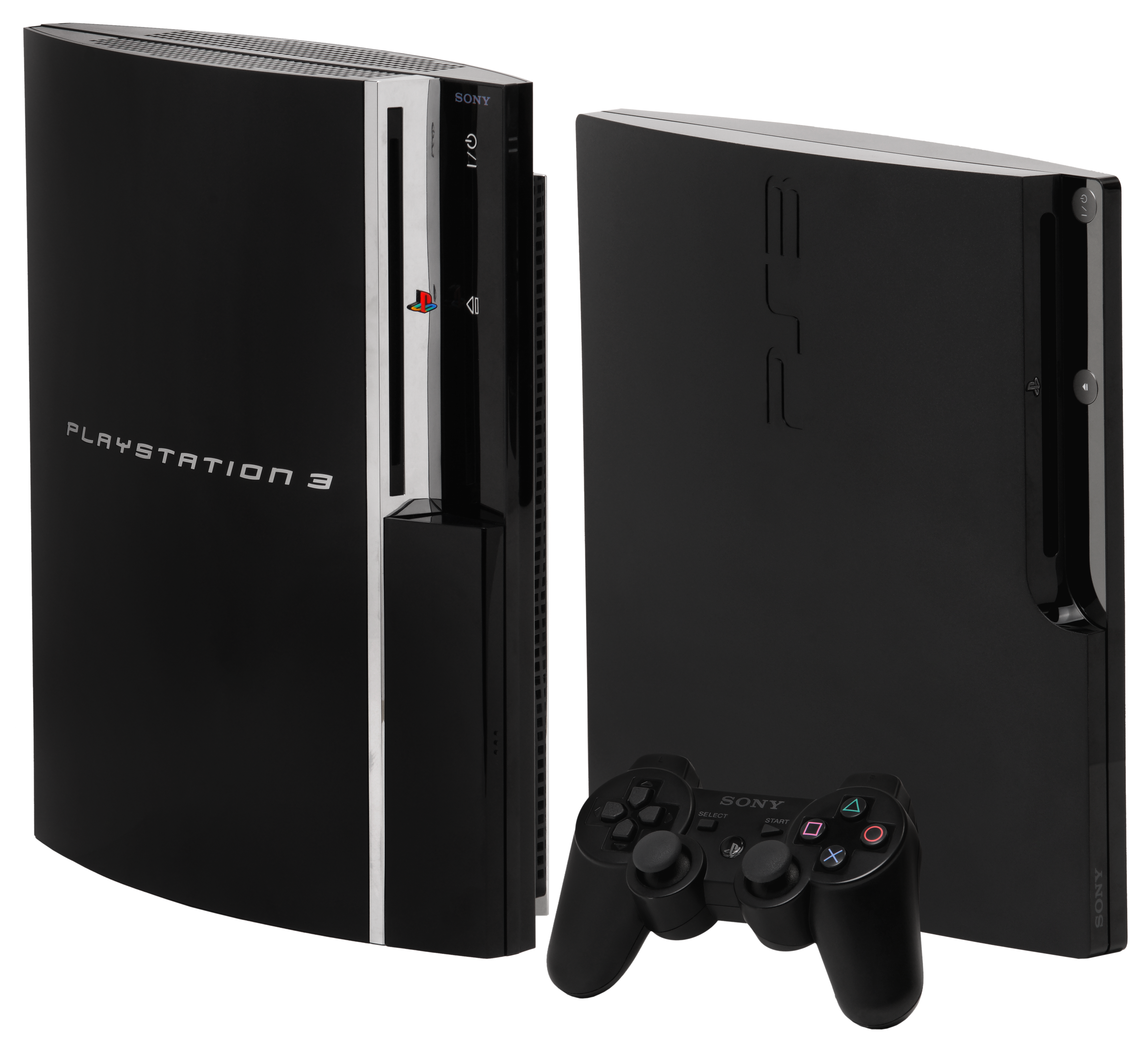
PlayStation 3
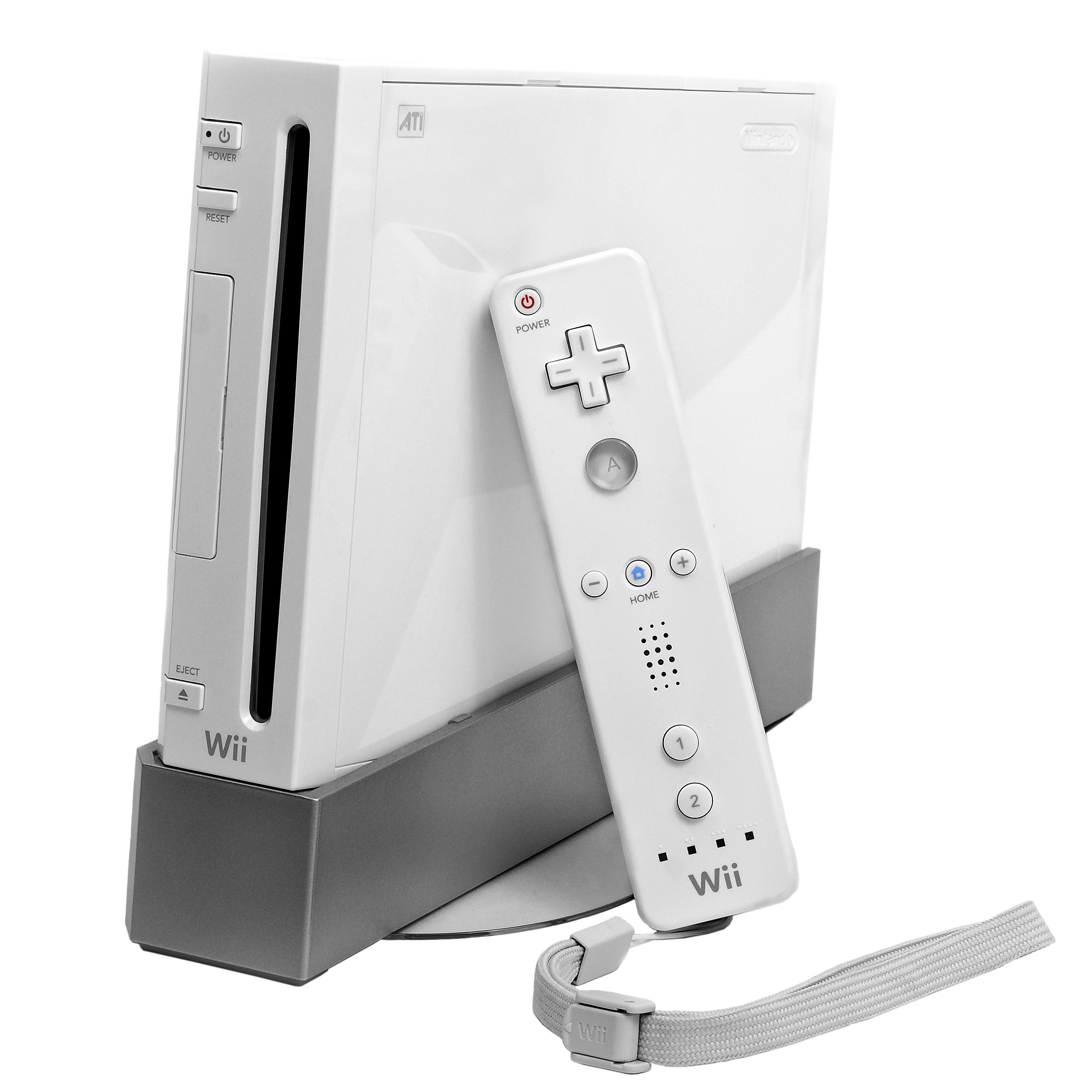
Wii
Zeebo

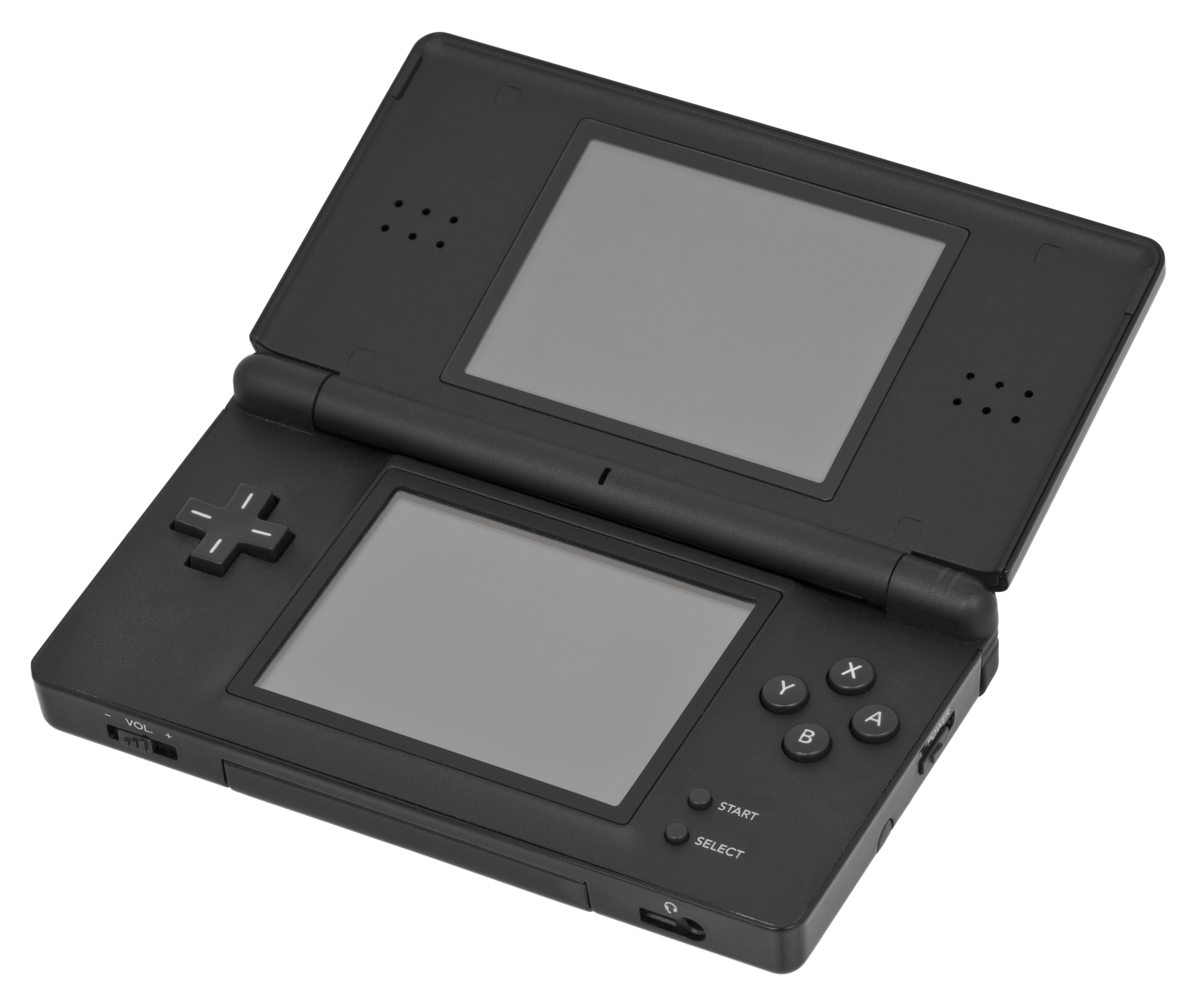
任天堂DS
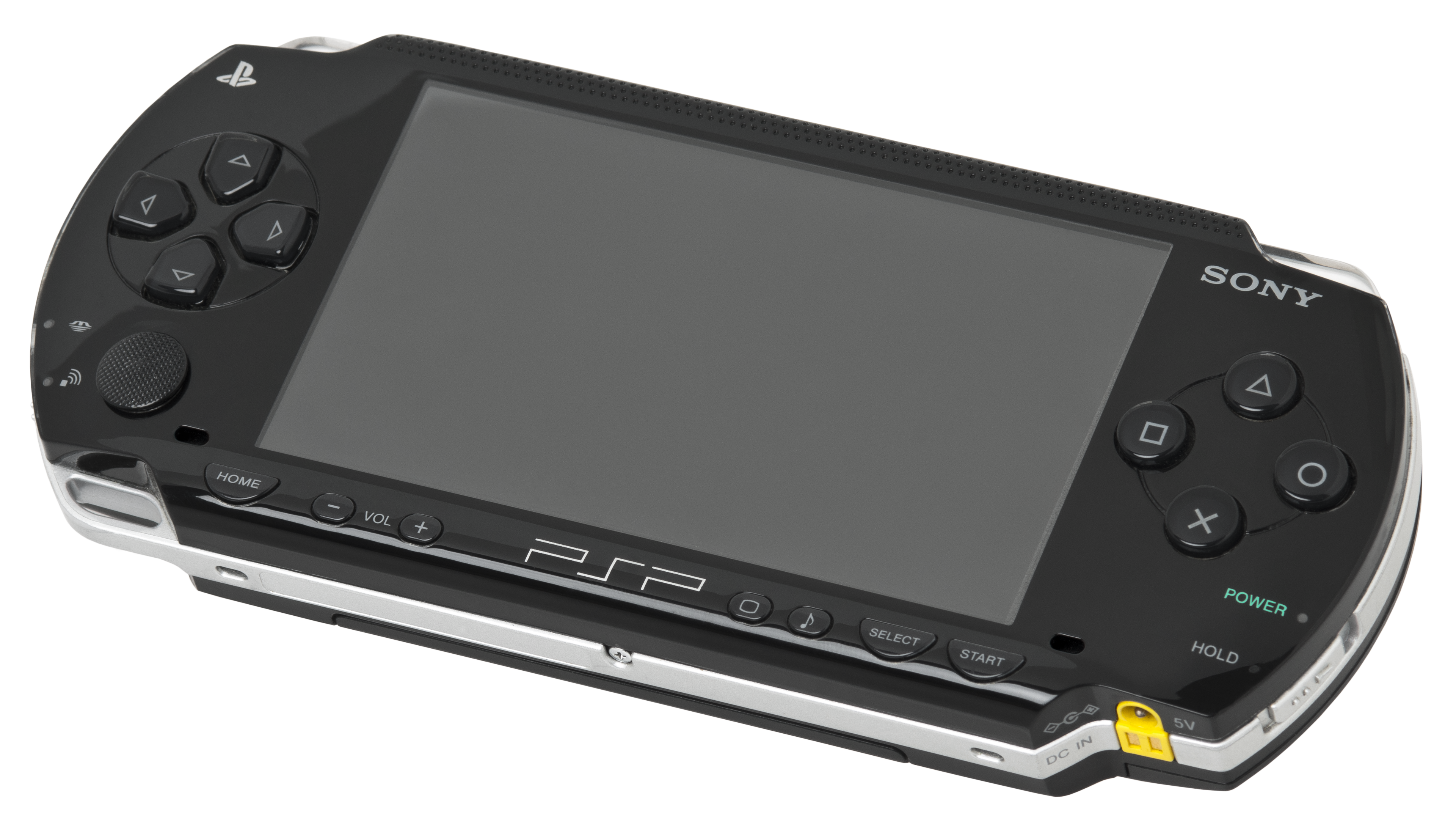
PlayStation Portable

随着2005年微软Xbox360的发售，游戏机进入了竞争白热化的第七世代，并在市场占有率上呈现出：任天堂的Wii、索尼的PlayStation 3與微軟的Xbox 360，三分天下的格局。第七世代的显著特点是高清的游戏画面、网络服务的完善与体感娱乐的普及。率先于2005年发售的微软Xbox360是Xbox的后继机种，拥有着最为完善的网络功能Xbox Live，同时又在部分地区与当地供应商积极合作推出了流媒体服务，在美国地区有着很高的影响力；同時Xbox360在北美及歐洲地區帶來很好的反應，在對日本亞洲等地影響力亦令不少日本遊戲加入，同時令Xbox360在日本得到少量回應。在本世代中Xbox360打開了門路並獲得優異成績及市場肯定；在末年期PS3則挽回PS2後因策略失誤的劣勢；另起爐灶開發了多元玩家市場的Wii獲得更優秀的成績，最終以超過1億163萬的銷量佳績成為本世代的競爭優勝者。
在第七世代掌上遊戲機經歷上世代後，除了任天堂外過往過往的所有研發廠家皆退出市場。在這世代索尼投入研發掌上遊戲機，索尼的PSP成為全新的競爭者，其中有的多媒體相關功能為賣點，則令市場出現了對比過往有力的競爭。在這世代以曾經一度接近任天堂當代遊戲機的一半銷量，獲得了一定的市場優勢，並以獲得超過八千萬的成績，成為非任天堂掌機最高銷量的保持者。任天堂本世代的掌上遊戲機NDS未有到挑戰，在本世代則以輕觸式熒幕可用觸控筆使用的創意玩法，以及利用雙熒幕創造大量新概念的遊戲，在遊戲性得到更高的創造力令遊戲機在競爭中獲得市場歡迎與肯定。最終獲得在掌上遊戲機中比game boy更高的歷史首位銷售成績，以超過一億五千四百萬的銷量佳績成為本世代的競爭優勝者。

### 第八世代

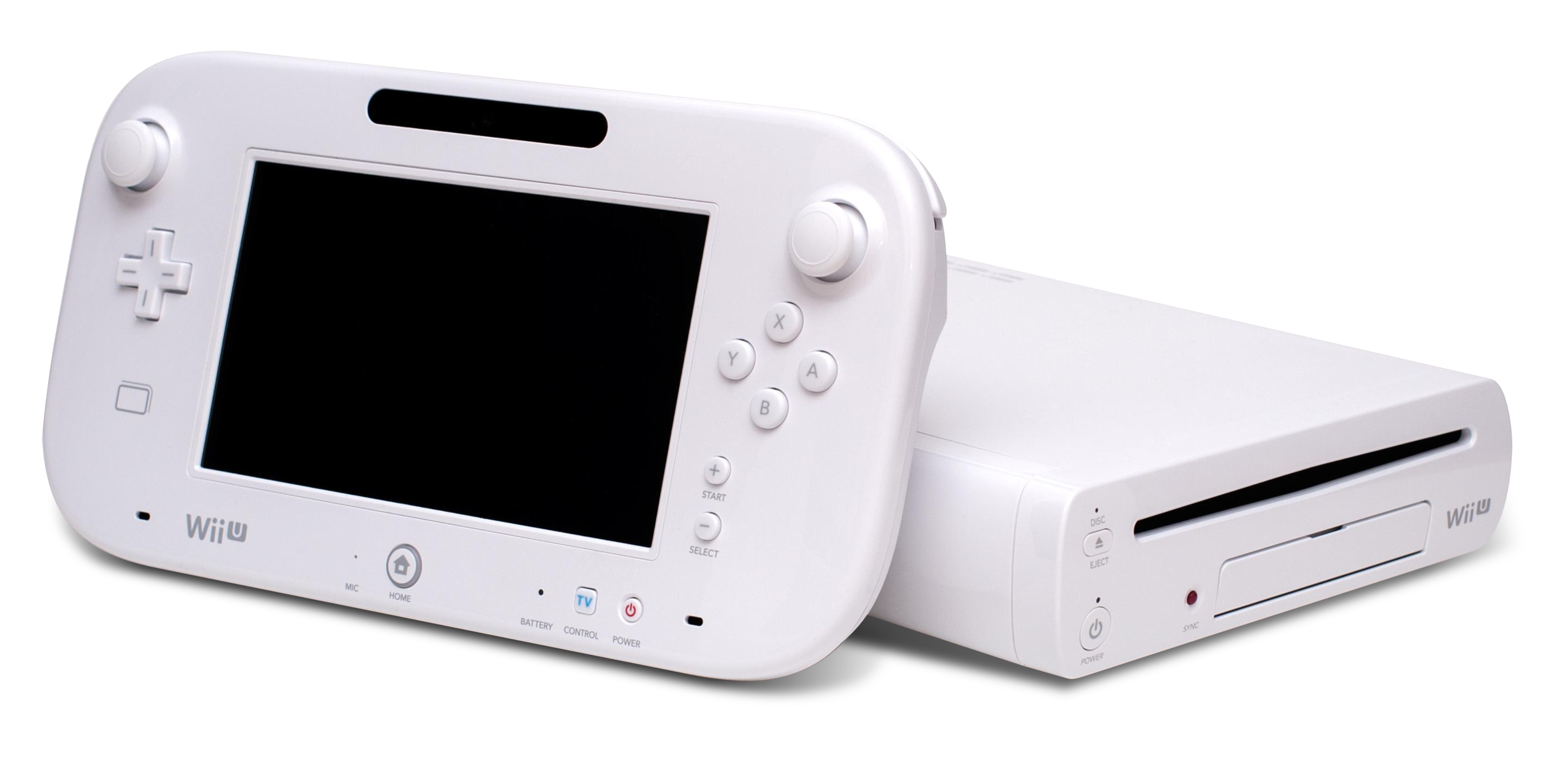
Wii U
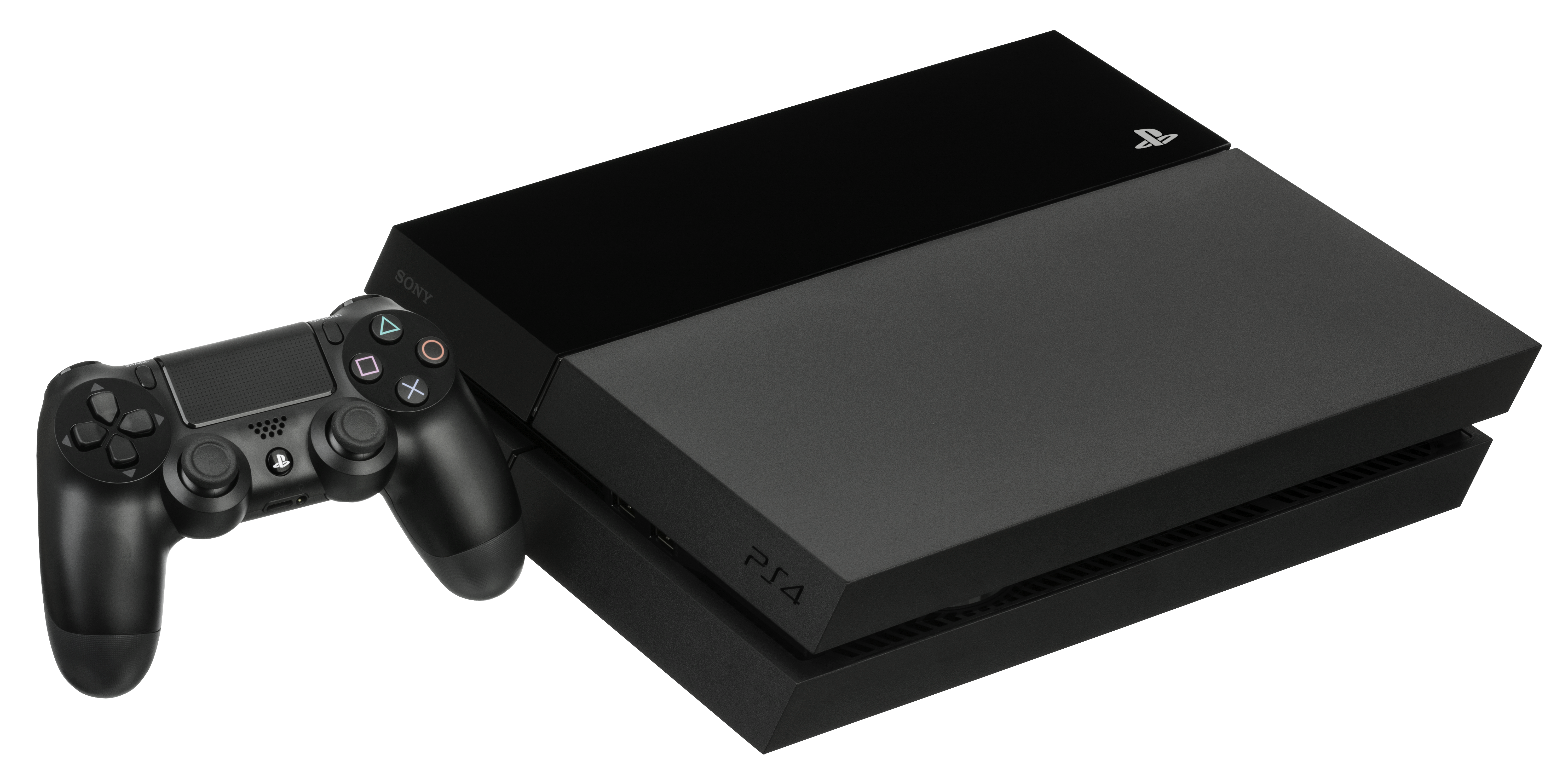
PlayStation 4
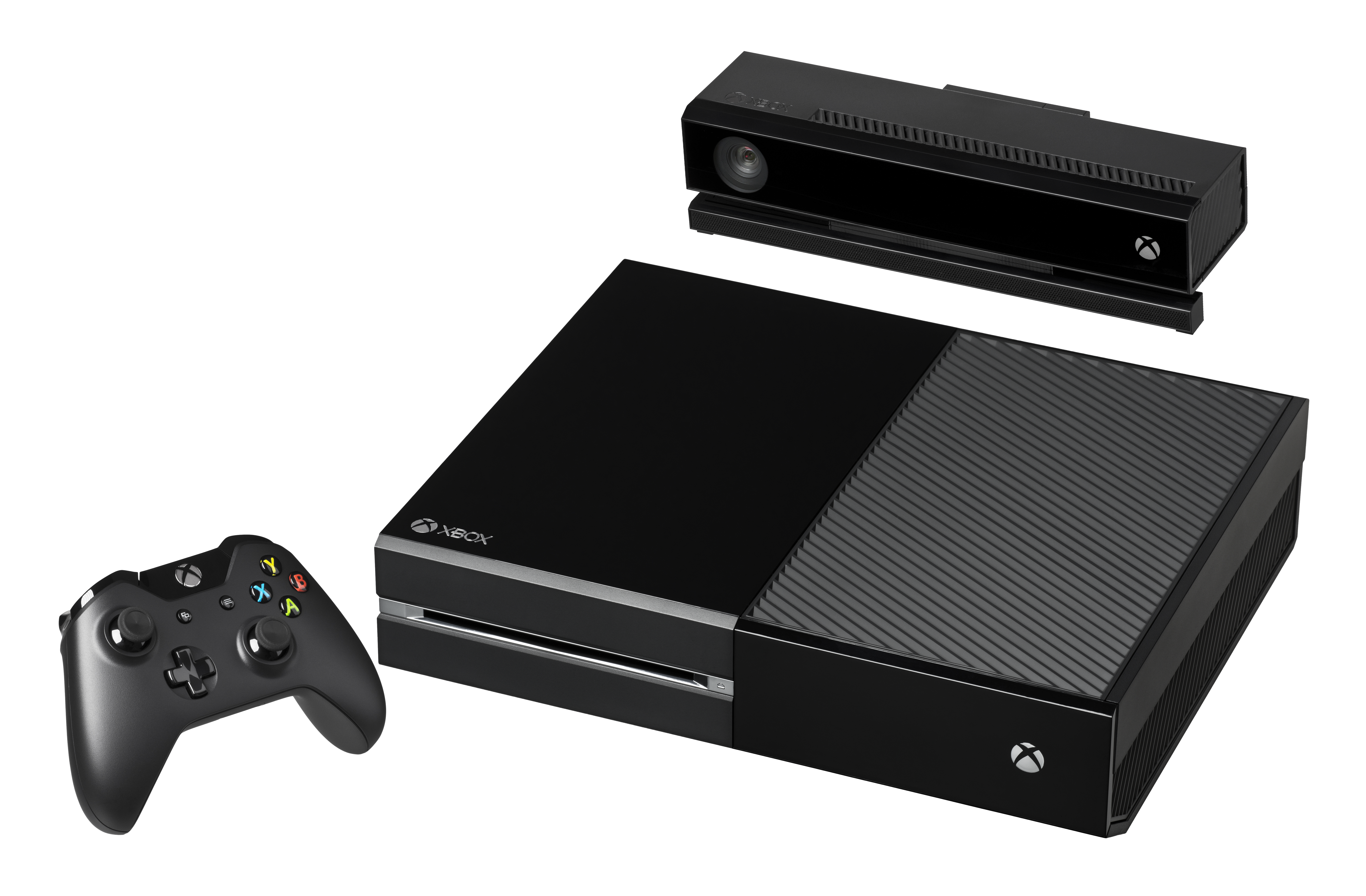
Xbox One
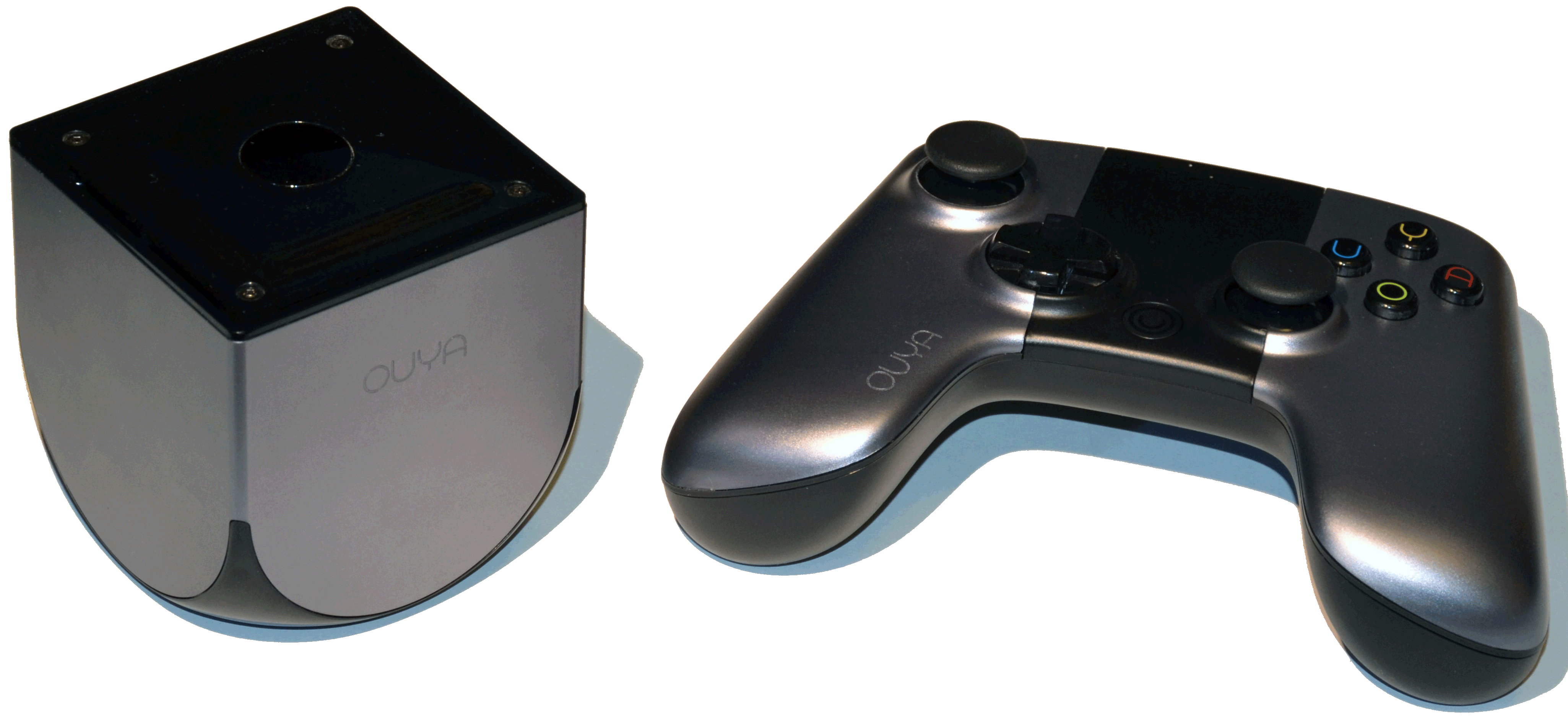
Ouya
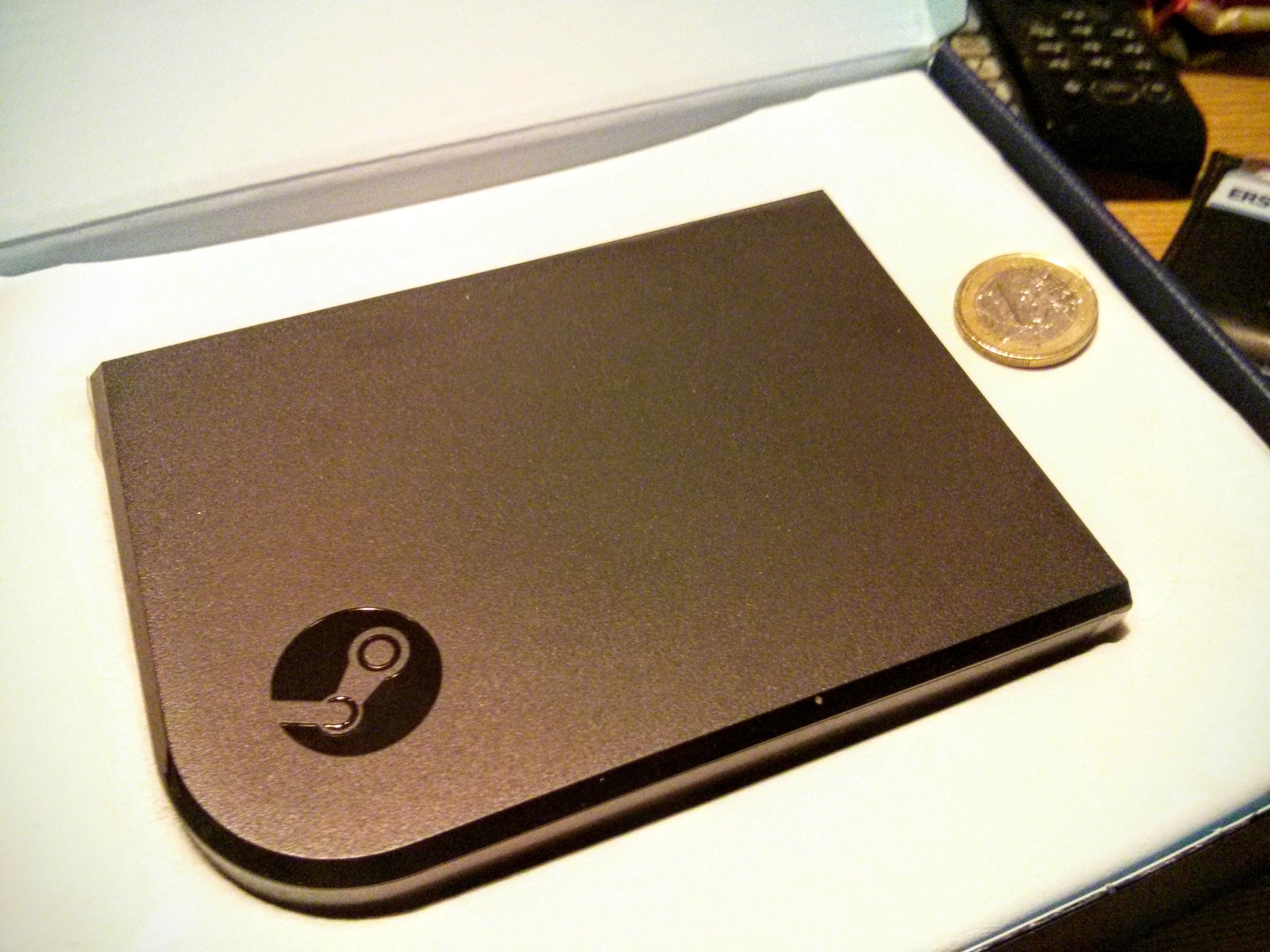
Steam Box
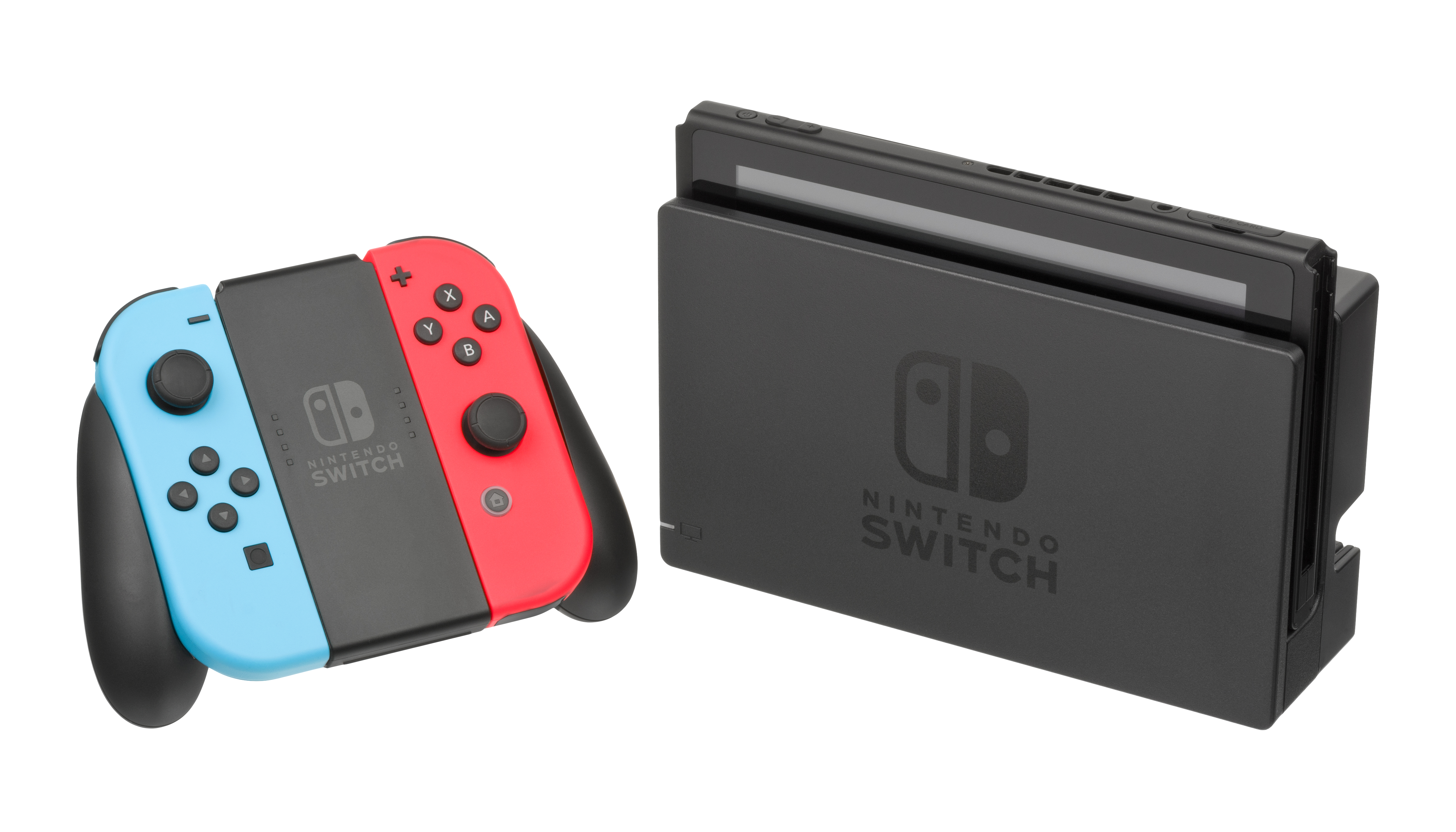
任天堂Switch (主機模式)

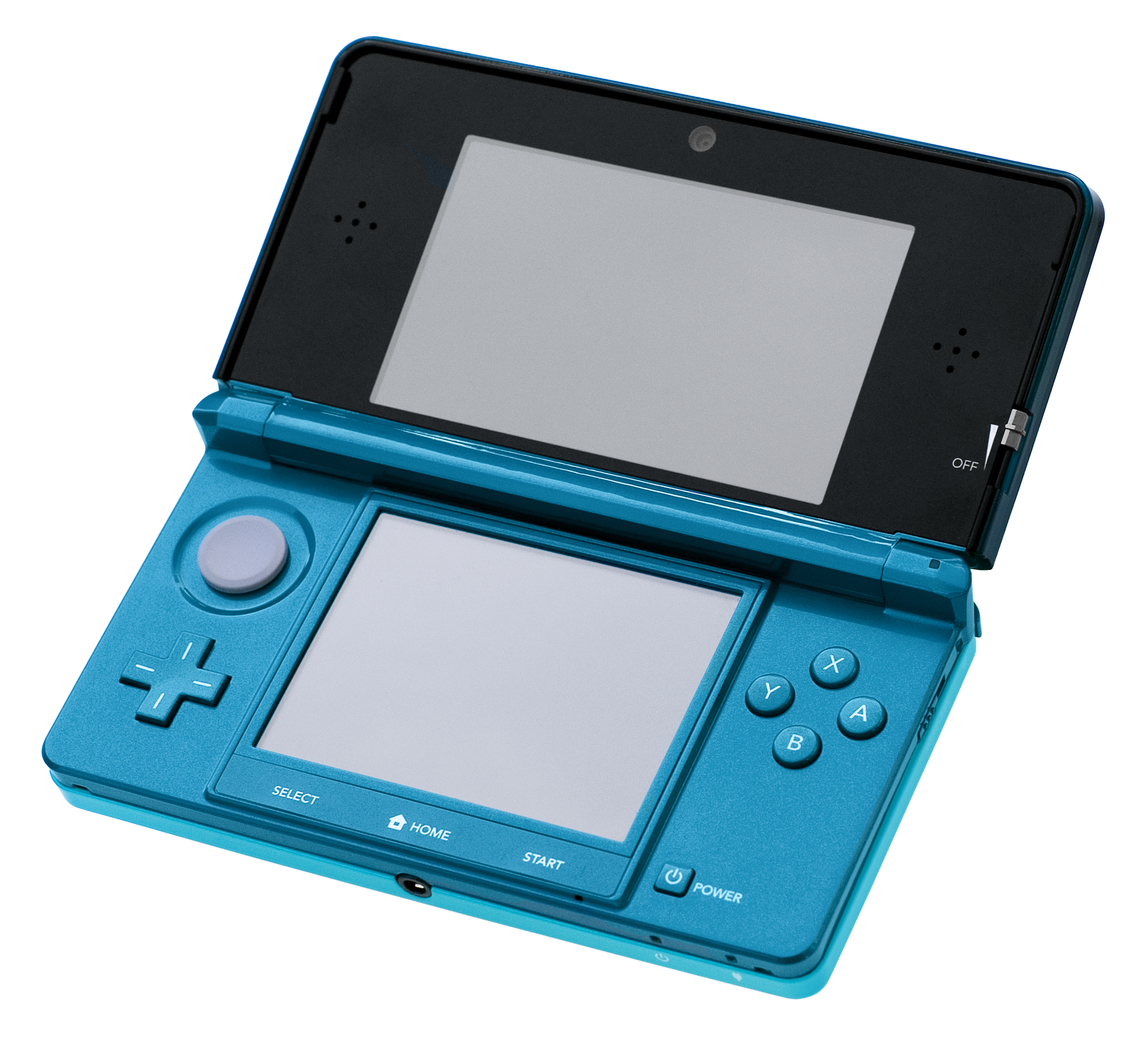
任天堂3DS
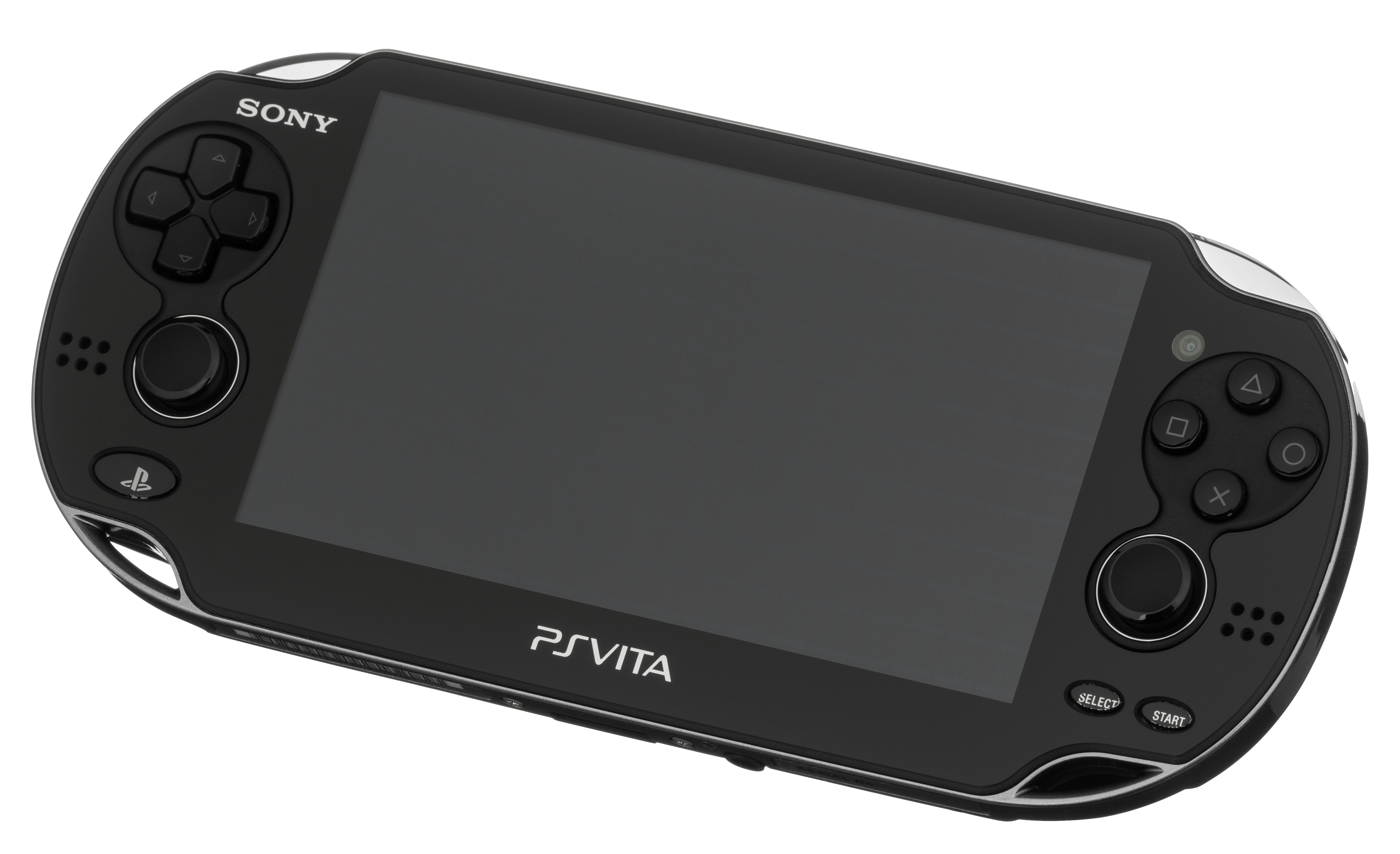
PlayStation Vita
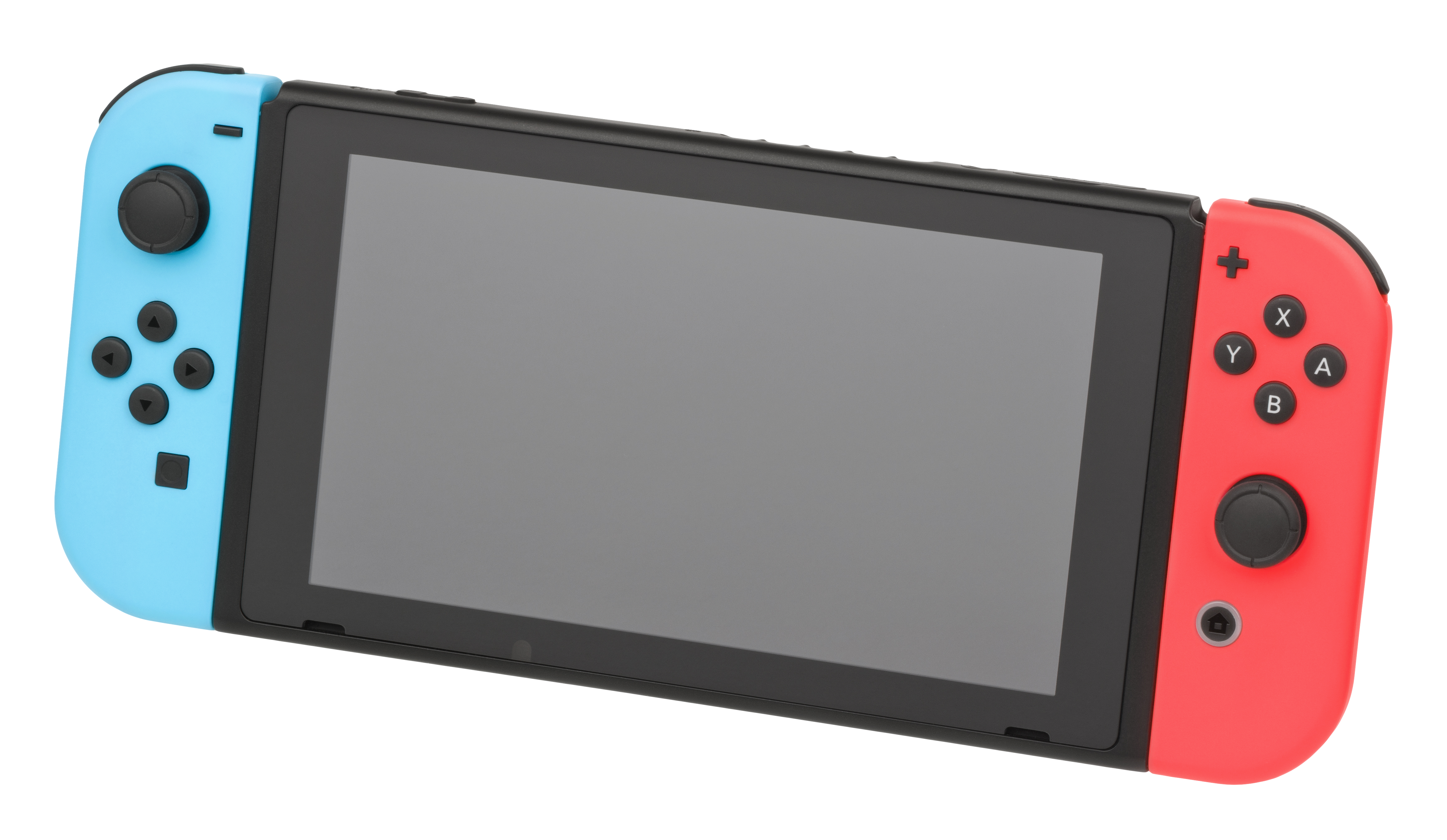
任天堂Switch (掌機模式)
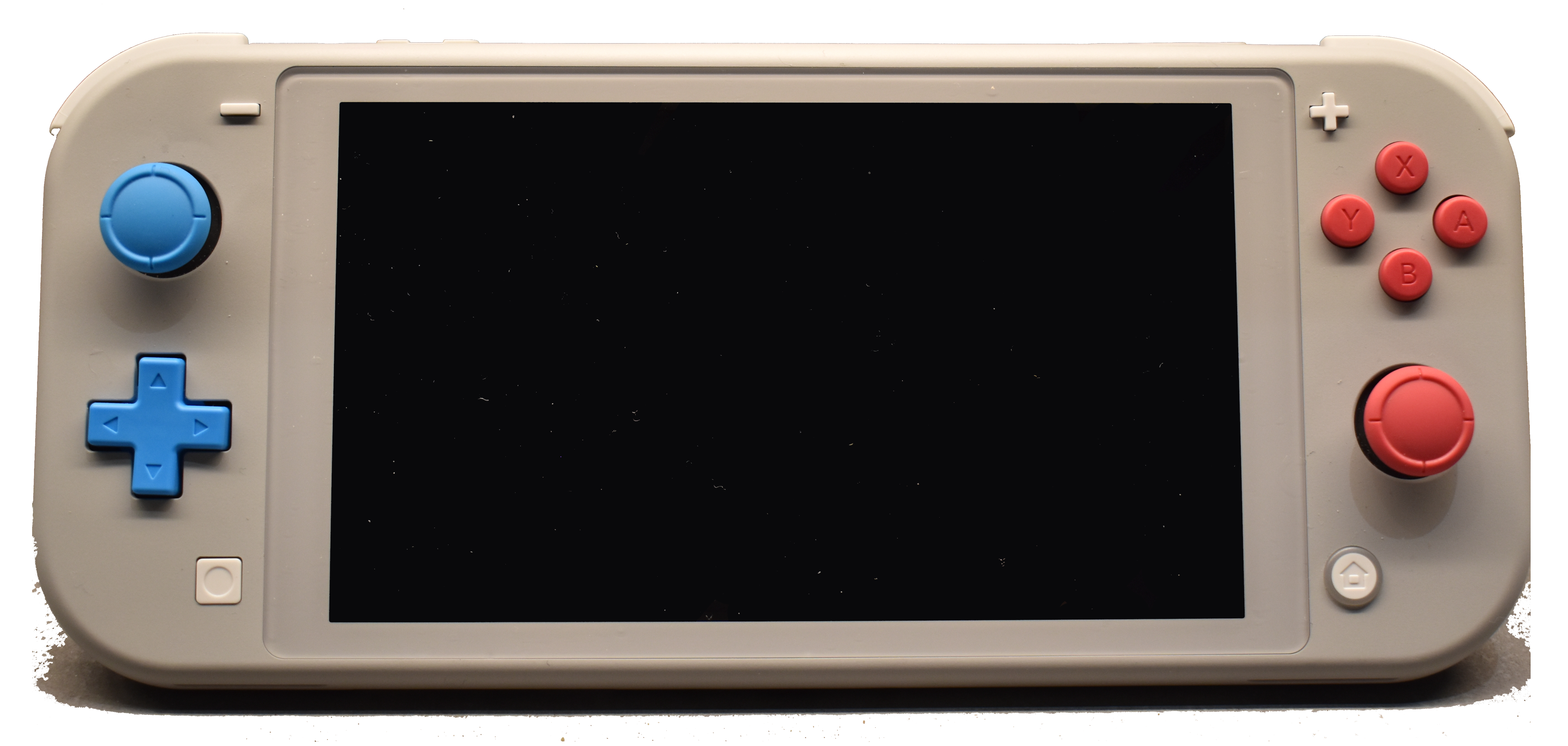
任天堂Switch Lite

在電子遊戲歷史中，第八世代主要指2012和2013年間推出的數款電子遊戲機。第八世代包括了任天堂在2012年第四季推出的後繼機種Wii U；索尼的PlayStation 4則是在2013年2月20日正式對外公開，並於2013年第四季上市；而微軟是在2013年5月21日宣布了Xbox 360的後繼機種Xbox One，同樣也在2013年第四季發售。在攜帶型遊戲機方面，第八世代是隨著Nintendo 3DS在2011年2月於日本推出後正式展開，3DS之後於同年3月陸續在北美洲和歐洲地區上市。PlayStation Portable的後繼機種PlayStation Vita則是在2011年12月在日本登場，之後於2012年3月在歐美地區上市。
有許多觀點認為第八世代的遊戲機將會面臨來自智慧型手機、平板電腦和智能電視遊戲市場的嚴峻挑戰。由於這些裝置的成長速度極快，許多分析家認為第八世代可能是家用遊戲機的最後一個世代。在發售前就已透過群眾募款獲得數百萬美元資金的遊戲機OUYA，將開源自由開發和免費遊玩的商業模式帶入了第八世代主機。GameStick、NVIDIA Shield、Ouya和Steam Box等公司都試著想加入市場競爭；但卻都很少被人以第八世代遊戲機來稱呼。
由於WiiU業績遜於預期，任天堂在2015年3月17日以「NX」代號首次公佈開發期中的主機，並於2016年10月20日首次於線上影片上公開其造型以及正式名稱任天堂Switch(簡稱NS)，於2017年3月3日在多個地區日本、北美、歐洲和香港發售，同年12月1日在韓國和台灣正式發售。遊戲機發展歷史至今首次出現家用機及掌機兼顧的混合型遊戲機，作為家用機的同時亦可隨時轉換為掌機遊玩，並且擁有可拆卸的控制器和可分離式的主機。在歸類上最初視為獨立待定的新世代主機，及後被歸納與WiiU同時作為第八世代主機記載。任天堂Switch以超過一億四千萬的銷量成為第八世代競爭的優勝者。

### 第九世代

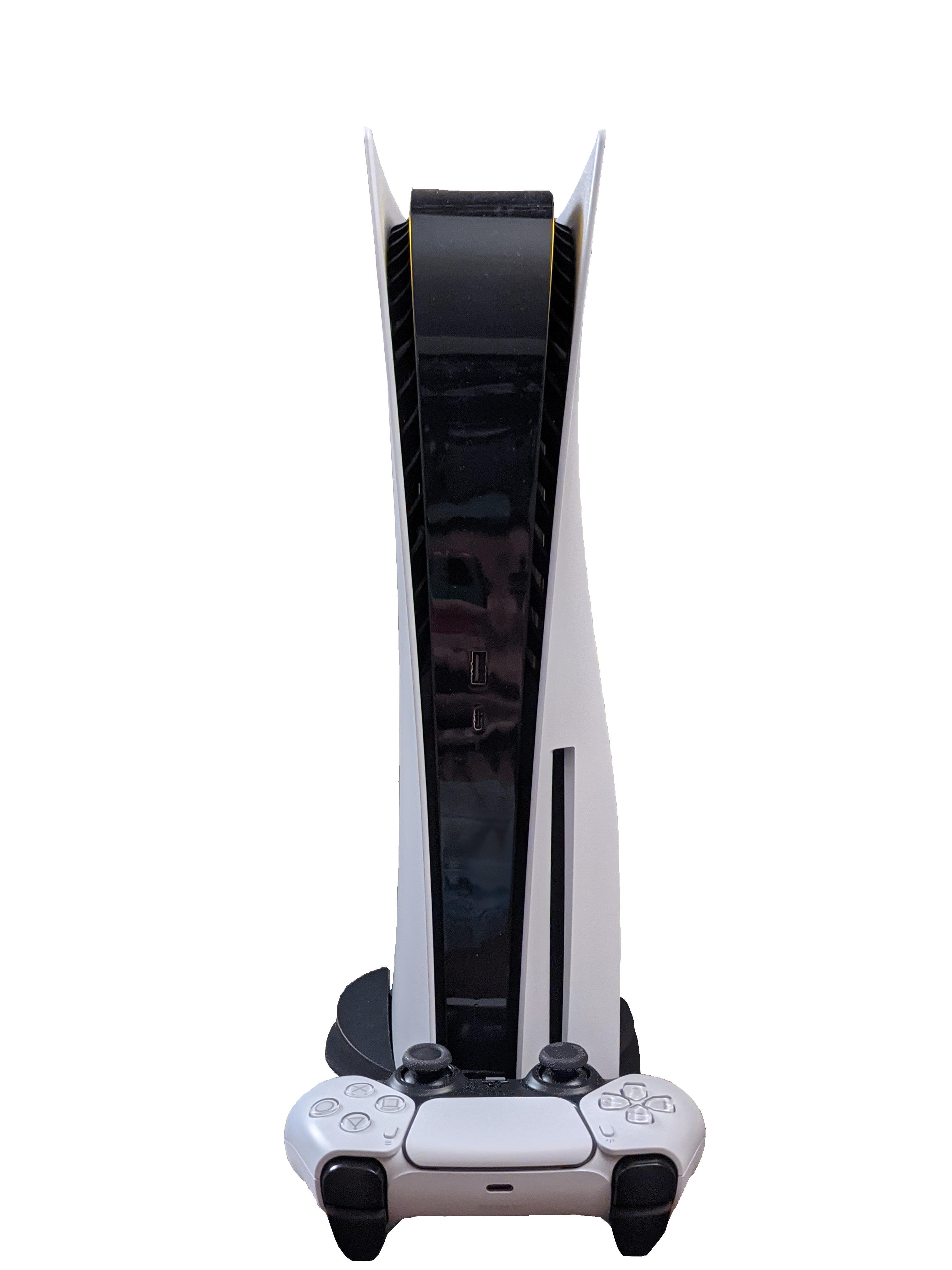
PlayStation 5
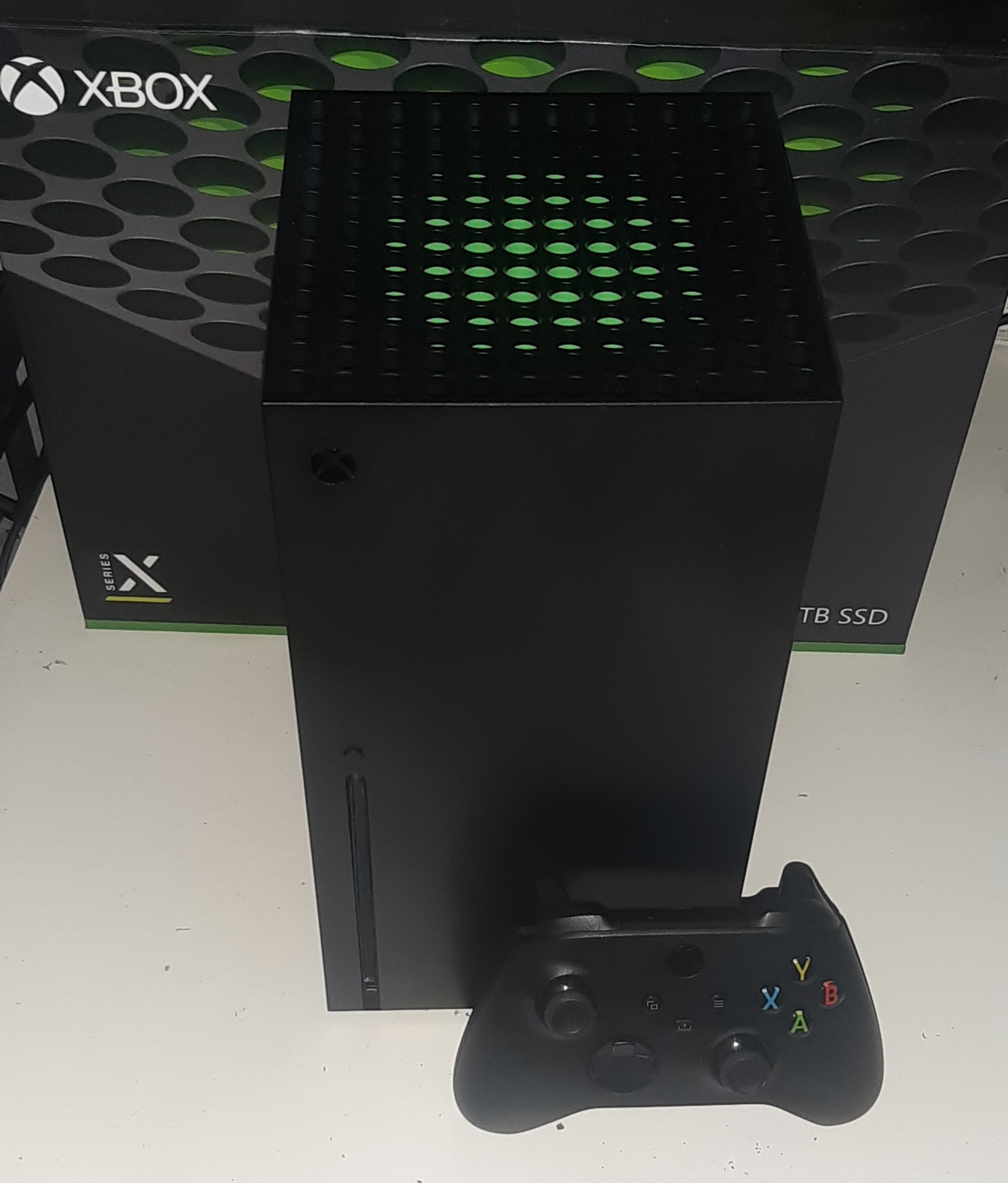
Xbox Series X

在電子遊戲歷史中，第九世代主要指自2020年起推出的數款電子遊戲機。第九世代目前包括了索尼的PlayStation 5和微軟的Xbox Series X/S，其中兩款遊戲機均于2020年11月發售。第九世代主機在硬體上為第八世代的加強版，強調超高螢幕解析度及超高速硬碟讀取速度，普遍採用NVMe介面等高速客製化固態硬碟和AMD的客製化處理器。在螢幕顯示上可達到1440p,及4K解析度，Xbox Series X最高達到8K解析度，且可向下相容前世代遊戲內容；此世代因應網路發展，光碟機非必備，光碟機版本支援4K 藍光播放功能。

## 註解
1. ↑  第一世代自1972年，美格福斯發售第一款家用遊戲機美格福斯奧德賽後開始[2] 。本世代隨著任天堂於1980年終止Color TV-Game系列的生產而告終[3]。
2. ↑  第二世代自1976年，Fairchild Channel F發售後開始[4] 。本世代隨著雅達利於1992年終止雅達利2600的生產而告終[5]。
3. ↑  第三世代自1983年，任天堂的紅白機與世嘉的SG-1000於同日發售後開始[6] 。本世代隨著任天堂於2003年終止紅白機的生產而告終[7]。
4. ↑  第四世代自1987年，PC-Engine發售後開始[8] 。本世代隨著SNK於2004年終止Neo Geo的生產而告終[9]。
5. ↑  第五世代自1993年，松下的3DO發售後開始[10] 。本世代隨著索尼於2005年終止PlayStation的生產而告終[11]。
6. ↑  第六世代自1998年，世嘉的Dreamcast發售後開始[12] 。本世代隨著索尼於2013年終止PlayStation 2的生產而告終[13]。
7. ↑  第七世代自2005年，微軟的Xbox 360發售後開始[14] ，索尼的PlayStation 3於不久後發售[15] 。本世代第一台停產的主機為任天堂Wii，於2013年終止生產；Xbox 360於2016年停產[16] ；PlayStation 3則於 2017年停產[17]。
8. ↑  第八世代自2012年，任天堂的Wii U發售後開始[18] 。本世代第一台停產的主機為Wii U，於2017年終止生產[19] 。其他主機目前仍在生產中。